# Personaggi di My Hero Academia

I personaggi della serie nella prima sigla di apertura

Questa è la lista dei personaggi di My Hero Academia, manga scritto e disegnato da Kōhei Horikoshi. Gli stessi compaiono anche nella serie televisiva e nei media derivati.

## Personaggi principali
Izuku Midoriya (緑谷 出久?, Midoriya Izuku)
Doppiato da: Daiki Yamashita e Akeno Watanabe (da bambino) (ed. giapponese), Simone Lupinacci, Federica Valenti (da bambino, st.1-6), Annalisa Longo (da bambino, alcuni episodi), Jolanda Granato (da bambino, My Hero Academia:  Memories), Elisa Giorgio (da bambino, My Hero Academia: Two Heroes) (ed. italiana)
Protagonista dell'opera. Un ragazzo di sedici anni (quattordici al debutto), con capelli e occhi verdi. Ha un carattere timido e si spaventa facilmente. Tende ad aiutare le persone con problemi personali ed emotivi, indipendentemente dal fatto che siano affari suoi, sostenendo che un eroe dovrebbe intromettersi nella vita degli altri.
Katsuki Bakugo (爆豪 勝己?, Bakugō Katsuki)
Doppiato da: Nobuhiko Okamoto e Sachi Kokuryu (da bambino) (ed. giapponese), Federico Viola, Annalisa Longo (da bambino), Richard Benitez (da bambino, alcuni episodi) e Elena Serra (da bambino, My Hero Academia - Heroes Rising) (ed. italiana)
Compagno di scuola della 1-A e amico d’infanzia del protagonista Izuku Midoriya. Possiede il Quirk "Esplosione", che gli consente di generare esplosioni dalle mani grazie a una sostanza simile alla nitroglicerina nel sudore. Inizialmente arrogante e violento, Bakugo mostra grande talento nel combattimento e una notevole intelligenza tattica, maturando progressivamente nel corso della storia.
All Might (オールマイト?, Ōru Maito)
Doppiato da: Kenta Miyake (ed. giapponese), Lorenzo Scattorin (ed. italiana)
Il Pro Hero considerato il più grande eroe del mondo e il simbolo stesso della pace. Il suo nome da civile, Toshinori Yagi (八木 俊典?, Yagi Toshinori), viene rivelato nel manga solo in seguito. Nella sua forma di eroe si presenta come un uomo possente e muscoloso mentre in realtà è gracile e malaticcio. La sua personalità assomiglia molto allo stereotipo del supereroe classico. È molto amichevole, socievole e salva sempre le persone con un grande sorriso, ma ammette di sentire la pressione del suo titolo di Simbolo della pace. Passa il suo potere a Midoriya dopo avere visto il coraggio del ragazzo, nominandolo così suo successore. Col tempo, allenandosi assieme, i due stringeranno una forte amicizia, rispettandosi e in particolare nel caso di Izuku, ammirandosi a vicenda. Inoltre insegna "Fondamenti di eroismo" presso il liceo Yuei, facendo del suo meglio per consentire a Midoriya di seguire le sue orme. A causa delle ferite riportate anni fa durante la sua ultima battaglia contro la sua nemesi All For One, poteva usare i suoi poteri per sole tre ore al giorno; dopo avere passato il One For All a Midoriya questo tempo diminuisce sempre più man mano che continua a usare le "braci residue" (il passaggio del One For All viene idealizzato con la metafora di una fiaccola la cui fiamma viene passata di persona in persona), esaurendole dopo il secondo scontro con All For One e potendo usare ora il Quirk per qualche misero istante. Solo pochi personaggi sono a conoscenza delle sue vere condizioni e della sua scelta di avere reso Midoriya suo successore: l'infermiera dello Yuei Recovery Girl, il preside dello Yuei Nezu, il suo vecchio maestro Gran Torino (amico anche della precedente detentrice del Quirk, Nana Shimura), l'amico poliziotto Naomasa Tsukauchi, il fu Sir Nighteye (grande fan di All Might nonché suo ex aiutante) e Bakugo. Quando poteva usare lo One For All era incredibilmente forte, al punto che con la sola pressione dell'aria generata dai suoi pugni poteva cambiare il tempo atmosferico: lo stesso Gran Torino lo ritiene con sicurezza il più potente utilizzatore di questo Quirk che ci sia mai stato, proprio grazie alla naturalezza con cui Toshinori è sempre riuscito a usarlo fin da subito. Come visto contro il primo Nomu, Toshinori riusciva tranquillamente a usare anche più del 100% del One For All, anche se ciò lo prosciuga delle sue forze. In lui il One For All (come parzialmente suddetto) si manifestava fisicamente come un incredibile aumento della massa muscolare e corporea, tale che gli conferiva anche un aspetto diverso da quello suo reale, e che lui usava proprio per celare la sua vera identità. Sempre in seguito al primo, debilitante scontro con All For One, Toshinori soffre di emottisi.  Continua a svolgere il ruolo di insegnante dopo il suo ritiro, dando preziosi consigli a Izuku e Bakugo e informazioni sui precedenti possessori del suo Quirk. Dopo la battaglia con il fronte intuisce che Izuku sta comunicando con i precedenti possessori del One For All, e quando si sveglia lo supporta come meglio può nella sua avventura in solitaria. Come spiegato dai predecessori, già il One for All si rivela fatale nel tempo per chi ha già un Quirk, ma All Might lo ha tenuto per più di trent’anni, pertanto Izuku è probabilmente l’ultimo possessore in grado di sostenere tale potere. A seguito del susseguirsi dei sicari inviati da All For One contro Izuku, capisce che il ragazzo sta cambiando in negativo e cerca di aiutarlo, ma il giovane si distacca da lui, sia per proteggerlo sia perché nelle sue condizioni attuali è d’intralcio, con estrema preoccupazione dell’ex-Hero. Durante la guerra finale, All Might non ha paura di combattere nonostante sia senza Quirk, e usando una tuta corazzata, affronta coraggiosamente All For One per un'ultima volta. Nonostante rimanga gravemente ferito dal suo più grande nemico, All Might continua a mantenere il suo sorriso distintivo, persino insultando quest'ultimo per essere debole e indifeso. Durante il culmine della battaglia, All Might non mostra paura di morire per mano di All For One, ripensando alle parole di Nighteye, mentre accetta lentamente il suo destino. Tuttavia, mentre sta per essere finito, viene salvato da Katsuki. Questo momento gli fa avere un'altra visione di Nighteye, in cui il suo ex compagno lo esorta a continuare a vivere. Mentre Katsuki sta per affrontare All For One, All Might dà al suo studente l'ultimo pezzo rimasto della sua armatura, lasciando il resto a lui. Otto anni dopo la guerra, dopo che Izuku è tornato senza Quirk, All Might gli dona una nuova tuta meccanica creata con l'aiuto dei suoi ex compagni di classe, e dice al suo successore che si era meritato questo potere in modo leale e onesto, mentre lo esorta a diventare di nuovo un hero.
Il suo nome contiene il carattere giapponese del numero otto (八?, hachi), in riferimento al suo essere stato l'ottavo custode del One For All.

## Liceo Yuuei
Il Liceo Yuuei (雄英高校, Yūei Kōkō) è un'accademia di alto livello per l'addestramento degli hero. La scuola si trova in cima a una collina boscosa nella fittizia città di Musutafu, in Giappone. Ci sono quattro percorsi accademici, o corsi, disponibili per gli studenti: il dipartimento di eroismo, la sezione ordinaria, la sezione support e la sezione management. Gli studenti che non vengono ammessi al corso per Hero sono inclusi nel corso ordinario. Tuttavia, possono comunque essere trasferiti al corso per Hero impressionando la facoltà al Festival Sportivo e ottenendo voti di passaggio. Come affermato da Aizawa, la scuola non aderisce ai metodi scolastici tradizionali e consente alla facoltà di gestire le proprie lezioni come preferisce. Ciò include l'autorità degli insegnanti di espellere gli studenti per qualsiasi motivo. Gli studenti che vengono espulsi possono essere nuovamente iscritti, sebbene l'espulsione rimarrà nei loro registri permanenti.

### Studenti della classe 1-A
Ochaco Uraraka (麗日 お茶子?, Uraraka Ochako)
Doppiata da: Ayane Sakura (ed. giapponese), Valentina Pallavicino (ed. italiana)
Una ragazza piuttosto schietta e vivace, studentessa della 1-A come Midoriya e Bakugo. Nonostante l'aspetto e il carattere solitamente solare è molto determinata a diventare un grande eroina. Ha un Quirk chiamato Zero Gravity (無重力?, Zero Gurabiti, lett. "gravità zero"), che le permette di annullare l'effetto della gravità su qualunque oggetto tocchi, ma se ne abusa finisce per soffrire di nausea. Proviene da una famiglia povera.
Shoto Todoroki (轟 焦凍?, Todoroki Shōto)
Doppiato da: Yūki Kaji e Kei Shindō (da bambino) (ed. giapponese), Alessandro Germano, Valentina Pallavicino (da bambino) e Richard Benitez (da bambino, st. 5) (ed. italiana)
Compagno di classe della 1-A dei protagonisti, ammesso tramite raccomandazione speciale. Il suo Quirk, Mezzo ghiaccio mezzo fuoco, gli consente di generare ghiaccio dal lato destro del corpo e fuoco dal lato sinistro, potere che ha inizialmente rifiutato in parte a causa del difficile rapporto con il padre, Endeavor. Figlio del secondo eroe più potente dopo All Might, Shoto ha vissuto un’infanzia segnata da abusi e pressioni familiari. Nel corso della serie, grazie anche al supporto di Midoriya e dei compagni, accetta entrambi i lati del suo Quirk e intraprende un percorso di crescita personale.
Tenya Iida (飯田 天哉?, Iida Ten'ya)
Doppiato da: Kaito Ishikawa (ed. giapponese), Andrea Oldani (ed. italiana)
Capoclasse della 1-A, è un ragazzo molto serio e studioso, determinato a diventare un eroe e che prende molto sul serio il suo ruolo di capoclasse. Una delle gag ricorrenti a tal proposito è di richiamare all'ordine i suoi compagni di classe quando è lui a essere l'unico a non starlo facendo. Gesticola molto con le mani, specie quando è infervorato. Durante l'esame di ammissione rimprovera ripetutamente Midoriya per ciò che egli percepisce come mancanza di rispetto; tuttavia, dopo avere visto Midoriya salvare Uraraka durante l'esame, arriva alla (errata) conclusione che Midoriya avesse dedotto la vera natura della prova: si scusa quindi per il suo comportamento e stringe una forte amicizia con lui, nonostante i ripetuti tentativi di questi di dirgli la verità. Viene da una famiglia di eroi da generazioni e suo fratello maggiore in particolare, il Pro Hero Ingenium, lo ha spinto a diventare un eroe per rendere la sua famiglia orgogliosa. Dopo che il fratello viene reso paraplegico da Stain, cerca di vendicarsi venendo però ridotto facilmente all'impotenza dal Villain e in seguito portato in salvo da Midoriya e Todoroki. Sarà durante lo scontro con Stain che decide di prendere il nome da eroe del fratello, diventando il nuovo Ingenium (インゲニウム?, Ingeniumu) e maturando come eroe dopo che Stain lo rimprovera per avere usato il suo eroismo come pretesto di vendetta nei propri confronti. Il suo Quirk, chiamato Engine (エンジン?, Enjin, lett. "motore"), gli dona la supervelocità grazie a dei motori a reazione nelle gambe, le cui marmitte escono dai polpacci; come accennato da Iida, il ragazzo ha diverse "marce" grazie alle quali, come un vero e proprio motore, riesce man mano ad accelerare. Inizialmente, se Iida forzava l'utilizzo di troppa potenza tutta assieme (tecnica che nella famiglia Tenya viene chiamata "Recipro") i motori andavano in panne impedendogli completamente di muoversi; tuttavia con il tempo ha imparato sprigionare sempre più potenza, diventando più veloce di prima e prolungando sensibilmente il tempo in cui la può usare, sebbene non riesca ancora a controllare appieno la sua corrente nuova velocità massima (che a detta di Izuku è superiore anche a quella di Gran Torino): al momento infatti, Iida riesce a generare una spinta tale da potersi muovere anche nel terreno e i suoi calci possono persino fratturarlo. Le marmitte che si protrudono dai calcagni ricrescono se rimosse, una scoperta fatta dal nonno di Iida che viene sfruttata dalla famiglia Tenya per renderle più resistenti e così "mettere a punto" i motori che hanno nelle gambe, rendendoli più veloci ed efficienti; tuttavia il processo di rimozione, poiché le marmitte sono parte dell'organismo, è molto doloroso, e deve essere eseguito da sé come una sorta di rituale. La "benzina" che alimenta i suoi motori è la spremuta d'arancia mentre le bevande gassate tendono a farli inceppare. Quando Izuku lascia l'accademia, la prende male come gli altri e trovato, grazie ad una combinazione dei poteri dei suoi compagni di classe riesce a raggiungerlo e a stringergli la mano, dicendogli le stesse parole usate dal giovane su di lui durante lo scontro con Stein, che in qualche modo sembrano colpirlo.
Il suo nome deriva dal giapponese "idaten" (韋駄天?), che significa "grande corridore".
Eijiro Kirishima (切島 鋭児郎?, Kirishima Eijirō)
Doppiato da: Toshiki Masuda (ed. giapponese), Jacopo Calatroni (ed. italiana)
Uno studente della classe 1-A. Un ragazzo vivace, chiassoso e impetuoso, con un proprio concetto di virilità e una sorta di codice morale che lo porta a rispettare persone determinate e coraggiose. Il suo Quirk Indurimento (硬化?, Kōka) gli permette di affilare e indurire la sua pelle variandone la durezza, garantendogli un vantaggio sia sul piano offensivo che quello difensivo; con l'allenamento ha imparato ad aumentare notevolmente la durezza che può ottenere ma maggiore è quella che decide di usare, minore il tempo in cui può mantenere la trasformazione; quando usa la sua durezza massima, il suo aspetto diventa corrugato e mostruoso, diventando virtualmente immune a qualsiasi attacco fisico: può stare in questo stato per circa un minuto e farlo gli richiede un grande sforzo fisico. Nel suo tirocinio, Eijiro va sotto la guida del Pro Hero Fat Gum assieme a Suneater, partecipando con loro all'assalto agli Shie Hassaikai: durante questa missione, per la sua caparbietà e determinazione, Eijiro guadagna persino la stima di Kendo Rappa, uno degli Otto Sacrificabili al servizio di Overhaul, che si è prefisso di riaffrontarlo in futuro in una rivincita. Il suo nome da eroe è Red Riot (烈怒頼雄斗?, Reddo riotto), ispirato all'eroe Crimson Riot, che egli ammira e a cui si ispira. Molto aperto e socievole, è uno dei pochi che è riuscito in poco tempo a fare amicizia con Bakugo. Come suddetto ha una fissazione per il concetto di virilità e descrive spesso le cose che gli piacciono o che approva come "virili" o "da vero uomo". In passato ha avuto problemi di autostima in quanto, convinto che suo potere fosse poco utile e che la sua convinzione fosse solo una facciata, pensò di abbandonare il suo sogno di diventare un eroe fino a che non fu persuaso dalle parole del suo idolo Crimson Riot: Kirishima quindi si è impegnato per migliorarsi diventando più coraggioso e sicuro di sé, decidendo anche di intraprendere gli studi allo Yuei. Lui e Mina hanno frequentato la stessa scuola media e, osservando il carattere estroverso e intraprendente della ragazza, ha sempre creduto che sarebbe riuscita a diventare un'eroina; proprio perché la ritiene un modello a cui ispirarsi, Eijiro si è sentito fiero quando Mina ha sviluppato una sua mossa proprio da lui. Finita la battaglia contro il Fronte di Liberazione, trova assieme a Momo e Mina il corpo senza vita della loro maestra Midnight, scoppiando in lacrime. Cercherà di riportare Izuku all'Accademia come gli altri, recuperandolo assieme a IIda e lodando il suo coraggio quando, tempo prima, si era lanciato contro un villain per salvare Bakugo pur non avendo un Quirk. Ha una cicatrice sull'occhio destro che si è procurato per sbaglio quando si è manifestato per la prima volta il suo Quirk, cicatrice che spesso l'autore si dimentica di disegnare.
Tsuyu Asui (蛙吹 梅雨?, Asui Tsuyu)
Doppiata da: Aoi Yūki (ed. giapponese), Deborah Morese (ed. italiana)
Una ragazza della classe 1-A. Il suo Quirk Rana (蛙?, Kaeru) le dà un aspetto e le abilità simili a quelle di una rana come grandi capacità natatorie, allungare la lingua fino a 20 metri, scalare pareti verticali, saltare ad altezze sovrumane, mimetizzarsi (abilità appresa nel corso della serie), nascondere oggetti nel suo stomaco e secernere dalle pareti gastriche un debole veleno paralizzante. Tsuyu è una ragazza diretta e abbastanza rilassata che dice sempre agli altri ciò che le passa per la testa e cosa pensa. Ha una personalità semplice ma è perspicace e intelligente, essendo la prima della classe a notare la somiglianza tra i poteri di Midoriya e quelli di All Might; inoltre riesce a mantenere la sua tipica freddezza quasi apatica anche in situazioni critiche e ad alto rischio, ciò nonostante a volte può capitare che perda la sua proverbiale calma e abbia crisi di pianto, come quando non è riuscita a esprimersi o a fermare Midoriya e gli altri dall'attuare il raid a Kamino per salvare Bakugo. Durante il tirocinio con Ochaco e Nejire sotto la Pro Hero Ryukyu, ha dato supporto dall'esterno nel raid contro gli Shie Hassaikai. Su richiesta di Izuku, lo ha aiutato a controllare meglio la Frusta nera.  Cercherà di riportare Izuku all'Accademia come gli altri. Il nome da eroina che si è scelta è Froppy (フロッピ?, Furoppi).
Momo Yaoyorozu (八百万 百?, Yaoyorozu Momo)
Doppiata da: Marina Inoue (ed. giapponese), Debora Magnaghi (ed. italiana)
La vice capoclasse della classe 1-A, eletta con un voto inferiore a Midoriya, e una dei quattro studenti raccomandati. Grazie al suo Quirk Creazione (創造?, Sozo) possiede la capacità di creare dalla sua pelle nuda qualsiasi materiale o oggetto inanimato, a patto di conoscerne le strutture molecolari; per fare ciò, il suo corpo demolisce i lipidi a livello atomico per poi convertirli. Secondo quanto da lei stessa affermato, più mangia più materiale ha a disposizione per creare. Inoltre, più un oggetto è grande, maggiore è il tempo che impiegherà per crearlo e la superficie di pelle necessaria per farlo uscire. Essendo incredibilmente intelligente, è la migliore della classe e ha una mente strategica e assennata, tale che nell'assalto al Fronte di liberazione del sovrannaturale, Midnight le cede in seguito il comando del loro gruppo; ha avuto grandi problemi di autostima, credendo di non avere mai l'occasione per mostrare il suo valore, e il suo mettersi continuamente in paragone con altri che lei crede essere meglio di sé (quale Shoto) l'ha portata ad avere persino dubbi su ciò che fa o che dovrebbe fare, tuttavia grazie proprio al supporto di Shoto durante l'esame finale del primo anno è riuscita a superare il suo blocco mentale e a guadagnare molta determinazione. Con il tempo le sue capacità sul campo e la sua sicurezza sono aumentate notevolmente, non demoralizzandosi quasi più e fornendo supporto attivo il più possibile. Nonostante sia una ragazza per bene e aborrisca comportamenti volgari e osé, Momo non mostra vergogna nel mostrare il suo corpo, soprattutto a causa delle proprietà del suo Quirk che talvolta le richiede di strappare parte dei suoi vestiti per fare fuoriuscire l'oggetto che ha creato, conscia anche del fatto che può sempre rifabbricarsi un ricambio quando vuole. Finita la battaglia contro il Fronte di Liberazione, trova assieme a Ejiro e Mina il corpo senza vita della loro maestra Midnight, scoppiando in lacrime. Cercherà di riportare Izuku all'Accademia come gli altri. Il suo nome da eroe è Creatie (クリエイティ?, Kurieiti).
Mezo Shoji (障子 目蔵?, Shōji Mezō)
Doppiato da: Masakazu Nishida (ed. giapponese), Alessandro Capra (ed. italiana)
Uno degli studenti più alti della classe 1-A. Porta perennemente una maschera che gli cela il volto dagli occhi in giù, e oltre alle sue braccia normali ha quattro braccia in più (mancanti però delle mani) che crescono dalle spalle; le tre paia di braccia sono unite tra loro da una membrana simile al patagio. È un ragazzo semplice, calmo e amichevole, con la tendenza a porre gli altri prima di sé e disposto a tutto ciò in suo potere per salvare o aiutare un amico. Come egli stesso sostiene, non ha mai avuto molto interesse per i beni materiali da quando era bambino, preferendo uno stile di vita minimalista, di fatto in camera sua non c'è nulla a parte il letto e una scrivania. Il suo Quirk Arm Replication (複製腕?, Fukuseiwan, lett. "replicazione dell'arto superiore") gli permette di fare crescere gli organi del corpo alle estremità dei suoi quattro arti supplementari (finora ha dimostrato di sapere fare crescere occhi, orecchie, mani e bocche - da uno schizzo di Horikoshi è possibile supporre che Shoji possa anche copiare la propria testa). Allungando le sue braccia come fossero ramificazioni, può anche evocare più organi per braccio ma inizialmente ha trovato difficoltà in ciò poiché la loro efficacia era inferiore ed erano più difficili da controllare. Curiosamente, per parlare è solito generare una bocca da una delle sue braccia. Il suo nome da eroe è Tentacle (テンタコル?, Tentakoru).
Il suo nome deriva dalla frase "I muri hanno orecchie, le porte hanno occhi" (壁に耳あり障子に目あり?, Kabe ni mimi ari shōji ni me ari), equivalente in giapponese del nostrano "Anche i muri hanno le orecchie".
Mina Ashido (芦戸 三奈?, Ashido Mina)
Doppiata da: Eri Kitamura (ed. giapponese), Tania De Domenico (ed. italiana)
Una studentessa della classe 1-A con i capelli rosa e la pelle lilla, fin da piccola veniva considerata da tutti una futura eroina. Ha un carattere socievole, solare ed entusiasta, avendo la maggior parte del tempo un sorriso stampato in faccia, ma è anche una ragazza emotiva e quindi facilmente può diventare triste o inquieta. Il suo Quirk si chiama Acido (酸?, San): è in grado di espellere un fluido acido dal suo corpo, di cui può controllare la forza corrosiva e la viscosità, e che può anche usare per muoversi più agilmente pattinando sul terreno. Tuttavia, mano mano che usa il suo Quirk, perde progressivamente la sua resistenza a esso, resistenza su cui si è allenata per aumentarla. Prendendo ispirazione da Eijiro, Mina ha iniziato anche a usare il proprio acido come un'armatura con funzioni sia difensive che offensive. Inizialmente aveva scelto Alien Queen (エイリアンクイーン?, Eirian Kuīn) come suo nome da eroina ma, su consiglio di Midnight, in seguito ha optato per Pinky (ピンキー?, Pinkī). Lei e Kirishima hanno frequentato la stessa scuola media. Finita la battaglia contro il Fronte di Liberazione, trova assieme a Ejiro e Momo il corpo senza vita della loro maestra Midnight, scoppiando in lacrime. Cercherà di riportare Izuku all'Accademia come gli altri.
Toru Hagakure (葉隠 透?, Hagakure Tōru)
Doppiata da: Kaori Nazuka (ed. giapponese), Giulia Maniglio (ed. italiana)
Una vivace studentessa della classe 1-A con il Quirk Trasparenza (透明化?, Tōmeika), che la rende completamente invisibile e in grado di rifrangere la luce come un prisma, capacità che usa a suo vantaggio accecando gli avversari o (come quando combatte con Yuga) deflettere laser e colpi a base di onde luminose. Quando le serve utilizzare pienamente il suo Quirk è solita andare in giro praticamente nuda, indossando solo un paio di guanti e degli stivali (che si toglie in caso di necessità) così che i suoi alleati sappiano che lei sia lì. È una ragazza vispa e alla mano con un carattere ottimista; nonostante sia invisibile mostra comunque un certo imbarazzo quando, solitamente in battaglia per ottenere un vantaggio sull'avversario, viene vista "spogliarsi". Il suo nome da eroe è Invisible Girl (インビジブルガール?, Inbijiburu Gāru). Nonostante il suo atteggiamento spensierato, Toru si dimostra attenta, poiché nota che Yuga non era il solito sé dopo il ritorno di Izuku. La sua curiosità la porta a scoprire che era un traditore che aveva, seppur dolorosamente e controvoglia, fornito informazioni ad All For One. Si dimostra anche emotivamente fragile poiché, dopo aver rimproverato Yuga per aver tradito i suoi compagni di classe, viene mostrata piangere per come aveva avuto il coraggio di frequentare le lezioni con loro, così come durante l'interrogatorio di Yuga.
Kyoka Jiro (耳郎 響香?, Jirō Kyōka)
Doppiata da: Kei Shindō (ed. giapponese), Chrissy Costanza (canto), Tiziana Martello, Giada Bonanomi (My Hero Academia: Heroes Rising) (ed. italiana)
Una ragazza della classe 1-A piuttosto riservata e amante della musica rock che talvolta fa trasparire un carattere freddo e a tratti scortese, mostrando tuttavia una personalità più cordiale verso i suoi amici. Si fa spesso bonariamente gioco di Kaminari, e si vergogna a mostrare o rivelare agli altri le sue passioni o altro che riguardi i suoi interessi, specie riguardo alla musica, la sua passione più sfrenata e condivisa dalla famiglia. È piuttosto pudica, come visto per esempio quando Momo deve strappare i suoi vestiti per far apparire con il suo Quirk un oggetto troppo grande. A causa del suo Quirk Earphone Jack (イヤホンジャック?, Iyahon Jakku, lett. "jack degli auricolari") possiede lunghi lobi delle orecchie aventi all'estremità un connettore jack che può collegare a qualsiasi cosa per ascoltare i suoni altrimenti impercettibili o per amplificare a livelli esplosivi il suono del proprio battito cardiaco mediante degli appositi altoparlanti usati da Kyoka. I lobi possono anche essere allungati fino a sei metri e fungere da fruste, essendo notevolmente resistenti. Il suo nome da eroe è il nome stesso del suo Quirk: Earphone Jack.
Minoru Mineta (峰田 実?, Mineta Minoru)
Doppiato da: Ryō Hirohashi (ed. giapponese), Annalisa Longo (ed. italiana)
Uno studente della classe 1-A, di bassa statura, piuttosto intelligente, ma estremamente perverso e ossessionato dal corpo femminile. La sua ossessione è tale che viene malvisto anche dai suoi compagni di classe e porta spesso a risvolti e momenti comici nel fumetto, solitamente tutto a scapito proprio di Mineta. Si spaventa facilmente e altrettanto facilmente perde la speranza nelle situazioni difficili, tratti di sé che lui stesso odia. Mineta possiede il Quirk Super Sticky (もぎもぎ?, Mogimogi, lett. "durevolezza"), un potere che fa crescere dalla sua testa palle removibili di una sostanza estremamente appiccicosa, il cui effetto collante varia da meno di un'ora a fino un giorno a seconda dell'umore di Mineta, che è l'unico immune ai loro effetti adesivi e anzi vi rimbalza su; se Mineta abusa di questo potere, inizia a sanguinare dalla testa. Il potere, all'apparenza debole, riesce a essere una risorsa utile grazie al notevole ingegno di Mineta, posto che il ragazzo riesca a superare la paura del momento. Come nome da eroe ha scelto Grape Juice (グレープジュース?, Gurēpu Jūsu) e (almeno inizialmente) ha deciso di diventare un eroe anche per diventare popolare presso il gentil sesso.
Denki Kaminari (上鳴 電気?, Kaminari Denki)
Doppiato da: Tasuku Hatanaka (ed. giapponese), Davide Fumagalli, Mattia Bressan (My Hero Academia: Two Heroes) (ed. italiana)
Uno studente della classe 1-A il cui Quirk Elettrizzazione (帯電?, Taiden, lett. "carica") gli permette di assorbire ed emettere elettricità, senza però poterne controllare la direzione. Un uso eccessivo di tale potere (il suo limite attuale sono 2 milioni di volt) provoca nel suo cervello un corto circuito, facendogli perdere le capacità intellettive per circa un'ora: per ovviare alla mancanza di controllo del suo potere, equipaggia in seguito il suo costume con un dispositivo che, dopo essere stato lanciato, gli consente di creare un ponte elettrico con esso e indirizzare l'elettricità in maniera precisa. Il suo nome da eroe è Chargebolt (チャージズマ?, Chājizuma, "Chargezuma"). Come Kirishima, è piuttosto aperto e socievole, sebbene non sia particolarmente intelligente, e sotto la sua spavalderia si nascondono una spontaneità e una cordialità che lo spingono a fare del suo meglio per aiutare i propri amici. Come Mineta, è piuttosto interessato alle ragazze, ma non è molto fortunato quando cerca di approcciarsi, venendo spesso ignorato o cacciato via direttamente. Quando è in battaglia a volte si fa prendere dal panico ma tiene sempre a mente come e quanto usare il proprio potere per non ferire gli alleati vicino a lui. Nel corso della storia stringe amicizia con Kirishima e Bakugo. Viene spesso preso in giro da Kyoka. Cercherà di riportare Izuku all'Accademia come gli altri, affermando che, pur non avendo passato molto tempo con lui, comunque lo considera un amico e non vuole vederlo così.
Fumikage Tokoyami (常闇 踏陰?, Tokoyami Fumikage)
Doppiato da: Yoshimasa Hosoya (ed. giapponese), Francesco Orlando (ed. italiana)
Uno studente molto serio della 1-A con la testa simile a quella di un corvo. Ha un carattere serio e riservato, ed è taciturno al punto di non rispondere nonostante sia il diretto interlocutore se ritiene che l'argomento del discorso sia vano; tuttavia in battaglia parla molto più spesso, discutendo con gli alleati per avere la meglio e ringraziandoli quando viene aiutato. Il suo Quirk, Dark Shadow (黒影?, Dāku Shadō, lett. "ombra scura"), gli dà il controllo di un'ombra senziente (chiamata proprio Dark Shadow), simile a Fumikage nell'aspetto, che ha una gran varietà di usi sia offensivi che difensivi; i due sono collegati da una specie di "cordone ombelicale". All'interno di un ambiente buio, Dark Shadow diventa più potente ma più difficile da controllare e viceversa, se è in un ambiente luminoso, diventa più facile da controllare ma molto più debole: proprio in casi come il primo, Dark Shadow può prendere il sopravvento ed entrare in uno stato di furia incontrollata mentre Tokoyami perde conoscenza e viene inglobato da Dark Shadow. In seguito imparerà a "indossare" Dark Shadow per potenziarsi e in seguito, a sfruttarlo per librarsi in volo grazie al tirocinio sotto il Pro Hero Hawks, e a gestire Dark Shadow temporaneamente quando è nel suo stato di furia. La luminosità dell'ambiente influisce anche sul carattere di Dark Shadow: in un luogo luminoso è un'entità docile, sociale e talvolta fifona, mentre col buio diventa più ribelle, audace e feroce. Il suo nome da eroe è Tsukuyomi (月讀?).
Mashirao Ojiro (尾白 猿夫?, Ojiro Mashirao)
Doppiato da: Kōsuke Miyoshi (ed. giapponese), Marco Benedetti (ed. italiana)
Uno studente della 1-A, il cui Quirk Tail (尻尾?, Shippo, lett. "coda") gli dona una coda molto robusta che può utilizzare come terzo braccio, agevolandogli sia l'attacco che il movimento. È un ragazzo calmo e generoso, con un forte senso della dignità e dell'onestà che lo portano a rifiutare riconoscimenti e risultati che a suo parere non sono meritati; inoltre è abile nelle arti marziali e un gran lavoratore. Il suo nome da eroe è Tailman (テイルマン?, Teiruman).
Hanta Sero (瀬呂 範太?, Sero Hanta)
Doppiato da: Kiyotaka Furushima (ed. giapponese), Stefano Pozzi (ed. italiana)
Uno studente della 1-A che grazie al suo Quirk Tape (テープ?, Tēpu, lett. "nastro"/"nastro adesivo") è in grado di produrre nastri di cellophane, anche adesivo, dai gomiti che lui usa anche per avere grande mobilità. Se usa troppo il suo potere gli si secca la pelle. È un ragazzo semplice, socievole e chiacchierone a cui tuttavia piace mettersi un po' in mostra. Ha un certo gusto per lo stile asiatico, come si scopre dall'arredamento della sua stanza. Come nome da eroe ha scelto Cellophane (セロファン?, Serofan), mentre il suo potere e come lo usa ricordano molto le ragnatele dell'eroe Marvel Spider-Man. Assieme a Tsuyu, ha aiutato Izuku ad affinare il suo controllo della Frusta nera.
Yuga Aoyama (青山 優雅?, Aoyama Yūga)
Doppiato da: Kōsuke Kuwano (ed. giapponese), Massimo Di Benedetto (ed. italiana)
Un ragazzo della 1-A; dice di essere nato in Francia. Piuttosto vanitoso, è solito vantarsi della sua ricchezza e ha un carattere piuttosto narcisista; tuttavia il suo comportamento spesso si rivela una facciata che usa per nascondere le sue insicurezze su di sé. Ironico se affiancato al suo essere egocentrico, Yuga è piuttosto capace nel capire i sentimenti nascosti degli altri (per esempio intuendo da sé che Uraraka abbia una cotta per Midoriya). È un ragazzo molto chiuso, non esplicitando mai ciò che prova e ciò che sono stati i suoi trascorsi: Yuga in realtà si sente diverso dagli altri perché il suo corpo non è adatto a portare il Quirk che ha (motivo per cui deve portare la sua speciale cintura, senza la quale potrebbe addirittura sparare laser accidentalmente) e anche lui ha incontrato tante difficoltà per imparare a controllarlo. Dopo che Yuga decide di rivelare ciò a Midoriya, i due diventano amici. Proprio per il suo carattere, ha deciso Can't Stop Twinkling come nome da eroe. Il suo Quirk Navel Laser (ネビルレーザー?, Nebiru Reza, lett. "laser ombelicale") gli permette di sparare un raggio laser dal suo ombelico, ma inizialmente non poteva spararlo per più di un secondo né abusarne troppo poiché potrebbe provocare danni al suo ventre; in seguito ha imparato a sparare numerosi piccoli colpi in serie mostrando anche una notevole precisione e accuratezza, e ad attivare il laser in maniera controllata come fosse una lama che può usare per un periodo più esteso. Successivamente viene rivelato che proprio come Izuku, Yuga è nato senza quirk fino a quando non gli è stato dato uno da All For One dopo che i suoi genitori hanno fatto un patto con lui. Yuga è costretto a spiare la scuola per All For One per tenere al sicuro la sua famiglia. Per aver aiutato gli eroi nella battaglia finale contro All For One, Yuga e la sua famiglia vengono graziati, ma lui decide di lasciare la scuola per espiare i suoi crimini, promettendo di tornare un giorno dai suoi amici e di unirsi a loro come un vero supereroe.
Rikido Sato (砂藤 力道?, Satō Rikidō)
Doppiato da: Toru Nara (ed. giapponese), Diego Baldoin (ed. italiana)
Uno studente della 1-A dall'aspetto robusto. Il suo Quirk Sugar Rush (シュガードープ?, Shugā Dōpu, Sugar Dope - lett. "carica di zuccheri") gli permette di incrementare la sua forza di cinque volte per un massimo di tre minuti per ogni dieci grammi di zucchero ingeriti, mentre usa il suo potere però perde man mano le capacità cognitive iniziando ad agire sempre più istintivamente. Grazie al suo Quirk ha la passione per la pasticceria e prepara dolci nel tempo libero: il fatto che quando i suoi compagni hanno assaggiato la prima volta i suoi dolci rimanendone impressionati e soddisfatti mostra come Rikido non abbia mai avuto una gran considerazione di sé come pasticciere, vedendo la cosa solo come inerente al suo Quirk. Il nome da eroe che si è scelto è Sugarman (シュガーマン?, Shugāman).
Koji Koda (口田 甲司?, Kōda Kōji)
Doppiato da: Takuma Nagatsuka (ed. giapponese), Luca Bottale (ed. italiana)
Uno studente della 1-A. Di carattere timido, non parla quasi mai preferendo usare il linguaggio del corpo per comunicare. Grazie al suo Quirk Animal Voice (生き物ボイス?, Ikimono Boisu, lett. "voce animale") è in grado di comunicare direttamente con animali e dare loro ordini, tuttavia è entomofobo. In seguito ha aggiunto al suo costume una maschera che amplifica la sua voce per potere comunicare con gli animali in un raggio più ampio. Il suo nome da eroe è Anima (アニマ?, Anima).

### Studenti della classe 1-B
Neito Monoma (物間 寧人?, Monoma Neito)
Doppiato da: Kōhei Amasaki (ed. giapponese), Renato Novara (ed. italiana)
Studente della classe 1-B del dipartimento degli eroi. Invidioso della sezione A, approfitta di ogni situazione per poterla insultare o per dimostrare la superiorità della sua classe. Il suo modo di parlare è simile a quello di Seiji Shishikura, in quanto tende ad usare parole più eloquenti dello stretto necessario, soprattutto quando si rivolge agli studenti della classe A. È sorprendentemente intelligente. Il suo complesso di inferiorità nasce probabilmente dal fatto che sin da quando era piccolo gli è stato detto che il suo Quirk era più adatto a quello di un villain, piuttosto che ad un hero. Grazie al suo Quirk Copy (コピー?, Kopī, lett. "copia"/"imitazione"), è in grado di utilizzare il Quirk di chiunque venga in contatto con lui per un tempo limite di cinque minuti. Può copiare fino a quattro Quirk, ma non può usarne più di uno alla volta, inoltre non può utilizzare Quirk che necessitano in un assorbimento di energia o di qualche sostanza, come, per esempio, quello di Fat Gum, che necessita di un grande assorbimento di grassi o quello di Rikido che necessita dell'assimilazione di zucchero. Il suo nome da eroe è Phantom Thief (ファントムシーフ?, Fantomu Shīfu).
Itsuka Kendo (拳藤 一佳?, Kendō Itsuka)
Doppiata da: Saki Ogasawara (ed. giapponese), Katia Sorrentino (ed. italiana)
Studentessa della classe 1-B. Al contrario di altri suoi compagni di classe non prova astio verso la sezione A, dimostrandosi più volte amichevole nei loro confronti e spesso rimprovera Monoma. Ha un carattere molto gentile e socievole, per questo motivo è amichevole con tutti i suoi compagni ed è considerata la "sorella maggiore" della classe. Ha dimostrato di possedere una mente strategica, di sapere ragionare sotto pressione (come nello scontro contro Mustard) e di essere piuttosto intelligente: Itsuka prenderà infatti come modello di riferimento Yaoyorozu, diventandone in seguito la rivale. Il suo Quirk Large Fists (大拳?, Daiken, lett. "grandi pugni") le permette di ingrandire a dismisura le sue mani, per combattere o intrappolare i nemici; il suo nome da eroe è Battle Fist (バトルフィスト?, Batoru Fisuto).
Tetsutetsu Tetsutetsu (鉄哲 徹鐵?, Tetsutetsu Tetsutetsu)
Doppiato da: Kōji Okino (ed. giapponese), Mattia Bressan (ed. italiana)
Studente della 1-B arrogante e determinato, anche se si è dimostrato più volte anche protettivo nei confronti dei suoi compagni di classe. Durante il Festival sportivo nasce una rivalità tra lui e Kirishima per i loro poteri quasi identici: il suo Quirk Steel (スティール?, Sutīru, lett. "acciaio") infatti gli permette di trasformare il suo corpo in un'armatura d'acciaio, in maniera simile all'Indurimento di Kirishima, ed è legato a quanto ferro assume nella sua dieta. Dopo il Festival, i due mettono da parte le loro rivalità e diventano grandi amici, avendo un carattere praticamente identico. Come nome da eroe si è scelto Real Steel (リアルスティール?, Riaru Sutīru).
Ibara Shiozaki (塩崎 茨?, Shiozaki Ibara)
Doppiata da: Miho Masaka (ed. giapponese), Emanuela Pacotto (ed. italiana)
Studentessa della 1-B dal carattere gentile e onesto. Il suo Quirk Rampicanti (ツル?, Tsuru) le permette di usare i suoi capelli, a forma di viti, per attaccare o intrappolare i suoi nemici; durante il Festival sportivo ha dimostrato nello scontro con Kaminari che può usare le sue viti come messa a terra per scaricare l'elettricità. Per fare ricrescere le viti tagliate deve annaffiarle ed esporsi al sole, come per le vere piante. È una ragazza umile e cortese, piuttosto religiosa e che parla con un tono gentile; in battaglia tuttavia assume un carattere molto più aggressivo e determinato, quasi vendicativo. Inizialmente come suo nome da eroe aveva scelto Maria (マリア?), per poi cambiarlo in Vine (ヴァイン?, Vain).
Yosetsu Awase (泡瀬 洋雪?, Awase Yōsetsu)
Doppiato da: Yoshitsugu Matsuoka (ed. giapponese), Stefano Dallavalle (ed. italiana)
Studente della 1-B; è taciturno, ma parla in maniera piuttosto volgare. Di carattere inquieto, quando si trova ad affrontare situazioni critiche diventa molto più ciarliero. È molto altruista, poiché ha continuato a trasportare Yaoyorozu anche se un Nomu lo stava raggiungendo, rifiutandosi di lasciarla indietro nonostante lei lo rallentasse. È anche disposto a mettersi in pericolo per realizzare un piano, nonostante mostri paura. Ha una cotta per Momo. Il suo Quirk si chiama Saldatura (溶接?, Yōsetsu) e gli permette di fondere a livello atomico gli oggetti che tocca. Il suo nome da eroe è Welder (ウェルダー?, Werudā).
Sen Kaibara (回原 旋?, Kaibara Sen)
Doppiataìo da: Masakazu Nishida (ed. giapponese), Alessio Talamo (ed. italiana)
Studente della 1-B; solitamente lo si vede imbronciato, sorridendo raramente. Nonostante il suo comportamento serio, Sen a volte può scaldarsi e abbandonare il suo comportamento solenne, come quando mostra entusiasmo nel combattere contro Ojiro durante l'allenamento congiunto. Il suo Quirk si chiama Rotante (旋回?, Senkai) e gli consente di fare ruotare ad alte velocità qualsiasi sua parte del corpo come fosse una trivella, e difatti il suo nome da eroe è Spiral (スパイラル?, Supairaru).
Togaru Kamakiri (鎌切 尖?, Kamakiri Togaru)
Doppiato da: Kiyotaka Furushima (ed. giapponese), Luca Bottale (ed. italiana)
Studente della 1-B; la sua testa è simile a quella di un rettile, con due mandibole a zanna ai lati della bocca, e i capelli verdi acconciati a mo' di cresta. Il suo Quirk si chiama Lama affilata (刃鋭?, Jinei) e grazie ad esso può fare uscire delle grandi lame di varia forma dal suo corpo. Togaru è una persona dal sangue caldo che appare piuttosto aggressiva in termini di comportamento, similmente a Bakugo, anche se non nella stessa misura di quest'ultimo. Sembra anche avere una passione per la lotta, dimostrata dal suo desiderio di combattere la classe 1-A durante l'addestramento congiunto. Come nome da eroe si è scelto Jack Mantis (ジャックマンティス?, Jakku Mantisu).
Shihai Kuroiro (黒色 支配?, Kuroiro Shihai)
Doppiato da: Kōhei Amasaki (ed. giapponese), Davide Farronato (ed. italiana)
Studente della 1-B, riconoscibile per la sua pelle completamente nera, derivata dal suo Quirk, sulla quale risaltano solo gli occhi. Solitamente ha un'espressione irritata che mette in evidenza i suoi denti. Ha una cotta per Kinoko. Come nome da eroe si è scelto Vantablack (ベンタブラック?, Bentaburakku). Il suo Quirk si chiama Nero (黒?, Burakku, "Black"), e gli consente di fondersi con tutto ciò che è di colore nero e muoversi in esso, tuttavia se l'oggetto può muoversi, Shihai può anche parzialmente controllarne i movimenti; a sua detta, originariamente non poteva controllare gli oggetti con cui si fondeva. A causa della sua natura simile a quella di Tokoyami, tra loro è nata una rivalità amichevole.
Yui Kodai (小大 唯?, Kodai Yui)
Doppiata da: Yurianne Eve (ed. giapponese), Martina Tamburello (ed. italiana)
Studentessa della 1-B con i capelli a caschetto e dall'espressione sempre apatica. Il suo Quirk si chiama Taglia (サイズ?, Saizu, "Size") e le consente di modificare le dimensioni degli oggetti inanimati che tocca, rimpicciolendoli e ingigantendoli: il Quirk funziona in maniera simile allo Zero Gravity di Ochaco in quanto Yui, per manipolare gli oggetti, deve toccarli con tutte e cinque le dita, e congiungendo le dita delle mani può annullare l'effetto del suo potere.
Kinoko Komori (小森 希乃子?, Komori Kinoko)
Doppiata da: Kei Shindo (ed. giapponese), Veronica Cuscusa (ed. italiana)
Una studentessa della 1-B; porta i capelli a caschetto con una lunga frangia che le copre il volto lasciandole scoperta la bocca. Il suo Quirk si chiama Fungo' (キノコ?, Kinoko), e le consente di emettere dal corpo spore in grado di fare crescere diverse specie di funghi ovunque, anche sulle persone, compresi i funghi patogeni; i funghi si staccano nel giro di un paio d'ore e non sono nocivi per le persone su cui sono cresciuti. Il nome da eroina che si è scelta è Shemage (シーメイジ?, Shīmeiji). Nella battaglia di addestramento congiunto, quando il piano di Kuroiro fallisce, Kinoko inizia con entusiasmo la sua parte del piano usando il suo Quirk, suggerendo che la sua fiducia è aumentata, o almeno che è più a suo agio con i funghi. Tuttavia, dopo la battaglia, è stata vista avere un lato gentile quando si è scusata con Tokoyami per aver usato troppo il suo Quirk su di lui. È una fan di Hawks e ha chiesto a Fumikage se avesse qualche foto dell'eroe n. 2 nella sua vita privata.
Jurota Shishida (宍田 獣郎太?, Shishida Jūrōta)
Doppiata da: Junichi Suwabe (ed. giapponese), Francesco Rizzi (ed. italiana)
Uno studente della 1-B; il suo aspetto è ferino mostrando denti aguzzi, una mascella sporgente e la maggior parte del corpo coperta da peli. Jurota sembra essere intelligente, poiché ha un modo di parlare prolisso e spesso si rivolge agli altri con titoli rispettosi. Il suo Quirk si chiama Bestia (ビースト?, Bīsuto, "Beast") e consente a Jurota di trasformarsi in una mostruosa fiera, ottenendo così una maggiore forza fisica e sensi estremamente sviluppati ma diventando molto più istintivo e meno lucido. In linea con il suo aspetto e il suo Quirk, il suo nome da eroe è Gevaudan (ジェボーダン?, Jebōdan).
Nirengeki Shoda (庄田 二連撃?, Shōda Nirengeki)
Doppiato da: Kenta Okuma (ed. giapponese), Ezio Vivolo (ed. italiana)
Uno studente della 1-B; è un ragazzo paffuto dall'atteggiamento estremamente umile tale che nel Festival sportivo, non sapendo come sia approdato alla fase finale a seguito del potere ipnotico di Shinso, si è ritirato. Il suo Quirk viene chiamato Twin Impact (ツインインパクト?, Tsuin inpakuto, lett. "impatto gemello"), che gli permette, nel luogo dove ci sia stato un danno da impatto, di creare dopo quanto tempo vuole un secondo impatto molto più potente del primo.
Pony Tsunotori (角取 ポニー?, Tsunotori Ponī)
Doppiata da: Kaede Hondo (stagione 2-3), Aoi Yūki (stagione 5) (ed. giapponese), Martina Tamburello (ed. italiana)
Studentessa della 1-B proveniente dagli Stati Uniti; è una ragazza minuta avente corna da antilope, un codino "a batuffolo" e gambe equine con tanto di zoccoli. Il suo Quirk si chiama Horn Cannon (角砲?, Hōnhou, lett. "cannone del corno"), che le dà il potere di lanciare e controllare più copie delle sue corna, usandole sia per attaccare che per supportare i suoi alleati; al momento, può controllare al più due coppie di corna. In quanto straniera, Pony non conosce molto bene la lingua giapponese. Ha una personalità piuttosto ingenua e innocente, come mostrato quando rivolge alla classe A delle frasi scortesi apprese da Monoma senza conoscerne il significato. Quando Pony si arrabbia o viene sconvolta da qualcosa, di solito parla in inglese.
Kosei Tsuburaba (円場 硬成?, Tsuburaba Kōsei)
Doppiata da: Jun Fukuyama (ed. giapponese), Marcello Gobbi (ed. italiana)
Uno studente della 1-B; ha un atteggiamento calmo e posato sebbene talvolta si fa prendere la mano schernendo l'avversario. Il suo Quirk si chiama Aria solida (空気凝固?, Kūkigyōko) e gli permette di trasformare in una barriera l'aria che espira: inizialmente questa barriera sembrava essere piuttosto debole in quanto un pugno ben assestato bastava per mandarla in frantumi, tuttavia con il tempo è riuscito a renderla più resistente.
Setsuna Tokage (取蔭 切奈?, Tokage Setsuna)
Doppiata da: Aoi Yūki (ed. giapponese) Francesca Bielli (ed.italiana)
Una studentessa della 1-B dai denti aguzzi e dal carattere loquace. È una dei quattro studenti entrati alla Yuei mediante raccomandazione. È stata descritta come sicura di sé e provocatoria, ed è una delle poche studentesse della Classe 1-B che apparentemente non nutre rancore verso la Classe 1-A. È astuta e riflessiva e ha una grande attitudine alla leadership e alla cooperazione. Il suo Quirk si chiama Autotomia (トガケのしっぽ切リ?, Tokage no shippokiri, lett. "il taglio della coda di una lucertola") e le permette di dividere il suo corpo in plurime parti che può controllare a distanza; queste ultime, tuttavia, diventano inermi dopo un certo periodo di tempo, decomponendosi e venendo in seguito rigenerate. Al momento può dividersi al più in una cinquantina di parti. Il suo nome da eroina è Lizardy (リザーディ?, Rizādi).
Manga Fukidashi (吹出 漫我?, Fukidashi Manga)
Doppiato da: Kaito Ishikawa (ed. giapponese), Tommaso Zalone (ed. italiana)
Uno studente della 1-B riconoscibile per avere al posto della testa la pagina di fumetto, attraverso la quale esprime emozioni e ciò che dice o pensa in forma scritta. Il suo nome da eroe è Comicman (コミックマン?, Komikkuman) e il suo Quirk si chiama Fumetto (コミック?, Komikku, "Comic"), che gli dona il potere di materializzare urlando le onomatopee tipiche dei fumetti, usandole per scopi diversi a seconda dell'onomatopea evocata; un uso prolungato di questo potere lo porta ad avere un forte mal di gola.
Juzo Honenuki (骨抜 柔造?, Honenuki Jūzō)
Doppiato da: Masamichi Kitada (ed. giapponese), Alessandro Zurla (ed. italiana)
Studente della 1-B e uno dei quattro studenti entrati alla Yuei mediante raccomandazione. Detesta perdere ma sa ammettere la sconfitta e ritiene giusto che ognuno riceva ciò che merita. Ha anche dimostrato di avere un comportamento calmo e comprensivo quando ha a che fare con le buffonate dei suoi compagni di classe. Si riconosce perché ha i denti scoperti, come se non avesse le labbra. Il suo Quirk Ammorbidimento (柔化?, Jūka) gli consente mediante il tatto di rendere qualsiasi oggetto solido, esseri viventi esclusi, molle come sabbie mobili anche a una certa distanza, facendoli tornare normali con un secondo tocco; Juzo usa questa capacità anche per nuotare attraverso i materiali che rende molli. Il suo nome da eroe è Mudman (マツドマン?, Maddoman).
Kojiro Bondo (凡戸 固次郎?, Bondo Kojirō)
Doppiato da: Kōji Okino (ed. giapponese)
Studente della 1-B; ha la testa a forma di dosatore, con sette "orbite" e una specie di picciolo in cima. Il suo Quirk si chiama Cemedine (セメダイン?, Semedain) e gli consente di emettere e spruzzare dai fori della testa una sostanza semiliquida altamente collosa della quale può decidere la velocità di solidificazione. Ha scelto di chiamarsi Plamo (プラモ?, Puramo, abbreviazione di "plastic model building").
Reiko Yanagi (柳 レイ子?, Yanagi Reiko)
Doppiata da: Ayane Sakura (ed. giapponese), Debora Magnaghi (ed. italiana)
Studentessa della 1-B; silenziosa e impassibile, tiene una particolare postura che rimanda a quella degli spettri nella cultura di massa (schiena leggermente curva, braccia piegate con gli avambracci in avanti e mani lasciate penzoloni). Il suo Quirk si chiama Poltergeist (ポルターガイスト?, Porutāgaisuto) e le permette di muovere telecineticamente qualunque cosa vicino a lei purché sia meno pesante di una persona.
Hiryu Rin (鱗飛 竜?, Rin Hiryū)
Doppiato da: Kosuke Kuwano (ed. giapponese), Alessandro Fattori (ed. italiana)
Uno studente della 1-B di origine cinesi; è un ragazzo altruista e cooperativo che tiene molto ai suoi compagni di classe. Come Hero viene chiamato Dragon Shroud (龍帷子?, Ryū Katabira, lett. "Veste del drago"). Il suo Quirk si chiama Squame (ウロコ?, Uroko) e gli consente di fare cresce delle scaglie sulla sua pelle, che può usare sia come armatura che come arma, sparandole alla stregua di proiettili.

### Altri studenti
Hitoshi Shinso (心操 人使?, Shinsō Hitoshi)
Doppiato da: Wataru Hatano (ed. giapponese), Matteo De Mojana (ed. italiana)
Studente della classe 1-C, della sezione ordinaria. Grazie al suo Quirk Lavaggio del cervello (洗脳?, Sennō) è capace di controllare mentalmente chiunque gli risponda, tuttavia non può imporre a chi è stato assoggettato di compiere azioni troppo complesse né di parlare; peculiarmente, un effetto collaterale che il suo Quirk ha quando usato su Izuku è quello di permettergli di "entrare in contatto" con il One For All stesso. Spesso è stato considerato come un potenziale criminale e, per via della natura del suo potere, prova un grande risentimento contro i ragazzi con poteri come Midoriya che sono risultati utili durante l'esame d'ingresso: sebbene abbia un Quirk potente infatti, Shinso ha fallito l'esame d'ammissione per il corso per Hero poiché il suo potere funziona solo sugli umani. Crede comunque di riuscire, grazie ai suoi voti, ad accedere al corso di Hero ed è intenzionato a impegnarsi molto per riuscire a diventare un eroe professionista un giorno. Durante il Festival sportivo, nonostante alla fine perda il duello contro Izuku, appena finito l'incontro viene incoraggiato dall'incitamento dei suoi compagni e dal vedere che molti Pro Hero sugli spalti hanno notato il suo Quirk, da loro ritenuto estremamente utile. Si viene a scoprire dopo il Festival culturale dello Yuei che Shinso ha fatto richiesta per essere ammesso al corso Eroi ed è stato addestrato da Eraser Head nel combattimento, sfruttando lo stesso stile e la stessa sciarpa/arma catturante del professore, in vista della sua prova di ammissione; in battaglia usa anche un particolare apparecchio chiamato Corde vocali artificiali (もう一つの声帯?, Mōhitotsu no seitai, traducibile come "Corde vocali supplementari"), con il quale può imitare la voce dei suoi avversari e trarli in inganno, così da avere l'opportunità di attivare il controllo mentale su di loro. Alla fine del manga Shinso riesce a entrare nella 2A della sezione Hero, con grande gioia da parte di tutti i suoi nuovi compagni di classe.
Mei Hatsume (発目 明?, Hatsume Mei)
Doppiata da: Azu Sakura (ed. giapponese), Jenny De Cesarei (ed. italiana)
Una stramba studentessa della classe 1-H, del dipartimento di supporto. Adora creare gadget di ogni tipo e partecipa al Festival al solo scopo di attirare l'attenzione delle aziende sulle sue creazioni. Sotto la supervisione di Powerloader, passa molto tempo nell'officina dello Yuei a inventare gadget sempre nuovi, alcuni progettati anche per perfezionare i Quirk dei ragazzi del corso da Hero. Il suo Quirk Zoom (ズーム?, Zūmu) le permette di vedere fino a 5 chilometri di distanza.
Mirio Togata (通形 ミリオ?, Tōgata Mirio)
Doppiato da: Tarusuke Shingaki, Wakana Minami (da bambino) (ed. giapponese), Maurizio Merluzzo, Federica Simonelli (da bambino) (ed. italiana)
Studente del terzo anno e uno dei tre studenti più forti della scuola (i Grandi 3), era inoltre il protetto di Sir Nighteye. Prende Midoriya sotto la sua tutela durante gli stage di tirocinio, presentandolo a Nighteye. Mirio normalmente si presenta estremamente energico e ottimista ed è anche quasi sempre sorridente. Era ritenuto il più adatto a ricevere il One For All da All Might prima che questi incontrasse Midoriya. Il suo Quirk Permeation (透過?, Tōka, lett. "trasmissione"/"propagazione") gli permette di fare passare il suo corpo attraverso qualsiasi cosa, compreso il terreno stesso, permettendogli di attraversare le pareti e di evitare attacchi nemici; tuttavia questo vale solo per il suo corpo, lasciandolo nudo quando lo usa: per evitare che ciò accada durante i combattimenti indossa un uniforme fatta con fibre prelevate dai suoi capelli. Un altro inconveniente di quando si rende intangibile è che non riesce più a respirare o usare i suoi sensi poiché tutto gli passa attraverso: Mirio spiega che quando attiva il suo potere l'unica cosa che riesce a percepire è la sensazione di cadere poiché continua ad essere soggetto alla gravità. Questo suo potere è definito da Mirio stesso come debole oltre che difficile da gestire, ed è stato proprio l'acume di Mirio e il duro allenamento che lo hanno portato a renderlo un'arma micidiale, ottenendo un'abilità tale con esso che Mirio è stato in grado di sconfiggere impeccabilmente l'intera classe 1-A (a eccezione di Bakugo e Todoroki, che non hanno partecipato) nel giro di un paio di minuti. Il suo nome da eroe è Lemillion (ルミリオン ?, Rumirion). Mirio, nell'operazione per salvare Eri, durante scontro con Overhaul perde il suo Quirk poiché viene colpito con uno dei proiettili distruggi-Quirk creati dagli Shie Hassaikai. Tuttavia, in punto di morte, Nighteye previde col suo Quirk che Mirio sarebbe diventato un eroe esemplare: infatti, mesi dopo l'avvenuto, proprio grazie alla piccola Eri, Mirio è riuscito a riottenere il suo Quirk potendo così raggiungere gli altri eroi contro il Fronte di liberazione del sovrannaturale. Dopo la guerra finale, Mirio si laurea allo Yuei e diventa un Pro Hero. Otto anni dopo, è diventato l'eroe numero 1.
Nejire Hado (波動 ねじれ?, Hadō Nejire)
Doppiata da: Kiyono Yasuno (ed. giapponese), Federica Simonelli (ed. italiana)
Studentessa del terzo anno e una dei tre studenti più forti della scuola (i Grandi 3); ha preso Ochaco e Tsuyu sotto la sua protezione durante gli stage, portando le due con sé presso la Pro Hero Ryukyu, di cui Nejire è l'assistente. Come alias da eroe si fa chiamare semplicemente Nejire-chan (ねじれちゃん?). Grande amica di Mirio e Tamaki, ha una personalità allegra e logorroica. Durante il suo primo anno alla Yuei, aveva una personalità molto più fredda e distante, dal momento che credeva gli altri la disprezzassero per via del suo potente quirk, ma ha cambiato atteggiamento dopo aver stretto amicizia con Mirio e Tamaki. Il suo Quirk si chiama Ondata (波動?, Hadō, lett. "onda"/"ondata") e le permette di trasformare la propria energia vitale in onde d'urto (rese giallo-dorate nel cartone), le quali per qualche motivo si muovono in un moto spirale risultando sì potenti, ma relativamente lente; Nejire sa usarle anche per levitare e, se utilizza a lungo il suo potere, ne può rimanere gravemente affaticata per avere convertito troppa resistenza fisica. Anche il suo cognome significa "onda" (波動?, hadō).
Tamaki Amajiki (天喰 環?, Amajiki Tamaki)
Doppiato da: Yuto Uemura (ed. giapponese), Giuseppe Palasciano (st.3), Mattia Bressan (st.4+), Annalisa Longo (da bambino) (ed. italiana)
Studente del terzo anno, uno dei tre studenti più forti della scuola (i Grandi 3) e assistente dell'eroe Fat Gum. Prende Kirishima sotto la sua protezione quando anche lui inizia il tirocinio sotto la tutela di Fat Gum. È piuttosto timido e introverso, ed ha anche poca fiducia nelle proprie capacità e una scarsa autostima; nonostante ciò sa mostrare la sua convinzione quando il dovere chiama e dimostra di tenere molto ai suoi amici, specialmente a Mirio, grazie al quale, quando erano più piccoli, divenne più sicuro e determinato verso i suoi obiettivi. Il suo Quirk Manifest (再現?, Saigen, lett. "riproduzione"/"duplicazione") gli permette di assumere le proprietà e le capacità di tutto ciò che mangia, da animali a minerali, purché edibile, potendo trasformarsi anche in ibridi di ciò che mangia. Il suo nome da eroe è Suneater (サンイーター?, San'ītā).

### Insegnanti
Nezu (根津?, Nezu)
Doppiato da: Yasuhiro Takato (ed. giapponese), Federico Zanandrea (ed. italiana)
Il preside della scuola, è uno strano animale con caratteristiche che ricordano quelle di un grosso topo antropomorfo ed è uno dei pochi animali al mondo in cui si è manifestato un Quirk. Il suo in particolare, High Spec (ハイスペック?, Hai Supekku, lett. "capacità elevate"), gli concede un'incommensurabile intelligenza e caratteristiche umane come la postura eretta e la capacità di parlare. Inoltre è uno dei pochi personaggi a conoscenza del segreto di All Might. È un educatore eccentrico, educato e persistente. È abbastanza consapevole del suo aspetto strano e si presenta facendolo notare. Da giovane subì esperimenti atroci da parte degli umani, di cui porta ancora la cicatrice sull'occhio destro. Per questo, talvolta, il vero suo carattere si rivela ogni volta che è in combattimento e gli piace "giocare" con gli umani come risultato del suo rancore, risultando leggermente folle e imprevedibile come risultato. Nonostante ciò, non disdegna di mettersi in prima linea o in pericolo, concentrandosi sulla sicurezza dei suoi studenti. Per questo, a seguito delle evasioni dal Tartarus e il conseguente caos, ha convertito la U.A. in una fortezza capace di ospitare civili e studenti, assieme a meccanismi di difesa per proteggersi e addirittura un sistema che permette alle strutture della scuola si spostarsi nel sottosuolo, pagando di tasca sua ogni singola spesa. Si scopre inoltre che è lui ad aver incitato i ragazzi del 1A a riportare Izuku all'accademia, vista la sua importanza nel conflitto.
Shota Aizawa (相澤 消太?, Aizawa Shōta)
Doppiato da: Junichi Suwabe (ed. giapponese), Gianluca Iacono (ed. italiana)
L'insegnante reggente della classe 1-A, è stato un tempo un Hero noto come Eraser Head (イレイザー・ヘッド?, Ireizā Heddo) il cui Quirk Erasure (抹消?, Masshō, lett. "annullamento") gli concede la capacità di annullare gli altri Quirk a patto che essi rimangano nel suo campo visivo; ironicamente Aizawa soffre di secchezza oculare, il che gli comporta fastidi dopo intensivi utilizzi del suo Quirk. Appena sbatte le palpebre l'effetto svanisce, pertanto è costretto a indossare degli speciali occhiali che impediscono anche di identificare la direzione in cui sta guardando. Inoltre non può annullare completamente i Quirk di tipo mutante. Nonostante possa apparire pigro e trasandato, è un insegnante molto competente. Una delle gag ricorrenti nella serie lo vede mettersi in un sacco a pelo e farsi un sonnellino in molte situazioni, anche in aula. Si comporta spesso freddamente con i suoi studenti ma in realtà si preoccupa molto per loro, combattendo contro i suoi stessi limiti per proteggerli dal pericolo. In seguito al primo attacco dell'Unione dei Villain alla scuola riporta una cicatrice sotto l'occhio destro e, a causa delle complicanze che l'incidente gli ha comportato, ha ancor più difficoltà a tenere attivo il suo Quirk e necessita ora di un breve tempo di "ricarica" prima che possa attivare nuovamente il suo potere. Durante la lotta contro Shigaraki, si è dovuto tagliare la gamba destra per impedire che la droga distruggi Quirk distruggesse il suo Quirk. All'indomani della battaglia, Shota ora ha una seconda cicatrice sull'occhio che si estende dal sopracciglio alla palpebra inferiore, oltre a una benda sull'occhio che copre interamente l'occhio destro. È un fenomenale combattente, capace di adattarsi piuttosto facilmente alle condizioni e al numero di nemici che sta affrontando, nel combattimento utilizza delle lunghe e resistentissime fasce con cui colpire e catturare gli avversari. In Vigilante: My Hero Academia Illegals si scopre che egli, oltre a collaborare spesso con i vigilanti protagonisti, è stato assunto allo Yuei contro la sua volontà, a causa di una lettera di raccomandazioni da parte di Nemuri. Il suo nome da eroe, scelto per lui da Present Mic quando erano ancora studenti, è un chiaro riferimento al film Eraserhead - La mente che cancella.
Hizashi Yamada (山田 ひざし?, Yamada Hizashi)
Doppiato da: Hiroyuki Yoshino (ed. giapponese), Claudio Moneta (ed. italiana)
Alias Present Mic (プレゼント・マイク?, Purezento Maiku), è l'insegnante di inglese della scuola e possiede il Quirk Voice (ヴォイス?, Voisu, lett. "voce"), che ha manifestato fin dalla nascita e grazie al quale può amplificare la sua voce a livelli tali da fare anche sanguinare le orecchie; nell'anime ciò che dice quando usa il suo potere appare scritto mentre viaggia assieme all'onda sonora. Svolge anche il ruolo di annunciatore della scuola e lavora anche come conduttore radiofonico, solitamente mantenendone la verve anche al di fuori dell'ambito lavorativo e cercando quindi di mantenere un alto livello di fermento in ogni situazione. È amico di Aizawa fin dai tempi della scuola, nonostante abbiano personalità contrastanti: Aizawa infatti è calmo e composto, mentre Hizashi è energico e si eccita facilmente.
Anan Kurose (黒くろ瀬せ亜あ南なん?, Kurose Anan)
Doppiata da: Inuko Inuyama (ed. giapponese), Luca Ghignone (st.1-5), Jolanda Granato (st.6) (ed. italiana)
Nota come Thirteen (13号?, Jūsangō, lett. "numero 13") è una Hero spaziale vestita da astronauta esperta in salvataggi e nel trattamento di situazioni catastrofiche, e per questo, l'eroina modello di Ochaco. Con il suo Quirk Black Hole (ブラッホール?, Burakku Hōru, lett. "buco nero") può evocare un buco nero che trasforma tutto ciò che succhia in polvere. Non si conosce la sua fisionomia e quando la sua tuta venne distrutta per metà da Kurogiri durante l'assalto all'USJ, essa sembrava essere vuota. Stando a un suo bozzetto prototipo, il suo nome potrebbe essere Hirōki Anakuro (央宙 穴黒?, Anakuro Hirōki). Nonostante nei compendi della serie venga mostrato come sia una donna, in alcune versioni dell'adattamento animato (inglese e italiana comprese), Thirteen è resa come uomo. Durante la guerra col Fronte di Liberazione del Sovrannaturale, il suo elmo viene parzialmente rotto, rivelando per la prima volta parti del suo viso. Entrambe le sue braccia sono state gravemente ferite nel conflitto.
Ken Ishiyama (石山 堅?, Ishiyama Ken)
Doppiato da: Kenta Ōkuma (ed. giapponese), Alessandro Zurla, Riccardo Peroni (My Hero Academia: World Heroes' Mission) (ed. italiana)
Insegnante di giapponese moderno nonché l'eroe Cementoss (セメントス?, Sementosu). Il suo Quirk Cement (セメント?, Semento, lett. "cemento") gli permette di controllare a piacimento il cemento o sostanze a base di cemento mediante contatto e solidificarlo, cosa che gli fornisce un vantaggio incredibile in ambienti urbani. Durante l'attacco degli hero alla base del Fronte di Liberazione del Sovrannaturale, sconfigge Geten, pur riportando diverse ferite nello scontro.
Nemuri Kayama (香山 睡?, Kayama Nemuri)
Doppiata da: Akeno Watanabe (ed. giapponese), Beatrice Caggiula (ed. italiana)
La professoressa di storia dell'arte dell'istituto conosciuta come Midnight (ミッドナイト?, Middonaito), una Hero il cui costume ricorda quello di una dominatrice. Svolge il ruolo di arbitro durante il Festival sportivo dello Yuei. Mantiene sovente un atteggiamento o comportamenti seducenti, avendo anche un lato propriamente predatorio e sadico; ha la tendenza ad avere scatti d'ira, soprattutto quando viene interrotta mentre sta parlando o quando qualcuno menziona la sua età. In Vigilante: My Hero Academia Illegals la si vede al suo ultimo anno come Pro Hero, avendo accettato l'offerta del preside della Yuei di diventare insegnante, ed è per colpa sua se Aizawa è diventato a sua volta un insegnante nella stessa scuola. Viene uccisa durante la guerra contro il Fronte di Liberazione del Sovrannaturale e il suo corpo ritrovato fra le lacrime da Ejiro, Momo e Mina. Il suo Quirk Profumo del sonno (眠り香?, Nemurika, lett. "incenso/aroma del sonno") le consente di emanare un profumo in grado di fare addormentare le persone, che funziona più efficacemente sugli uomini.
Chiyo Shuzenji (修善寺 治与?, Shūzenji Chiyo)
Doppiata da: Etsuko Kozakura (ed. giapponese), Caterina Rochira (ed. italiana)
L'infermiera della scuola, un'anziana signora rinomata come Recovery Girl (リカバリーガール?, Rikabarī Gāru). Il suo Quirk Guarigione (回復?, Kaifuku) le concede di accelerare indescrivibilmente il fattore rigenerante delle persone mediante un bacio, seppur con un notevole sforzo di energie da parte di queste ultime (sforzo che, nel caso di danni estremamente gravi, potrebbe rivelarsi anche letale). È una delle poche persone a conoscenza del segreto di All Might.
Ectoplasm (エクトプラズム?, Ekutopurazumu)
Doppiato da: Masakazu Nishida (ed. giapponese)
Insegnante di analisi matematica della U.A. e Pro Hero, ha perso le gambe durante una lotta contro un Villain e pertanto indossa delle protesi. Il suo Quirk si chiama Alter ego (分身?, Bunshin), e gli consente di espellere dalla bocca una sorta di ectoplasma (da qui il suo nome da eroe) che può tramutare in suoi cloni.
Snipe (スナイプ?, Sunaipu)
Doppiato da: Shinya Fukumatsu (ed. giapponese), Diego Sabre (st. 1-4), ? (st. 5), Gabriele Calindri (st. 6) (ed. italiana)
Un Hero vestito da cowboy con una maschera antigas. Il suo Quirk Homing (ホーミング?, Hōmingu, lett. "a ricerca") gli consente di controllare la traiettoria dei suoi proiettili.
Sekijiro Kan (管 赤慈郎?, Kan Sekijirō)
Doppiato da: Shuuhei Matsuda (ed. giapponese), Luca Ghignone (ed. italiana)
Il suo nome da eroe è Vlad King (ブラドキング?, Burado Kingu). È l'insegnante reggente della classe 1-B. A differenza di Aizawa tratta i suoi studenti affettuosamente ed è molto stimato da loro. Il suo Quirk Blood Manipulation (操血?, Sōketsu, lett. "manipolazione sanguigna") gli permette di manipolare il proprio sangue e, una volta espulso dal suo corpo, a solidificarlo usandolo per attaccare o immobilizzare gli avversari. Il sangue che ha espulso può anche essere riassorbito e rimesso in circolo.
Higari Maijima (埋島 干狩?, Maijima Higari)
Doppiato da: Yò Kitazawa (ed. giapponese), Luca Bottale (ed. italiana)
L'eroe Powerloader (パワーローダー?, Pawārōdā) e il custode dell'officina dello Yuei. Possiede il Quirk Artigli di ferro (鉄爪?, Tessō), che gli dona un'appendice estremamente resistente sull'ultima falange delle dita con la quale può scavare a mani nude nel terreno. Ha un aspetto gracile, sta a torso nudo e indossa sempre un elmetto pesante simile a una benna, pantaloni da lavoro, stivali e grossi guanti senza dita. Si dice che sotto il suo elmetto abbia sempre stampato in volto un sorriso o un ghigno. Poiché è il custode dell'officina è perennemente in conflitto con Mei, con la quale ha un rapporto di affetto/odio: Higari riconosce in lei delle capacità fuori dalla norma nel costruire e inventare ma, a causa del carattere esuberante della ragazza, si trova spesso a "minacciarla" di bandirla dall'officina se non si comporta adeguatamente.
Ryo Inui (犬井 猟?, Inui Ryo)
Doppiato da: Eiji Hanawa (ed. giapponese), Claudio Moneta (ed. Italiana)
Conosciuto anche come Hound Dog (ハウンドドッグ?, Haundodoggu, lett. "segugio"), è l'incaricato della sorveglianza del Liceo Yuei nonché il consulente per lo stile di vita; quando innervosito o in preda a emozioni violente, è solito usare versi canini e ferali quali ululati e ringhi mentre parla, cosa accentuata dal suo temperamento collerico. Il suo Quirk, chiamato "Cane" (犬?, Inu) gli dona un aspetto canino e sensi sviluppati che lo rendono efficace nell'individuazione di persone nelle circostanze mediante l'odorato o l'udito.

## Pro Hero

### Top 10
Enji Todoroki (轟 炎司?, Todoroki Enji)
Doppiato da: Tetsu Inada (ed. giapponese), Stefano Albertini (st. 2-3), Massimiliano Lotti (st. 4-6), Davide Fazio (st. 7) (ed. italiana)
Meglio noto come Endeavor (エンデヴァー?, Endevā), è un eroe e il padre di Shoto. Grazie al Quirk Hell Flame (ヘルフレイム?, Heru Fureimu, lett. "fiamma infernale") possiede la capacità di emettere fiammate dal grande potere distruttivo, di cui può controllare la forma, per esempio creando delle palle di fuoco, e modificarne la temperatura. Questo Quirk tuttavia aumenta la sua temperatura corporea a livelli pericolosi se abusato durante battaglie prolungate, compromettendo le sue capacità fisiche. Il suo record di cattura dei criminali non è mai stato infranto ma ciò nonostante, è sempre stato considerato il secondo Hero più grande del paese dopo All Might: per questo motivo ha sposato Rei unicamente nella speranza di generare un figlio che potesse essere in grado di superare All Might. Ha allenato duramente suo figlio fin dall'infanzia e il suo comportamento abusivo ha finito per portare sua moglie a ferire Shoto con dell'acqua bollente tanto era il risentimento che la donna aveva nei confronti del marito. Dopo che All Might si ritira in seguito allo scontro con All For One, Enji è diventato lo Hero numero uno ma, nonostante fosse sempre stato il suo sogno, ritiene ingiusto che lo sia diventato in questo modo e che lui così non sia degno di questo titolo. Durante i test di riparazione per ottenere la licenza provvisoria da eroi di Bakugo e Shoto, Enji riesce a parlare con Toshinori riguardo al fatto che, dopo il ritiro di quest'ultimo, ha iniziato a percepire "ciò che aveva costruito" come All Might sgretolarsi e, mettendo l'astio nei suoi confronti da parte, gli si apre confidandogli le sue insicurezze e chiedendogli cosa potesse fare per continuare ad alimentare la speranza che lui ha donato alle persone. Inoltre ha deciso di diventare un padre migliore, in particolare agli occhi di Shoto. Per quanto riguarda il resto della famiglia, si scopre che egli fa visita alla moglie costantemente, senza mai incontrarla direttamente visto che non è ancora una buona idea secondo i dottori, mentre l'unico a disprezzarlo tuttora è il secondogenito maschio Natsuo. Ha affrontato Hood, venendo messo non poco in difficoltà e costretto ad andare oltre i suoi limiti, uccidendolo: nella battaglia ha riportato una grave ferita al volto che, con l'ausilio di Recovery Girl, è stata risanata rimanendo come una vistosa cicatrice che gli scorre dal mento fin sopra l'occhio sinistro - la cosa, simile proprio allo sfregio di Shoto, ha contribuito in parte ad avvicinarlo a lui. In seguito, su richiesta dello stesso Shoto, ha preso lui, Izuku e Katsuki per il loro secondo tirocinio, aiutandoli a raffinare le loro abilità e a sorpassare i loro precedenti limiti. Tuttavia, la sua reputazione è gravemente danneggiata dopo che suo figlio Toya si rivela come Dabi ed espone al pubblico parte del suo passato. Devastato dalla notizia, la sua famiglia lo incoraggia ad andare avanti ed essere all’altezza del suo titolo di Numero 1, specie Shoto, che gli chiede di fermare Dabi assieme. In una conferenza stampa egli non nega niente e si addossa qualsiasi colpa per le conseguenze della lotta con il Fronte, ma che ora deve ripristinare l’ordine nel paese, dopodiché affronterà le conseguenze delle sue azioni. Durante l'epilogo della serie, Enji è costretto su una sedia a rotelle a causa delle ferite riportate in guerra, il che lo costringe a ritirarsi e a concentrarsi su un nuovo obiettivo: fare ammenda per i suoi torti passati contro la sua famiglia, che include visitare regolarmente Toya in prigione.
Keigo Takami (鷹見 啓悟?, Takami Keigo)
Doppiato da: Yūichi Nakamura e Eri Akiyama (da bambino) (ed. giapponese), Roberto Fedele, Gianmarco Ceconi (nei film) e Annalisa Longo (da bambino) (ed. italiana)
Meglio noto come Hawks (ホークス?, Hōkusu), è un giovane cordiale e spensierato ma molto capace come Hero, tanto che a soli ventidue anni ha scalato la classifica dei Pro Hero fino a diventare il numero due dopo la fine di All Might, cosa che gli è valso l'appellativo de "l'Eroe precoce". Fin da piccolo nutre una profonda stima e ammirazione nei confronti di Endeavor. Quando era bambino, veniva segregato in casa dal padre, un criminale di poco conto, che lo maltrattava e non voleva che interagisse col mondo esterno. Quando lui e sua madre finirono a vivere per strada in seguito all'arresto del padre, decise di rendersi utile salvando le vite di molte persone durante un incidente stradale, attirando l'attenzione della Commissione di Pubblica Sicurezza, i quali decisero di porlo al centro di un programma speciale di formazione per hero, togliendo sé e sua madre dalla miseria. Keigo ha dimostrato di essere molto intelligente, sia emotivamente che logisticamente. Promuove un atteggiamento spensierato e gioviale, e la sua costante vigilanza nasconde spesso sotto strati di serenità ed equanimità. Segue gli ordini della commissione senza esitazione, ma con sottile cinismo. Tuttavia, a Keigo non piacciono le formalità, e spesso agisce in modo imprevedibile pur risultando essere arrogante e provocatorio. Il suo Quirk si chiama Ali Possenti (剛翼?, Gōyoku, lett. "Ali inflessibili") e gli dona due ali dal piumaggio rosso sulla schiena con le quali può volare, e delle quali può controllare mentalmente ogni singola piuma, staccandole e riattaccandole. Queste piume sono sensibili alle vibrazioni quindi possono essere usate come radar o una sorta di microspie, anche e soprattutto quando staccate; sono inoltre flessibili e notevolmente resistenti, e possono essere usate quindi per gli usi più disparati, dal trasportare carichi o persone, all'essere scagliate contro i nemici, inoltre, Hawks, utilizza le sue piume più lunghe come lame da brandire a mano. Nonostante la loro resistenza, le piume di Keigo sono particolarmente sensibili alle fiamme e, se distrutte, necessitano di tempo per ricrescere. Si infiltra nell'Unione dei Villain e in seguito nel Fronte di liberazione del sovrannaturale come spia per conto dell'Associazione degli Hero, stringendo un legame con Twice e riuscendo ad allertare Endeavor sull'imminente minaccia. Per il suo tirocinio ha assunto Tokoyami, non solo per il fatto che i loro poteri sono simili ma anche per aiutarlo a raggiungere il suo pieno potenziale. Dopo essere stato scoperto come un traditore, viene gravemente bruciato da Dabi, ma viene successivamente salvato da Tokoyami. In seguito guida la battaglia finale contro All For One insieme a Endeavor, ma viene poi sconfitto e perde il suo quirk per mano del nemico. Nell'epilogo, si ritira dalla carriera di hero a causa della perdita del suo quirk e diventa il nuovo presidente della commissione di pubblica sicurezza, concentrandosi sulla costruzione di una società di hero migliore rispetto all'ultima commissione.
Tsunagu Hakamada (袴田 維?, Hakamada Tsunagu)
Doppiato da: Hikaru Midorikawa (ed. giapponese), Federico Zanandrea (ed. italiana)
L'eroe classificato terzo tra i Pro Hero con il nome Best Jeanist (ベストジーニスト?, Besuto Jīnisuto), è l'Hero che prende Bakugo come tirocinante. È un uomo elegante con tendenze sgargianti, e crede fermamente che le persone influenti debbano mantenere un aspetto positivo sia fisicamente che socialmente. Il suo Quirk Fiber Master (繊維?, Sen'i, lett. "fibra") gli consente di controllare le fibre dei vestiti propri e altrui e modellarli a proprio piacimento; a sua detta, il tessuto di jeans è il più facile da manipolare mentre la maglina delle felpe il più arduo. Nonostante questo potere poco offensivo, la sua ampia utilità lo ha portato nella cima della classifica degli Hero. In seguito allo scontro contro All For One a Kamino, perde l'uso di uno dei suoi polmoni. Scompare in circostanze misteriose facendo trapelare di proposito voci che fosse stato ucciso da Hawks: tuttavia si dimostra una montatura affinché Hawks guadagnasse la fiducia del Fronte di liberazione del paranormale, tornando a sorpresa per aiutare gli Hero e catturando Gigantomachia col suo Quirk.
Shinya Kamihara (紙原 伸也?, Kamihara Shinya)
Doppiato da: Kenta Kamakiri (ed. giapponese), Renato Novara (ed. italiana)
Noto come Edgeshot (エッジショット?, Ejjishotto), è un Pro Hero il cui aspetto ricorda quello di un ninja. Ha fatto parte della squadra di assalto al covo dell'Unione dei Villain, e in seguito ha formato un team con Kamui Woods e Mount Lady chiamato The Lurkers. Edgeshot è un individuo calmo e concentrato, in grado di mantenere un livello di calma anche in situazioni di crisi e incoraggia i suoi compagni di squadra quando iniziano a farsi prendere dal panico. Il suo Quirk Foldabody (紙肢?, Shishi, lett. "arti di carta") gli consente di assottigliare il proprio corpo e allungarlo a proprio piacimento, permettendogli di passare attraverso passaggi stretti, colpire nemici senza che si accorgano di lui e diventare tagliente come un coltello piegando il suo corpo in forme diverse. Grazie a un duro allenamento, Shinya è anche in grado di trasformarsi a velocità supersoniche. È classificato quarto tra i Pro Hero.
Rumi Usagiyama (兎山 ルミ?, Usagiyama Rumi)
Doppiata da: Sayaka Kinoshita (ed. giapponese), Alice Bertocchi (ed. italiana)
Nota anche come Mirko (ミルコ?, Miruko), è una giovane donna con la pelle abbronzata e il fisico atletico e muscoloso, classificata quinta fra i Pro Hero. Non ha una sua agenzia, in quanto crede che gli hero che si uniscono alle squadre siano dei codardi, dal momento che potrebbero semplicemente fare affidamento sulla forza dei compagni di squadra piuttosto che sulla propria. Ha un enorme senso di giustizia e vive alla giornata, così che si senta di aver dato sempre il suo meglio e che potrà morire senza rimpianti. Il suo Quirk, Rabbit (ウサギ?, Usagi) le conferisce aspetto e abilità simili a quelle di un coniglio: Rumi infatti possiede un udito molto fine e sviluppato grazie alle sue orecchie da coniglio, agilità e riflessi estremi, e soprattutto un'enorme forza nelle gambe, grazie alla quale può muoversi a velocità elevate, spiccare grandi balzi e sferrare potenti calci. Oltre ai suoi poteri, Rumi dimostra anche di avere notevoli capacità tattiche, essendo in grado di combattere e gestire molteplici nemici allo stesso tempo, nonché un'incredibile resistenza al dolore fisico, rimanendo lucida e cosciente persino quando uno degli High-End le strappa via il braccio sinistro. Sopravvive per miracolo alla battaglia contro il fronte di liberazione, ma nonostante le ferite subite, non abbandona la carriera da hero.
Crust (クラスト?, Kurasuto)
Doppiata da: Tsuguo Mogami (ed. giapponese), Luca Bottale (ed. italiana).
È stato l'eroe che occupava il sesto posto nella classifica dei Pro Hero. Era un uomo molto emotivo, come dimostra quando pianse dal dispiacere per il ritiro di All Might, esprimendo rammarico per non essere stato coinvolto nell'incidente di Kamino e aver potuto aiutare in quella situazione. Era un uomo estremamente altruista, pensando ai suoi compagni prima che a sé stesso. È morto durante l'assalto al Jakū General Hospital, dopo che Tomura si è risvegliato nonostante la supposta interruzione del suo processo di potenziamento artificiale, sacrificandosi per salvare Eraserhead dal Decay potenziato di Tomura, rimanendo vittima del potere. Il suo Quirk, Shield (盾シールド?, Shīrudo) gli permetteva di manifestare dal suo corpo scudi simili a placche di materiale pietroso, che usa sia in modo difensivo che offensivo, di cui poteva anche controllare le dimensioni e che potevano anche essere lanciati.
Shinji Nishiya (西屋 森児?, Nishiya Shinji)
Doppiato da: Masamichi Kitada (ed. giapponese), Alessandro Capra, Sergio Romanò (My Hero Academia: World Heroes Mission) (ed. italiana)
Hero che appare nel primo capitolo, conosciuto come Shinrin Kamui (シンリンカムイ?) (Kamui Woods nella versione italiana e americana). Agisce spesso in compagnia di Mount Lady, con la quale forma il team The Lurkers insieme ad Edgeshot. È una persona molto seria e concentrata sui suoi doveri da Hero; tuttavia accusa il colpo quando qualcuno si prende merito delle sue imprese. Il suo Quirk, Albero (樹木?, Jumoku) gli consente di generare e controllare il legno dal suo corpo, creando rami e ramificazioni di grandezza ed estensione variabile in base all'uso che ne deve fare. È classificato settimo tra i Pro Heroes.
Susugu Mitarai (御手洗みたらい濯すすぐ?, Mitarai Susugu)
Doppiata da: Hiro Shimono (ed. giapponese)
L'attuale Hero nº 8, noto come Wash (ウォッシュ?, Wosshu), avente un Quirk che gli consente di generare un potente turbine d'acqua dalla testa e creare bolle con le quali inglobare persone e oggetti anche di grandi dimensioni. Il suo costume ricorda una lavatrice e lascia visibili solo i suoi grandi occhi. Assume Koji e Manga per il loro tirocinio.
Ryuko Tatsuma (竜間 龍子?, Tatsuma Ryūko)
Doppiata da: Kaori Yagi (ed. giapponese), Emanuela Pacotto, Martina Tamburello (My Hero Academia: World Heroes Mission) (ed. italiana)
Una Hero unitasi all'operazione di salvataggio di Eri meglio nota come Ryukyu (リューキュー?, Ryūkyū). È una donna umile, educata e gentile che riconosce sempre i meriti altrui, ed è molto abile nel riconoscere in poco tempo del potenziale grezzo tra le nuove leve o gli studenti tirocinanti. Il suo Quirk viene chiamato Drago (ドラゴン?, Doragon) e le consente di diventare un grosso dragone, sebbene mantenga alcuni tratti umanoidi (come le mani). Ha preso sotto la sua ala protettrice Uraraka e Tsuyu durante il loro periodo di apprendistato. È al decimo posto nella classifica dei Pro Hero. Il primo carattere del suo nome e del suo cognome sono due diversi caratteri che significano entrambi "drago".

### Altri Hero
Death Arms (デスアームズ?, Desutegoro)
Doppiato da: Shinnosuke Ogami (ed. giapponese), Diego Baldoin (ed. Italiana)
Un uomo molto alto che possiede un Quirk sconosciuto che conferisce alle sue braccia una super forza. Appare fin dal primo capitolo, dove critica Izuku per il suo tentativo di salvare Bakugo e successivamente è stato responsabile dell'esposizione del legame di Slidin 'Go con Fronte di liberazione del Sovrannaturale. A causa delle numerose critiche ricevute dagli hero in seguito alla guerra con il Fronte, decise di ritirarsi dall'attività di Pro Hero. Durante la battaglia finale contro il Fronte tuttavia, colpito dall'eroismo mostrato da Izuku e gli altri hero, protegge i civili da un soffitto crollato durante l'evacuazione della Shiketsu, e in seguito si reca in aiuto di Izuku.
Yu Takeyama (岳山 優?, Takeyama Yū)
Doppiata da: Kaori Nazuka (ed. giapponese), Tania De Domenico (ed. italiana)
Un Hero molto apprezzata dai media (a causa anche del suo fisico formoso) entrata in azione da relativamente poco con l'alias di Mount Lady (Mt. レディ?, Maunto Redī), il cui Quirk Giantism (巨大化?, Kyodaika, lett. "gigante"/"gigantesco") le concede la capacità di aumentare le sue dimensioni fino a 20 metri, con conseguente incremento della forza e della resistenza. A causa di questi poteri può combattere al meglio solo in luoghi all'aperto. Rispetto ad altri pro hero, è molto più appariscente e immatura, e ne ha l'occasione, cerca di essere sotto i riflettori e non prova vergogna nel prendere i meriti altrui. Ciononostante, dimostra anche un lato altruista. Agisce spesso in coppia con Shirin Kamui, e insieme a lui e ad Edgeshot formerà il team di Hero The Lurkers. Nella classifica dei Pro Hero è al ventitreesimo posto.
Sorahiko Torino (酉野 空彦?, Torino Sorahiko)
Doppiato da: Ken'ichi Ogata, Masamichi Kitada (da giovane) (ed. giapponese), Riccardo Rovatti (ed. italiana)
Un vecchio Hero in pensione conosciuto come Gran Torino (グラントリノ?, Guran Torino) ed ex maestro di All Might, a cui insegnò come controllare il suo potere, nonché caro amico del suo predecessore, Nana Shimura. Il suo allenamento fu talmente duro che ancora oggi All Might lo teme fortemente. Insegnerà a Midoriya come controllare meglio l'One For All, permettendo al ragazzo di sviluppare il Full Cowl. È il secondo che rende fiero Izuku del suo nome da eroe, Deku, e partecipa attivamente alla battaglia contro All For One. Successivamente si unisce alle indagini della polizia sull'Unione dei VIllain, riuscendo a catturare Kurogiri in una foresta e scampando alla furia di Gigantomachia, alleato di All For One. In seguito alla guerra contro il fronte di liberazione del sovrannaturale, si ritira dal lavoro di hero a causa delle ferite riportate contro Tomura. Il suo Quirk Jet (ジェット?, Jetto) gli consente di spostarsi in maniera estremamente veloce espellendo l'aria che inspira in forma di potenti getti d'aria da dei fori che ha sulla pianta dei piedi, consentendogli anche di mandare a segno colpi distruttivi. Ovviamente la sua facoltà di propellersi è proporzionale all'aria inspirata. Il suo nome è un chiaro riferimento al film Gran Torino, e il suo ruolo di mentore di Izuku e All Might ricalca quello del protagonista interpretato da Clint Eastwood nel film.
Tensei Iida (飯田 天晴?, Iida Tensei)
Doppiato da: Masamichi Kitada (ed. giapponese), Marco Benedetti (ed. italiana)
Il fratello maggiore di Iida nonché il rinomato eroe Ingenium. Possiede una variante del Quirk Engine che gli dà motori negli avambracci. A causa di uno scontro con Stain è rimasto paralizzato dalla vita in giù, pertanto è stato costretto a ritirarsi e per questo motivo ha concesso al fratello di usare il suo nome da eroe affinché Ingenium non muoia. La sua storia è ampliata nello spin-off Vigilante: My Hero Academia Illegals, in cui vengono mostrate le sue gesta e il suo rapporto con i Vigilanti, come Crawler, che incita ad andare avanti con la sua missione e a cui consiglia qualche trucco per usare meglio il suo Quirk.
Pussycats (プッシーキャッツ?, Pusshikyattsu)
Un famoso team di Pro Hero noto per le loro abilità e conoscenze nel campo della sopravvivenza e del soccorso montano, attivo in questo campo da dodici anni; sono posizionati al 441º posto nella classifica dei Pro Heroes. Hanno sorvegliato gli studenti della 1-A e della 1-B durante il campo estivo, gestendo il complesso nel quale le due classi hanno sostato e dando una mano nell'allenamento mirato a potenziare e migliorare l'uso dei loro Quirk. Il gruppo è composto dai seguenti membri:
- Shino Sosaki (送崎 信乃?, Sōsaki Shino)

Doppiata da: Chisa Sunaguma (ed. giapponese), Chiara Francese (ed. italiana)
Nota come Mandalay (マンダレイ?, Mandarei) è una donna gentile e comprensiva nonché leader dei Pussycats. Il suo Quirk si chiama Telepath (テレパス?, Terepasu) e le consente di parlare telepaticamente con le altre persone, ma senza che queste possano risponderle.
- Ryuko Tsuchikawa (土川 流子?, Tsuchikawa Ryūko)

Doppiata da: Serina Machiyama (ed. giapponese), Federica Simonelli (ed. italiana)
Nota come Pixie-bob (ピクシーボブ?, Pikushī Bobu), è una donna eccitata e allegra, che però si irrita quando qualcuno dimostra di conoscere male qualcosa sul suo conto o su quello dei Pussycats. Il suo Quirk si chiama Earth Flow (土流?, Doryū) e le consente di manipolare la terra a suo piacimento: infatti, lungo il percorso che la 1-A ha dovuto fare per raggiungere il campo, ha sguinzagliato una miriade di mostri di terra per testare le abilità degli studenti, rimanendo particolarmente colpita dal potenziale dimostrato da Midoriya, Bakugo, Iida e Todoroki.
- Tomoko Shiretoko (知床 知子?, Shiretoko Tomoko)

Doppiata da: Meiko Kawasaki (ed. giapponese), Marcella Silvestri (st. 3-4), Giuliana Atepi (st. 6) (ed. italiana)
Nota come Ragdoll (ラグドール?, Ragudōru), è una donna molto vivace che non sta mai ferma. Il suo Quirk si chiamava Search (サーチ?, Sāchi) e le consentiva di tenere sotto controllo fino a cento persone alla volta ottenendone molteplici informazioni, quali la posizione e i loro punti deboli. In seguito all'invasione dell'Unione dei Villains, viene rapita e privata del suo Quirk da All For One, fatto che pone fine alla sua carriera attiva da eroina: in seguito tuttavia Tomoko riesce a superare questo trauma, rimanendo all'interno della squadra come segretaria.
- Yawara Chatora (茶虎 柔?, Chatora Yawara)

Doppiato da: Shinosuke Ogami (ed. giapponese), Diego Sabre (ed. italiana)
Noto come Tora (虎?, Tora, lett. "tigre"), è l'unico membro maschile dei Pussycats. È un uomo transgender severo che, durante il campo estivo, aveva il compito di supervisionare l'allenamento degli studenti, e tiene molto alle sue compagne di squadra. Il suo Quirk si chiama Pliabody (軟体?, Nantai, lett. "corpo soffice"), e gli consente di allungare, appiattire e piegare il suo corpo a piacimento consentendogli di immobilizzare avversari, trasportare carichi o passare per strettoie altrimenti impraticabili.
Kugo Sakamata (逆俣 空悟?, Sakamata Kūgo)
Doppiato da: Shuhei Matsuda (ed. giapponese), Francesco Mei, Matteo De Mojana (My Hero Academia: World Heroes Mission) (ed. italiana)
Noto come Gang Orca (ギャングオルカ?, Gyangu Oruka), un tempo il decimo classificato nella classifica dei Pro Hero. Il suo Quirk Orcinus (シャチ?, Shachi), gli conferisce l'aspetto e le abilità di un'orca assassina, che può usare sia sulla terraferma che in acqua. Avendo la struttura corporea di un animale marino tuttavia, Gang Orca è vulnerabile alla disidratazione, per tanto porta sempre con sé dell'acqua. Nonostante Kugo sia in realtà un uomo pacato e di buon cuore, per spronare nel prossimo un cambiamento assume spesso un atteggiamento ruvido e talvolta aggressivo.
Mirai Sasaki (佐々木未来?, Sasaki Mirai)
Doppiato da: Shinichiro Miki (ed. giapponese), Luca Bottale (ed. italiana)
È stato un Pro Hero e il mentore di Mirio. Meglio noto come Sir Nighteye (サー・ナイトアイ?, Sā Naitoai), come Midoriya, era un grande fan di All Might; Nighteye fu anche la spalla dello Hero ma i due in passato litigarono e ruppero la loro collaborazione. Il suo aspetto è una parodia dell'uomo giapponese d'ufficio tipo. Il suo Quirk Foresight (予知?, Yochi, lett. "predizione") gli dava la capacità di vedere per un'ora ogni momento futuro di una persona come una pellicola e con (supposta) assoluta accuratezza; ciò poteva farlo però solo se aveva toccato quella persona e aveva avuto con essa contatto visivo, potendo inoltre usarlo solo una volta al giorno. Tuttavia, per la prima volta, Midoriya è riuscito a cambiare il futuro che Nighteye aveva visto, sconfiggendo Kai quando Nighteye aveva previsto invece la disfatta del ragazzo - dopo quest'evento da lui ritenuto impossibile, in punto di morte, Nighteye cambia opinione sull'infallibilità che lui attribuiva al suo potere, riconoscendo che la volontà di molti di riuscire in un obiettivo può effettivamente essere canalizzata e cambiare il futuro. Combatteva usando degli speciali timbri a mano del peso di cinque chili l'uno, che lui riusciva a lanciare con grande precisione. Possedeva anche una grande forza e velocità anche se il suo vero potere stava nel suo intuito e nella sua intelligenza sopraffina. Dopo il salvataggio di Eri, Nighteye muore in ospedale a seguito delle fatali ferite causategli da Overhaul, spronando Mirio nei suoi momenti finali ad andare avanti e diventare il grande eroe che ha previsto lui sarà. Il suo nome significa "futuro", in relazione al suo Quirk.
Juzo Moashi (百足従造?, Moashi Jūzō)
Doppiato da: Kenta Ōkuma (ed. giapponese), Alessandro Zurla (ed. italiana)
Meglio noto come l'Hero Centipeder (センチピーダー?, Senchipīdā), è un uomo slanciato e ben educato, solitamente con indosso uno smoking, e impiegato presso l'agenzia di Nighteye. La sua testa riprende l'aspetto di una scolopendra che, per la lunghezza, tende a tenere aggrovigliata come una sciarpa. Il suo Qurik è Centipede (ムカデ?, Mukade), che gli dona lunghi arti simili a scolopendre coi quali può attaccare e immobilizzare a distanza i nemici, e delle mandibole a tenaglia contenenti veleno paralizzante. Dopo la morte di Sir Nighteye, diventa il nuovo amministratore della sua agenzia.
Kaoruko Awata (泡田薫子?, Awata Kaoruko)
Doppiata da: Rie Murakawa (ed. giapponese), Francesca Bielli (ed. italiana)
Meglio nota come Bubble Girl  (バブルガール?, Baburu Gāru), è una giovane donna con la pelle azzurra facente parte dell’agenzia di Nighteye. Il suo Quirk Bolle (バブル?, Baburu) le permette di produrre bolle piene di aroma che possono avere un odore fresco o disgustoso. Dopo la morte di Sir Nighteye, continua a lavorare presso l'agenzia sotto Centipeder.
Taishiro Toyomitsu (豊満 太志郎?, Toyomitsu Taishirō)
Doppiato da: Kazuyuki Okitsu (ed. giapponese), Francesco Rizzi, Luca Semeraro (My Hero Academia: World Heroes Mission) (ed. italiana)
Un Hero molto amato dai bambini che prende il nome di Fat Gum (ファットガム?, Fatto Gamu), il cui aspetto ricorda quello di una matrioska. Il suo Quirk Adsorbimento grasso (脂肪吸着?, Shibō Kyūchaku) gli permette di ottenere un corpo obeso il cui grasso può inglobare oggetti e persone, e assorbire la forza di qualsiasi colpo riceve (anche di spade e proiettili). Tuttavia l'assorbire l'energia dei colpi a lui indirizzati è un'arma a doppio taglio in quanto gli permette da una parte di potere scatenare contrattacchi devastanti ma al costo di bruciare grassi per assorbire, indebolendo così le sue difese. Una volta che il suo grasso è esaurito si mostra il suo vero aspetto. Taishiro usa le abilità difensive del suo grasso corporeo sia per catturare i nemici sottomettendoli, che per trasportare i suoi alleati in maniera sicura. Amajiki è il suo assistente e in seguito assume Kirishima per il suo tirocinio. In Vigilante: My Hero Academia Illegals si ritrova a collaborare con i vigilanti per scongiurare il traffico di droghe illegali che potenziano i Quirk, un obiettivo che perseguirà per molti anni e per questo, nella serie originale, viene convocato da Sir Nighteye per via di una nuova droga che annienta i Quirk prodotta dagli Shie Hassaikai. Durante il raid alla base dell'organizzazione, combatte al fianco di Kirishima contro Rappa e il suo compagno, vincendo grazie all'intervento del giovane eroe. Nella classifica dei Pro Hero è al cinquantottesimo posto.
Ken Takagi (高木 鍵?, Takagi Ken)
Doppiato da: Yasuhiro (ed. giapponese), Matteo Zanotti, Diego Baldoin (My Hero Academia: Heroes Rising) (ed. italiana)
Uno degli Hero che ha preso parte all'operazione di salvataggio di Eri. Il suo alias da hero è Rock Lock (ロックロック?, Rokku Lokku) ed è una persona scontrosa e diffidente verso i novellini che si affacciano al mondo dell'eroismo professionale: nelle sue intenzioni non v'è malizia quanto una distorta preoccupazione nei loro confronti, in quanto sa che la loro inesperienza potrebbe costare loro caro; inoltre è sposato e ha un figlio nato da poco, cosa che lo sprona a rendere il mondo un posto migliore. Il suo Quirk si chiama Bloccaggio (施錠?, Sejō) e gli permette di bloccare e immobilizzare qualsiasi oggetto o una piccola area mediante le sue dita a forma di chiave.
Masaki Mizushima (水島 正樹?, Mizushima Masaki)
Doppiato da: Kenta Ôkuma (ed. giapponese), Federico Zanandrea (ed. italiana)
Noto come Manual (マニュアル?, Manyuaru), è un Pro Hero presso cui Iida svolge il suo tirocinio. Il suo Quirk gli consente di controllare l'acqua. Ha tuttavia bisogno di una fonte d'acqua esterna e non è in grado di produrla da solo. Ha una personalità molto gentile e ordinaria, ma anche una mente molto acuta, avendo capito subito che il motivo per cui Tenya ha scelto il suo ufficio è per avere maggiori probabilità di trovare Stain. Supporta Aizawa durante la lotta contro Shigaraki, umidificando i suoi occhi e permettendogli di mantenere il suo Quirk attivo. Nella classifica dei Pro Hero è al duecentoventiduesimo posto.
Tatsuyuki Tokoname (常滑達行?, Tokoname Tatsuyuki)
Doppiato da: Takumu Miyazono
Noto come Slidin' Go  (常とこ滑なめ達たつ行ゆき?,  Suraidin Gō?) è un hero minore che possiede un Quirk senza nome che gli consente di scivolare sulle superfici e che lavora come doppio agente per l'Armata di Liberazione dei Superpoteri e in seguito per il Fronte di liberazione del Sovrannaturale, facendo parte del reggimento "Carmine". Durante il raid all'ospedale di Jaku, viene smascherato da Death Arms e imprigionato per i suoi crimini.
Moe Kamiji (水島 正樹?, Kamiji Moe)
Doppiata da: Misato Kawauchi (ed. giapponese), Renata Bertolas (My Hero Academia: World Heroes Mission), Elisa Giorgio (ed. italiana)
Nota come Burnin (バーニン?, Bānin), è una Pro Hero impiegata presso l'agenzia di Endeavor. È molto entusiasta e la sua personalità focosa tende a scontrarsi con quella di Bakugo. Il suo Quirk le permette di afferrare i suoi capelli simili al fuoco, che può strappare a pezzi, e lanciarli contro i suoi nemici, oltre a concederle la capacità di volare.
Cathleen Bate (キャスリーン・ベイト?, Kyasurīn Beito)
Doppiata da: Romi Park (ed. giapponese), Maddalena Vadacca (ed. italiana)
Nota come Star and Stripe (スターアンドストライプ?, Sutā Ando Sutoraipu) è la Hero numero uno degli Stati Uniti, è stata salvata da All Might durante la sua infanzia ed è diventata una hero ispirandosi a lui. Il suo Quirk si chiama New Order (ニューオーダー?, Nyūōdā), e le permette di alterare la natura degli oggetti e degli esseri viventi con cui entra in contatto secondo la sua volontà, compresa se stessa. Tuttavia, può imporre solo due regole alla volta, e c'è un limite al potenziamento che il suo corpo può subire. Viene uccisa durante il tentativo di sconfiggere Tomura, che riesce anche a sottrarle il Quirk. Nonostante questo, riesce a dichiarare un'altra regola sul Quirk stesso, facendolo ribellare contro altri Quirk, di Tomura, distruggendone molti, oltre a danneggiare il corpo fisico di Tomura.

## Villain

### Fronte di liberazione del sovrannaturale
Associazione di Villain nata dallo scontro tra l'Unione dei Villain e l'Armata di liberazione dei super-poteri, dopo che Re-Destro viene sconfitto da Tomura e in esso vede l'incarnazione della "liberazione" che suo padre cercava di fare ottenere alla popolazione. Il nome è stato concordato da Re-Destro e Spinner, e studiato in maniera che evitasse una possibile associazione con i Villain per ottenere potenzialmente il consenso della gente. Il Fronte è guidato da Tomura come leader, e affiancato da nove vice.
Il Fronte è diviso in quattro reggimenti comandato da sette dei nove vice di Tomura; ognuno specializzato in un diverso campo della guerra e che prende il nome da un colore diverso. Inoltre, i comandanti di ciascun reggimento hanno tre consiglieri personali che sono considerati i membri più capaci di ciascun reggimento accanto agli stessi comandanti.

#### Unione dei Villain
L'Unione dei Villain (敵連合?, Viran Rengō) è un'organizzazione che ha come scopo principale l'eliminazione del Simbolo della pace, All Might. Il fondatore dell'Unione è All For One e il suo attuale capo Tomura Shigaraki, mentre Kurogiri funge da secondo in comando. Sono gli antagonisti principali della serie. Inizialmente, i ranghi del gruppo erano costituiti da un gran numero di villain deboli e un Nomu che poteva sfidare All Might, ma dopo che Stain involontariamente ispira una nuova ondata di criminali a unirsi all'alleanza, l'unione diventa un'organizzazione molto più temibile, e Tomura ottiene nuovi e forti alleati e forma la Squadra Genesi con Dabi come leader. Il reclutamento di Gigantomachia e lo sviluppo di nuovi e più potenti Nomu come gli High-end hanno incrementato le file dell'alleanza, che raggiunge il suo apice con la sconfitta dell'Armata di liberazione dei super-poteri, la quale finisce con l'essere assorbita dall'Unione stessa, rendendola ancora più potente e pericolosa.
Tomura Shigaraki (死柄 木弔?, Shigaraki Tomura)
Doppiato da: Kōki Uchiyama e Arisa Sekine (da bambino) (ed. giapponese), Ruggero Andreozzi e Richard Benitez (da bambino) (ed. italiana).
Il leader inizialmente di facciata del gruppo, scelto da All For One per essere il suo successore, diverrà poi il vero antagonista dell'opera. Ha l'aspetto di un ragazzo pallido ed emaciato con scompigliati capelli azzurrino pallido; il suo volto dagli occhi in su e attorno a essi è estremamente grinzosa, ha una piccola cicatrice che passa sull'occhio destro e un'altra che gli taglia verticalmente le labbra verso la guancia sinistra, e le sue labbra sono rugose e sconnesse, come se le mangiucchiasse e mordicchiasse in continuazione. Il suo comportamento oscilla tra quello di un boss criminale e quello di un bambino viziato: è arrogante ed egoista e quando le cose non vanno come sperava tende a perdere la pazienza; quando capita che si innervosisca, per qualsiasi motivo, Shigaraki dimostra di avere tendenze masochiste che sfoga in tic nervosi, come grattarsi il collo fino a sanguinare; come un bambino, è sempre alla ricerca di attenzioni e si irrita quando non le ottiene. Il suo Quirk si chiama Decay (崩壊?, Hōkai, lett. "decomposizione") e gli permette di disintegrare qualsiasi cosa tocchi in maniera automatica: inizialmente funzionava solo se l'oggetto era toccato da tutte e cinque le dita di Tomura assieme dopodiché iniziava a sgretolarsi lentamente, tuttavia dopo le settimane passate a combattere contro Gigantomachia, Tomura ha acquisito notevole controllo sui suoi poteri, riuscendo ora a distruggere le cose molto più velocemente e persino a trasferire il suo potere a elementi contigui creando un distruttivo effetto domino, e in seguito ad attivarlo usando meno di cinque dita, arrivando a distruggere interi isolati e tutto ciò che c'è al loro interno in pochi secondi. Il suo vero nome è Tenko Shimura (志村 転弧?, Shimura Tenko), il nipote di Nana Shimura, il possessore del One For All prima di All Might. Da bambino era affascinato dagli Hero venendo però punito da suo padre, il quale non perdonò mai sua madre per avere messo l'attività di Hero davanti alla sua famiglia. È stato accolto da All For One dopo essere finito per strada dopo avere accidentalmente ucciso la sua famiglia quando per la prima volta ha manifestato il suo Quirk, che lo ribattezzò con il nome Tomura e con il suo stesso cognome, Shigaraki. Il travaglio dell'omicidio della sua stessa famiglia, che finì per dimenticare, lo rese disilluso dalla società e sentì il bisogno di distruggerla uccidendo All Might. Indossa in genere una tuta nera con sopra varie mani e il suo volto è solitamente coperto da un'altra mano che lui chiama "padre" e alla quale tiene morbosamente: tali mani sono infatti ciò che rimane dei suoi familiari, e lo fanno stare tranquillo se le indossa. A seguito del fallito tentativo di uccidere All Might e del vano tentativo di arruolare Stain in modo che il gruppo potesse ottenere reclute, diventa ossessionato da Izuku e lo vede come la sua nemesi. In seguito all'arresto di All For One, Shigaraki assume la direzione del gruppo e riesce ad acquisire i proiettili distruggi-Quirk che Overhaul aveva sviluppato. Nella lotta contro l'Armata di liberazione dei super-poteri affronta Ri-Destro, ritrovando cosi i suoi ricordi d'infanzia. Durante lo scontro inoltre, la sua mano sinistra è stata schiacciata, lasciando solo l'anulare e il mignolo superstiti; dopo aver sconfitto Ri-Destro e assunto il controllo della sua organizzazione, accetta di farsi potenziare chirurgicamente dal dottor Garaki per diventare appieno il successore di All For One. Dopo tale esperimento, Tomura ha acquisito, oltre all'All For One, anche delle potenzialità fisiche maggiori che lo rendono in grado di competere con il One For All e la capacità di controllare appieno il suo Quirk, ma poiché il processo è stato interrotto dall'assalto degli Hero prima che potesse essere completato, Tomura non ha il totale controllo sui Quirk che ha acquisito e, come Izuku inizialmente, il suo organismo non è in grado di sopportarne gli effetti. Inoltre il suo corpo e la sua mente finiscono per essere assoggettati da All For One. Dopo essersi ripreso dalla battaglia con Star and Stripe, Tomura dimostra di avere la capacità di modificare il suo corpo, cosa che All For One ha affermato essere il modo in cui il suo corpo si adatta costantemente, in modo che possa affrontare sia i molteplici quirk che ha immagazzinato dentro di lui, sia tutte le minacce esterne che lo possono influenzare. Durante la battaglia finale con Izuku, Tomura sopprime la vestigia di All For One e riprende il controllo del suo corpo con l'intento di distruggere tutto. Quando tuttavia Izuku riesce a violare le sue difese psicologiche, le vestigia di All For One si ribellano e riprendono il controllo del suo corpo, questa volta cancellando la coscienza di Shigaraki dopo averlo informato di aver orchestrato le disgrazie che lo hanno spinto a compiere i suoi atti criminali. Viene inoltre rivelato che il quirk originale di Tenko era stato rimosso poco dopo la sua nascita da All For One, che l'aveva sostituito con una versione modificata del quirk di Overhaul, esclusivamente per promuovere tendenze distruttive di Shigaraki. Dopo che le vestigia di sua nonna lo hanno salvato dalla distruzione, Shigaraki aiuta Deku e gli ex possessori dell'One For All a sconfiggere All For One una volta per tutte. Tomura accetta infine la sconfitta e dice a Izuku che ha continuato a combattere per distruggere fino alla fine, mentre nel mondo reale il suo corpo si disintegra a causa dei danni ricevuti.
All For One (オール・フォー・ワン?, Ōru Fō Wan)
Doppiato da: Akio Ōtsuka e Hiroshi Kamiya (da giovane) (ed. giapponese), Luca Ghignone e Andrea Colombo Giardinelli (da giovane) (ed. italiana)
Il vero capo dell'organizzazione che inizialmente celava la sua identità con il nome di "Sensei" (先生?); il suo vero nome è Zen Shigaraki (死柄木 全?, Shigaraki Zen). È un boss criminale che in passato usò lo spargimento dei Quirk per creare un impero criminale. Il suo Quirk, All For One, gli permette di rubare i poteri degli altri per poterli infondere in sé stesso o nelle altre persone. In combattimento utilizza simultaneamente più Quirk in modo sinergico, riuscendo così a ottenere la stessa forza, resistenza e velocità di All Might nonché per sopperire alla mancanza degli organi di senso della testa. Tra i vari Quirk di All For One vi è anche il Life Force del dottor Garaki, il quale glielo ha regalato volontariamente e lo ha sostituito con un duplicato artificiale. Questo Quirk gli consente di vivere il doppio degli esseri umani normali, ma indebolisce le sue capacità atletiche, compensate però dai vari Quirk che ha rubato nel corso degli anni. In otto generazioni, All For One è infatti rimasto attivo e pericoloso. La maschera che porta, con tanto di supporto vitale incorporato senza il quale non può vivere a lungo, ricorda per design e scopo quella di Dart Fener di Guerre stellari. Nel corso della storia viene rivelato che All For One e suo fratello Yoichi sono nati da una prostituta le cui terribili condizioni mediche unite alle circostanze della loro nascita (la donna partorì per strada senza alcun aiuto medico) avrebbero dovuto condannarli a una morte prematura ma nascendo, inconsciamente, All For One la uccise rubandole il Quirk e nutrendosi della sua forza vitale per sostenere sé e il proprio fratello. Anche quando un gruppo di ratti si avvicinò per mangiare i due neonati, il suo potere li salvò. Benché sia sempre apparso calmo e controllato, la sua storia fa capire che All For One fosse in realtà divorato dal suo Quirk, perennemente schiavo di una fame spietata che lo spingeva a rubare i Quirk altrui. Inoltre, a causa del suo Quirk, All For One soffriva di incubi e di visioni nei quali era tormentato da coloro a cui aveva sottratto il Quirk. Questi avrebbero contribuito a farlo impazzire. Non si sa da dove All For One abbia preso il cognome "Shigaraki", visto che, verosimilmente, non ha mai conosciuto quello di sua madre. È possibile che se lo sia dato da solo. È stato proprio lui quello che anni fa ha ferito gravemente All Might e, a detta dello stesso, è stato All For One a creare involontariamente il One For All. Ai tempi in cui i Quirk cominciarono a manifestarsi, la popolazione mondiale accolse questi mutamenti con paura e odio, a causa della pericolosità di questi individui; fu in questo clima che All For One usò i suoi poteri per circondarsi di accoliti donando loro le capacità che aveva rubato ad altri, creando il suo impero. L'unico a opporsi era suo fratello che, pur essendo nato apparentemente senza Quirk, non tollerava l'operato di All For One, e questi prima lo segregò, poi gli donò un Quirk molto potente capace di accumulare la forza del corpo umano per potenziarlo; tuttavia quello che entrambi ignoravano è che il fratello possedeva in realtà un Quirk, il cui unico potere era quello di potere essere passato di persona in persona: i due Quirk inaspettatamente si unirono mutando nel One For All, che egli passò ad un altro nella speranza che, con il tempo, il Quirk avesse abbastanza potere da fermare All For One. Si distingue per il suo volto: completamente formato da tessuto cicatriziale dal labbro superiore in su, il che rende impossibile riconoscere qualsiasi tratto facciale se non, con difficoltà, delle appena accennate orbite: ciò è derivato dall'ultimo scontro che ebbe con All Might cinque anni prima dell'inizio della storia. Questo evento lo cambiò, avendo vissuto per decenni senza mai preoccuparsi del futuro, ma le condizioni in cui si trova hanno fatto nascere in lui il desiderio di passare il suo potere in modo che All For One non muoia, per questo il suo scopo è rendere Shigaraki il suo successore, così come All Might con Midoriya. Per questo motivo si è fatto estrarre il proprio Quirk dal dottor Garaki e ha preso con se un duplicato artificiale, con lo scopo di regalare a Tomura la versione originale dell'All For One. Tuttavia, questa apparente benevolenza è una facciata, perché All For One vede Tomura semplicemente come uno strumento prezioso con cui rubare One For All. Viene sconfitto una seconda volta da All Might a Kamino, e in seguito arrestato. In seguito alla guerra fra gli hero e il fronte di liberazione, prende possesso del corpo di Tomura e lo sfrutta per attaccare il Tartarus e liberare il suo vero corpo, usando questa opportunità per espandere il suo esercito, e progettando di impadronirsi del One For All e diventare un invincibile "re dei demoni" che governa ed è odiato dal mondo. Durante la guerra finale, All For One perde il controllo di Shigaraki, mentre il suo corpo originale viene quasi ucciso da Endeavor, costringendolo cosi a ricorrere ad un farmaco che Garaki ha decodificato a partire dai proiettili distruggi quirk di Overhaul, in modo da replicare il Quirk di Eri e combattere al suo apice, pur essendo sempre determinato ad impadronirsi del corpo di Tomura. Dopo aver combattuto contro numerosi hero, All For One diventa emotivamente instabile a causa degli effetti collaterali del farmaco, che gli fanno perdere il controllo dei Quirk da lui rubati, e alla fine viene sconfitto da Bakugo. Poiché il farmaco accelera il processo di riavvolgimento in seguito a ferite mortali, All For One alla fine viene riavvolto in un bambino, prima di svanire definitivamente. Più tardi, dopo che Tomura ha perso la battaglia di volontà contro Izuku, le vestigia di All For One riemergono all'interno di questi e tentano di nuovo di prendere il controllo del suo corpo, rivelando nel processo che All For One ha progettato ogni passo della vita di Tomura da prima della sua nascita, venendo tuttavia definitivamente eliminate dalle forze combinate dei precedenti possessori di One for All, Tomura e Izuku.
Kurogiri (黒霧? lett. "Nebbia nera")
Doppiato da: Takahiro Fujiwara (come Kurogiri), Kenshō Ono (come Shirakumo) (ed. giapponese), Marco Balzarotti (come Kurogiri), Gabriele Donolato (come Shirakumo) (ed. italiana)
Braccio destro di Shigaraki dall'apparenza di un'ombra umana, non si conosce il suo vero aspetto poiché cela tutto il suo corpo dietro una coltre di nebbia, generata da sé grazie al suo Quirk Warp Gate (ワープゲート?, Wāpu Gēto, lett. "varco di curvatura"); indossa sempre un elegante vestito e una protezione metallica per il collo. Nonostante i suoi modi gentili nasconde una personalità sinistra. Il suo Quirk gli consente aprire varchi e di teletrasportare gli altri o sé stesso ovunque lui voglia, purché ne conosca la posizione esatta, grazie alla strana nebbia che emana. È stato catturato da Gran Torino mentre era alla ricerca di Gigantomachia, un servitore di All For One, e viene messo sotto sorveglianza. Viene in seguito rivelato che è un particolare High-End, ovvero un Nomu senziente e dotato di raziocinio, nel suo caso tale da agire e ragionare come una persona normale e prendersi cura di Tomura, sebbene comunque obbediente ai suoi padroni. La sua precedente identità, prima che il suo corpo venisse usato nelle macchinazioni di All For One, era Oboro Shirakumo (白雲 朧?, Shirakumo Oboro), vecchio compagno e amico di Eraserhead e Present Mic quando erano ancora studenti. Il suo passato viene narrato nello spin-off Vilgilante: My Hero Academia Illegals. Oboro era un ragazzo dalla personalità gioviale e disinvolta, non particolarmente brillante a scuola e poco incline a seguire il protocollo da Hero. Nonostante ciò, faceva il possibile quando qualcuno aveva bisogno di aiuto, e infatti supportò Aizawa ai tempi della scuola quando questi ancora si considerava incapace e con un potere all'apparenza inutile. È Oboro ad avere regalato i suoi occhiali a Aizawa, i quali saranno poi alla base per i caratteristici occhiali che l'uomo tuttora usa in battaglia. Oboro, Aizawa e Yamada progettavano di creare una loro agenzia di eroi, tuttavia, durante il loro tirocinio, per salvare dei bambini da un Villain che stava distruggendo un palazzo, Oboro usò il suo potere per proteggerli, rimanendo però indifeso e perendo quindi schiacciato dalle macerie. Non si sa poi come, ma probabilmente il suo corpo fu recuperato e utilizzato dal dottor Garaki per conto di All For One per creare Kurogiri. Il suo Quirk si chiamava Nuvola (雲?, Kuraudo) e gli conferiva la capacità di generare nuvole fluttuanti semi solide di diversa grandezza, capaci di sollevare un moderato carico e che potevano essere usare per spostarsi; il nome da eroe che si era scelto è Loud Cloud (ラウド・クラウド?, Raudo Kuraudo). A quanto pare, anche il suo Quirk è stato alla base per la creazione del Quirk Warp Gate. Durante la battaglia finale, Spinner, con alcuni membri e sostenitori del Fronte di liberazione, fanno irruzione nell'ospedale dove è detenuto Kurogiri, e nonostante la resistenza di Present Mic, Spinner riesce a risvegliarlo attraverso un dispositivo speciale datogli da All For One. In un primo momento si schiera con i villain, ma quando la personalità di Shirakumo riemerge, inizia ad aiutare gli hero, prima spedendo via Aizawa e Present Mic dal campo di battaglia, e poi trasportando questi e molti altri hero sul luogo del combattimento fra Izuku e All For One, che possiede il corpo di Tomura. Tuttavia, usare troppo il suo Quirk in quello stato si rivela fatale, con conseguente cedimento del corpo di Kurogiri. Quando vede il corpo di Tomura cadere a pezzi, Kurogiri usa le sue ultime forze per bloccare l'attacco di Izuku, ma il suo sforzo viene sventato da Bakugo, dimostrando che Kurogiri ha mantenuto la natura altruistica e premurosa di Oboro fino alla fine.
Nomu (脳無?, Nōmu, lett. "senza cervello")
Sono le truppe dell'organizzazione, che il dottor Garaki definisce come i "soldati di All For One". Per la loro creazione Garaki si ispirò a Gigantomachia, capace di possedere più di un Quirk senza effetti collaterali, cominciando ad alterare persone normali mediante esperimenti sul materiale genetico; l'operazione a cui vengono sottoposti altera pesantemente la loro fisionomia e la loro psiche, rendendoli di conseguenza mostruosi esseri umanoidi violenti e privi di freni inibitori, incapaci persino di pensare e inermi se non comandati e guidati da qualcuno. Secondo il dottor Garaki e All For One, i Nomu si dividono in livelli: Inferiore, Intermedio e Superiore a seconda della loro forza e della quantità di Quirk posseduti. Un livello ancora superiore sono gli High-End, gli unici Nomu che posseggono un qualche tipo di intelletto. Una caratteristica comune a tutti questi esseri è il loro cervello, non coperto e ben visibile.
- Nomu di Basso livello: sono la categoria più debole, che combatte solitamente contro i Pro Heroes minori. Sono di colore chiaro, e di solito possiedono uno o due Quirk. Il Dottor Garaki ne tiene due vicino a sé considerando utili i loro Quirk: John (ジョン?, Jon), un piccolo Nomu capace di teletrasportare le persone, e Mocha (モカ?, Moka), dotato dello stesso Quirk di Twice, Double.
- Nomu di Medio livello: più forti dei Nomu di livello Basso e con il corpo dalla colorazione differente e più variegata.
- Nomu di Alto livello: Nomu creati per competere con i migliori Pro Heroes. Hanno il corpo di colore scuro e tutti loro, oltre ai vari Quirk, possiedono il Quirk Super rigenerazione (超再生?, Chōsaisei). Secondo il dottor Garaki hanno la forza di dieci persone messe insieme. Il primo Nomu che viene mostrato nella serie è uno di questi, che Shiragaki chiama l'"Anti-simbolo della pace" poiché era stato progettato per sconfiggere All Might. Nonostante ciò viene sconfitto proprio da quest'ultimo e in seguito arrestato e incarcerato.
- Quasi High-End: Versioni incomplete degli High-End che non sono riuscite ad entrare nella fase di test. Mantengono le caratteristiche fisiche degli High-End e superano comunque i Nomu di Alto livello, ma sono incapaci di pensare autonomamente, per questo Garaki li definisce come "quasi High-End". Sono gli ultimi a venir attivati durante lo scontro fra Tomura e il gruppo di Endeavor, tenendo impegnati i Pro Hero, e in seguito aiuteranno i Villain a fuggire dal luogo dello scontro.
- High-End (ハイエンド?, Hai Endo, lett. "di alta categoria"): sono i "capolavori" del Dottor Garaki, creati per contrastare i migliori Pro Heroes. Anche loro sono dotati di vari Quirk e del Quirk Super-Rigenerazione, ma al contrario di tutti gli altri sono totalmente senzienti; possono quindi parlare, elaborare strategie, pensare semi-indipendentemente (sempre seguendo gli ordini dei propri padroni) e mantenere la propria personalità originaria. Per crearli, Garaki ha selezionato i Villain più forti e violenti, sottoponendoli a varie operazioni chirurgiche e a lungo processo di stabilizzazione. Il primo di questi che appare nella serie è Hood (フード?, Fūdo), contro cui si sono scontrati Endeavor ed Hawks. Altri cinque High-End vengono attivati durante l'assalto al Jakū General Hospital, combattendo contro Mirko e Crust.

Dabi/Touya Todoroki (轟 燈矢?, Todoroki Tōya)Doppiato da: Hiro Shimono e Ryōko Shiraishi (da bambino) (ed. giapponese), Mattia Bressan e Richard Benitez (da bambino) (ed. italiana)
Figlio primogenito di Endeavor e fratello maggiore di Shoto. Come quest'ultimo nacque solo per la volontà di Endeavor di generare un figlio che avrebbe superato All Might, ma, nonostante possedesse un Quirk di fuoco persino superiore a quello di suo padre, ereditò anche la debole costituzione di sua madre. Abbandonato psicologicamente dal padre, che perse le speranze che il figlio potesse riuscire a superare All Might, iniziò cosi a provare invidia nei riguardi di Shoto. All'età di 13 anni, recatosi nel bosco dove era solito allenarsi, finì per perdere il controllo del suo Quirk, scatenando un incendio che distrusse la foresta e lo ustionò terribilmente. Creduto morto da tutta la sua famiglia, venne salvato da All For One e dal dottor Garaki, che ripristinarono il suo corpo bruciato e sostituirono i suoi pezzi mancanti con del tessuto rigenerativo. Risvegliatosi dopo tre anni di coma, Toya fuggi, venendo lasciato libero da All For One e il dottore, i quali ritenevano di non essere in grado di manipolare la sua ossessione e credevano che sarebbe vissuto solo un mese. Toya tornò segretamente a casa e vide il padre continuare i suoi abusi su Shoto, cosa che ancora una volta gli ha ricordato il suo status di fallimento, e lo ha spinto a lasciare la sua identità alle spalle. Guidato dal risentimento verso il padre, divenne cosi un individuo che raramente mostra le proprie emozioni, stoico, distaccato e sadico, che prova piacere nel deridere sia nemici che alleati. Inoltre camuffò il suo aspetto con dei piercing e tingendosi i capelli di nero, divenendo alla fine un Villain chiamato Dabi (荼毘? lett. "Cremazione"). Dopo aver commesso numerosi crimini si presentò al gruppo di Shigaraki come un seguace delle idee di Stain, di cui vuole portare avanti gli ideali. Inizialmente mal sopporta la guida di Tomura, salvo poi instaurare con lui un rapporto di fiducia e assecondare i suoi ordini e le sue richieste. Quando incontrano il dottor Garaki e mentre il resto del gruppo è impegnato ad affrontare Gigantomachia, Dabi "testa" un High-End del dottore e si allea con Hawks per spiare e distruggere dall'interno gli Hero, sebbene non si fidi del tutto di lui. Diventa poi uno dei vice di Tomura nel Fronte di liberazione del sovrannaturale, e comandante insieme a Geten del reggimento "Violet" specializzato nella guerriglia. Anche se inizialmente intendeva uccidere suo fratello minore Shoto per vendetta, approfitta del fatto che Endeavor sia diventato il nuovo eroe numero uno del Giappone per esporre la loro vita familiare alla nazione. Durante la battaglia con il Fronte di Liberazione del Sovrannaturale, Shoto affronta suo fratello a causa delle loro somiglianze iniziali nell'odio per Endeavor. Durante il combattimento finale, Dabi affronta nuovamente Shoto e viene sconfitto dopo una feroce battaglia. Ma il suo Quirk si è evoluto durante il combattimento, riuscendo cosi a replicare la mossa finale di Shoto per evitare di essere congelato, dirigendosi verso Endeavor. Cerca cosi di accumulare calore corporeo durante il conflitto con l'intento di trasformarsi in una bomba per uccidere tutti, ma Shoto e il resto della famiglia Todoroki impediscono la sua detonazione, con un Dabi quasi morto che maledice Endeavor. In seguito alla guerra, viene arrestato e messo sotto terapia intensiva, con Endeavor e il resto della sua famiglia che si impegnano a fare ammenda e a farsi carico del peso del suo odio promettendo di far visita a Dabi ogni giorno. Alla fine della visita, Dabi mostra finalmente rimorso per le sue azioni nel vedere come la sua famiglia si rifiuti ancora di abbandonarlo, piangendo mentre si scusa con Shoto.

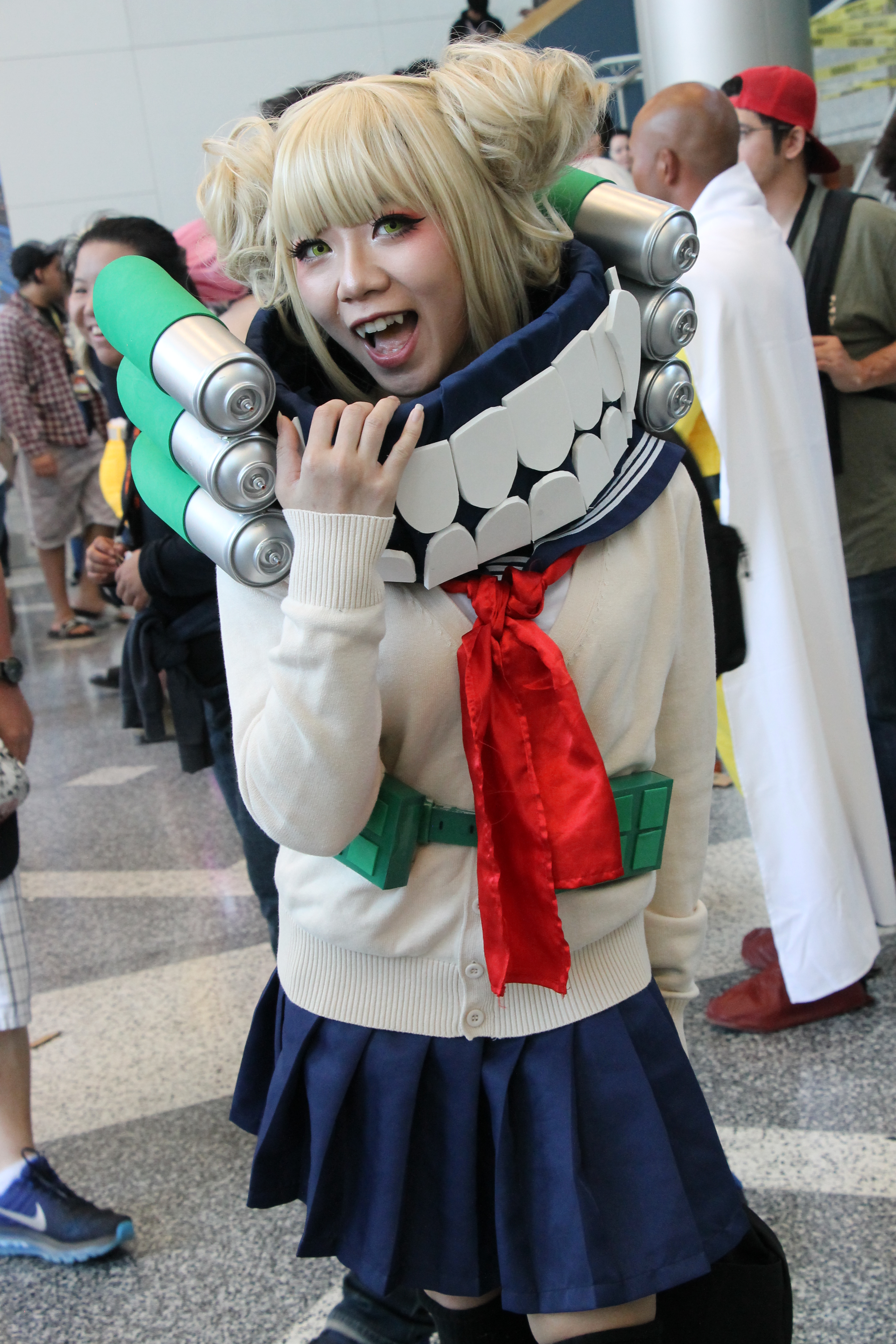
Cosplay del personaggio.

Himiko Toga (渡我 被身子?, Toga Himiko)
Doppiata da: Misato Fukuen (ed. giapponese), Martina Felli (ed. italiana)
Una giovane ragazza ispirata da Stain mentalmente instabile e sadica, che sviluppa un'ossessione romantica per Midoriya, vedendolo spesso malridotto. Un tempo era una ragazza appartenente a una famiglia benestante, ma a causa del suo potere divenne irrimediabilmente attratta dal sangue, arrivando a uccidere un suo compagno che le piaceva per poi berne il sangue, provando piacere in ciò: questo evento la portò a fuggire di casa e a essere discriminata, fino a che non entrò a fare parte dell'Unione. Himiko ha mostrato di avere una percezione distorta dell'amore, infatti, nonostante volesse attaccare le due ragazze, ha tentato di fare amicizia con Uraraka e Asui mentre combattevano. In netto contrasto con la sua natura psicopatica, Himiko ha mostrato un lato amorevole e compassionevole nei confronti di Twice, consolandolo sapendo della sua responsabilità sulla morte di Magne e coprendone il viso con un panno per impedire alla sua personalità di spaccarsi. Viene "assunta" dai Shie Hassaikai assieme a Twice, per poi tradirli assieme al suo compagno. Diventa uno dei vice di Tomura nel Fronte di liberazione del sovrannaturale, e comandante insieme a Skeptic del reggimento "Carmine" specializzato nello spionaggio. Il suo potere, Transform (変身?, Henshin, lett. "trasformazione"), le consente di assumere le sembianze di chiunque ingerendone il sangue, anche di più persone alla volta; più sangue ingerisce e più può mantenere la trasformazione e, a sua detta, un bicchiere le basta per rimanere trasformata per una giornata. Durante il combattimento contro Kizuki dell'Esercito di liberazione dei super-poteri, il Quirk di Himiko subisce un'evoluzione: infatti, trasformandosi in qualcuno che ama, Himiko può anche utilizzare il Quirk della persona in questione (come quelli di Ochaco e di Twice). Tuttavia questo processo richiede molto allenamento, siccome i Quirk sono capacità dell'organismo e lei deve ogni volta capire come usarli e imparare a controllarli da zero. L'ossessione di Toga per Izuku e Ochaco motiva anche il suo desiderio di essere accettata dalla società, decidendo di uccidere Ochaco sia in risposta al suo rifiuto di accettare il suo senso d'amore distorto sia in risposta alla morte di Twice. Successivamente combatte di nuovo contro Ochaco, e quest'ultima riesce a convincerla ad arrendersi. Con Ochaco sull'orlo della morte, Toga si trasforma in lei e esegue una trasfusione di sangue salvandole la vita, a rischio della sua.
Shuichi Iguchi (伊口 秀一?, Iguchi Shūichi)
Doppiato da: Ryo Iwasaki (ed. giapponese), Francesco Rizzi, Sergio Romanò (My Hero Academia - Heroes Rising) (ed. italiana)
Un uomo simile a una lucertola chiamato anche Spinner (スピナー?, Supina). Il suo potere, Gecko (ヤモリ?, Yamori), gli dona l'aspetto e le capacità fisiche dell'animale omonimo, come potersi arrampicare sui muri. Ha una spada composta da diversi tipi di arma bianca, quali spade e coltelli, che sembrano essere tenute insieme da catene e cinture, oltre che varie armi da taglio quali spade e coltelli da lancio. Come Dabi, anche lui è un seguace delle idee di Stain e cerca di portarne avanti il volere, per esempio proteggendo Midoriya da Kenji poiché il ragazzo venne reputato da Stain degno di essere chiamato un Hero e arrivando a vestirsi in maniera simile a lui. Nonostante sia un villain, sembra avere un senso della moralità ed è scioccato nell'apprendere il vero obiettivo di Tomura di sradicare del tutto la società, piuttosto che renderla migliore. La sua dedizione all'ideologia di Stain gli ha anche fatto mettere in discussione alcune delle azioni dell'unione, come attaccare un convoglio della polizia per vendicarsi di Overhaul. Diventa uno dei vice di Tomura nel Fronte di liberazione del sovrannaturale e comandante insieme a Compress del reggimento "Brown", specializzato nel supporto. È lui, durante l'assalto degli hero, a rimettere la maschera/mano in faccia a Tomura, risvegliando la personalità di All For One e permettendogli la fuga. In seguito all'arresto di Re-Destro accetta di diventare il simbolo del Fronte di liberazione del sovrannaturale, in modo da guidare i villain mutanti verso la loro causa. Viene cosi potenziato da All For One, che gli dona due quirk aggiuntivi: uno che gli consente di aumentare le sue dimensioni e uno che gli consente di farsi crescere delle scaglie per aumentare la sua forza e difesa. Tuttavia, ha iniziato a diventare mentalmente instabile a causa dello stress dovuto al possedere più Quirk, indebolendo così la rivolta degli eteromorfi e consentendo a Shoji di raggiungere e porre fine alla rivolta pacificamente. Izuku in seguito passa le ultime parole di Tomura a Spinner ancora convalescente, e lui promette di far conoscere la storia di Tomura una volta guarito.
Jin Bubaigawara (分倍河原 仁?, Bubaigawara Jin)
Doppiato da: Daichi Endo (ed. giapponese), Paolo Sesana, Cristiano Paglionico (My Hero Academia - Heroes Rising) (ed. italiana)
Un villain in un abito scuro che nasconde spesso il volto (solcato da una grande cicatrice sulla fronte) con una maschera noto come Twice (トゥワイス?, Tuwaisu). Il suo Quirk Double (二倍?, Nibai) gli consente di creare copie indistinguibili di qualsiasi oggetto o persona, a patto che ne conosca alcuni dati. Le persone duplicate possiedono le stesse abilità e lo stesso carattere degli originali, ma sono meno resistenti. Inoltre, Twice non ha alcun controllo su ciò che duplica. Ha una personalità esplosiva ma lunatica. A causa di un incidente con il suo Quirk, in cui tentò di creare un esercito di cloni di sé stesso che finirono per uccidersi a vicenda, soffre di disturbo dissociativo dell'identità. Nonostante ciò, la sua personalità è molto più complessa di quanto sembri. È stato lui a "scoprire" Overhaul e gli Shie Hassaikai, organizzando l'incontro con Tomura nel quale Magne muore e Mr. Compress viene ferito gravemente, sentendosi profondamente in colpa per questo. Viene "assunto" dai Shie Hassaikai assieme ad Himiko, per poi tradirli e orchestrare un piano ai danni di Overhaul come vendetta nei confronti dei suoi compagni. Durante la lotta contro l'armata di liberazione, riesce a superare il suo trauma dopo aver realizzato di essere l'originale. Tuttavia, i suoi cloni mostrano ancora segni di instabilità, sebbene siano disposti a superarli per i loro obiettivi. In seguito è diventato uno dei vice di Tomura nel Fronte di liberazione del sovrannaturale e comandante del reggimento "Black", specializzato nella tattica. Viene ferito a morte da Hawks durante la guerra del fronte contro gli hero, morendo tra le braccia di Toga dopo averla salvata dalla cattura.
Atsuhiro Sako (迫 圧紘?, Sako Atsuhiro)
Doppiato da: Tsuguo Mogami (ed. giapponese), Matteo Zanotti, Marco Benedetti (My Hero Academia - Heroes Rising) (ed. italiana)
Un criminale che indossa una maschera sorridente, cappello, guanti, stivali e un cappotto chiamato Mr. Compress (Mr. コンプレス?, Misutā Konpuresu). È il pronipote di Oji Harima, un criminale del lontano passato che prese di mira i beni di falsi hero, restituendoli alla gente per le strade. Come membro di tale stirpe, Compress è stato instillato con i valori di combattere la corruzione e smascherare le ingiustizie. A sua detta, nella sua vita precedente ha lavorato come animatore e prestigiatore. Il suo Quirk Compress (コンプレス?, Konpuresu, lett. "comprimere"/"stringere") gli permette di "comprimere" e rimpicciolire in una specie di biglia tutto ciò che tocca senza danneggiarlo. Grazie al suo potere può anche fare apparire dal nulla oggetti come massi per spiazzare e mettere in difficoltà i suoi avversari. Si comporta come un vero showman, a causa forse della sua vecchia vita. Mr. Compress sembra sinceramente interessato ai suoi compagni di squadra e non li vede come semplici delinquenti che commettono atti solo per scopi malvagi; piuttosto, sembra capire le loro situazioni. Durante la battaglia tra All Might e All For One, si è fatto carico della situazione per il miglior interesse dei suoi compagni di squadra: istruire le azioni appropriate per Tomura e comprimere Dabi per portarlo in salvo. Dopo la battaglia, si assicurò che i membri si contattassero regolarmente per assicurarsi che nessuno di loro fosse preso e mettesse in pericolo gli altri. A causa di Overhaul ha perso il braccio sinistro, che in seguito rimpiazzerà con una protesi. Diventa uno dei vice di Tomura nel Fronte di liberazione del sovrannaturale e comandante insieme a Spinner del reggimento "Brown", specializzato nel supporto. Durante la guerra del fronte contro gli hero, subisce ferite gravi mentre salva i suoi compagni dall'essere catturati dagli eroi e viene lasciato sul campo di battaglia da All For One, e in seguito arrestato. Il suo aspetto ricorda vagamente, specie per la maschera, V da V per Vendetta di Alan Moore.
Goto Imasuji (今いま筋すじ強ごう斗と?, Imasuji Gōto)
Doppiato da: Kousuke Takaguchi (ed. giapponese), Claudio Moneta (ed. italiana)
Conosciuto come Muscular (マスキュラー?, Masukyurā), è un uomo alto e imponente con capelli spinosi, una cicatrice che scende dall'occhio sinistro alla parte sinistra della bocca e l'occhio sinistro artificiale. Sia la cicatrice che l'occhio sono dovute a uno scontro contro la squadra di Hero Water Hose, della quale ha ucciso i suoi due membri. Uomo estremamente crudele, mostra piacere nell'uccidere persone, eroi e civili, includendo perfino bambini. Il suo Quirk Muscle Augmentation (筋肉増強?, Kin'niku Zōkyō, lett. "incremento muscolare") gli permette di modificare e moltiplicare le sue fibre muscolari per aumentare la sua forza e la sua velocità o difendersi con esse. Nell'attacco dell'Unione durante il campo estivo, viene fronteggiato da Midoriya, da cui viene sconfitto dopo un duro scontro in cui il ragazzo usa per la prima volta il One For All oltre il 100%, e viene in seguito arrestato. Evade insieme ai suoi compagni in seguito all'attacco di Tomura e gli High End al Tartarus. Dopo la sua evasione si scontrerà prima con Yō Shindō e poi con Midoriya, che userà contro di lui anche i Quirk dei precedenti possessori del One For All.
Mustard (マスタード?, Masutādo)
Doppiato da: Kiyotaka Furushima (ed. giapponese), Graziano Galoforo (ed. italiana)
Un adolescente che indossa un uniforme scolastica e una maschera antigas. Il suo Quirk, definito solo "Gas" (ガス?, Gasu), gli permette di generare e controllare un gas soporifero, a cui lui stesso non è immune, tanto da essere costretto ad indosare una maschera anti-gas, e di percepire i movimenti all'interno del gas. Durante l'attacco al campo estivo, viene sconfitto da Tetsutetsu e in seguito arrestato. Combatte aiutandosi con una pistola.
Kenji Hikiishi (引石 健磁?, Hikīshi Kenji)
Doppiata da: Satoru Inoue (ed. giapponese), Valerio Amoruso (ed. italiana)
Conosciuta come Magne (マグネ?, Magune), era una donna transgender robusta con gli occhiali da sole, esperta nel combattimento corpo a corpo e nota per avere commesso nove furti armati, tre omicidi e ventisette tentati omicidi. Il suo Quirk Magnetismo (磁力?, Jiryoku) le permetteva di magnetizzare le persone attorno a lei entro un raggio di 4,5 metri ad eccezione di sé stessa; gli uomini con polo negativo, le donne con uno positivo. Durante il primo incontro tra l'Unione e gli Shie Hassaikai, Kenji viene uccisa da Overhaul; la sua morte viene presa con molto rammarico dagli altri, specie da Twice e Himiko.
Moonfish (ムーンフィッシュ?, Mūnfisshu)
Doppiato da: Shuei Matsuda (ed. giapponese), Graziano Galoforo (ed. italiana)
Un villain appartenente all'Unione vestito di una camicia di forza nera che gli copre tronco e testa lasciando scoperta solo la bocca, tenuta forzatamente aperta da cinque ganasce di metallo; di lui si sa solo che era un carcerato del braccio della morte, evaso. Il suo Quirk, Tooth Blade (歯刃?, Shijin, lett. "lama di denti"), gli consente di allungare e modificare a sua discrezione la forma dei propri denti rendendoli delle vere e proprie lame che Moonfish usa anche per spostarsi e schivare oltre che attaccare. Durante l'attacco al campo estivo viene sconfitto da Tokoyami e successivamente arrestato. Evade insieme ai suoi compagni in seguito all'attacco di Tomura e gli High End al Tartarus, e partecipa alla battaglia finale contro gli hero.
Gigantomachia (ギガントマキア?, Gigantomakia)
Doppiato da: Yasuhiro Mamiya (ed. giapponese), Marco Balzarotti (ed. italiana)
Villain legato all'Unione poiché un altro sottoposto di All For One; è il più grande fisicamente del gruppo, tanto da superare in altezza anche i Nomu. Si presenta come un gigante, alto all'incirca come un grosso albero, dai capelli appuntiti e dalla pelle che sembra fatta di roccia. All For One lo addestrò personalmente come guardia del corpo, in quanto è capace di possedere diversi Quirk senza effetti collaterali. Questi quirk includono: il suo quirk originale che gli consente di convertire il suo morale in energia fisica e resistenza, un quirk che lo rende incapace di rilevare alcun dolore, un quirk che consente alle ossa del suo corpo di crescere esponenzialmente quando è agitato per aumentare la sua difesa e il potere di attacco, un quirk che gli fornisce un acuto senso dell'olfatto e della vista, simile a quello di un cane, un quirk che consente al suo corpo di conservare i nutrienti e l'acqua, permettendogli di riposarsi senza dormire molto, un quirk che consente ai suoi muscoli di indurirsi a livelli eccezionali e un quirk che gli consente di far crescere artigli dalle sue dita per aiutarlo a scavare attraverso la terra, oltre a strappare ostacoli, come gli edifici. L'unica debolezza nota di Gigantomachia è che riesce a malapena a pensare da solo, pertanto ha bisogno di un ordine dal suo padrone per svolgere un compito. Inizialmente mette in dubbio il valore di Tomura come successore di All For One, ma alla fine accetta di sottomettersi a lui dopo il combattimento con Re-Destro. Durante la guerra del fronte contro gli hero, viene sedato da Kirishima, sconfitto da Endeavor e lasciato sul campo di battaglia da All For One. Durante la battaglia finale, viene risvegliato dalla sua prigionia, ma una volta raggiunto All For One, si scaglia contro di lui per il suo tradimento, spingendo All For One ad abbatterlo.
Kyudai Garaki (殻木球大?, Garaki Kyudai)
Doppiato da: Minoru Inaba (ed.giapponese), Matteo Brusamonti (st. 1-2), Mario Scarabelli (st. 5+), Sergio Romanò (My Hero Academia - Heroes Rising) (ed. italiana)
È un dottore e scienziato che agisce sotto lo pseudonimo di Daruma Ujiko (氏子 達磨?, Ujiko Daruma) e che All For One ha reclutato anni prima degli eventi della serie per via della sua ipotesi della "singolarità dei Quirk", servendo come suo braccio destro e medico personale dopo che questi è stato gravemente ferito. Nonostante sia ufficialmente senza Quirk, possiede il Quirk Life Force (摂せっ生せい?, Sessei) che gli consente di sopravvivere il doppio dei normali esseri umani a costo della sua forma fisica, dandogli un aspetto più giovane della sua vera età. Kyudai donò tale Quirk a All For One e, per poter continuare i propri studi e resistere alla vecchiaia, si impiantò un duplicato artificiale del Life Force stesso. È il creatore del progetto Uomini artificiali ed è molto orgoglioso delle sue creazioni. Mantiene un'immagine pubblica come presidente e filantropo del Jakū General Hospital, ma è in realtà uno scienziato squilibrato, che segue fedelmente la volontà di All For One. Similmente a Gigantomachia, inizialmente non credeva che Tomura fosse degno di succedere a All For One, ma a causa di un compromesso fatto con il suo ex padrone, è disposto a dare a Tomura la possibilità di dimostrare che si sbaglia. In seguito al risveglio di Tomura e alla distruzione del laboratorio, viene arrestato. Il vero nome del personaggio era in precedenza Maruta Shiga (志賀 丸太?, Shiga Maruta), ma è stato modificato in seguito alla controversia dovuta ai crimini di guerra commessi dall'Unità 731.

#### Armata di liberazione dei super-poteri
L'Armata di liberazione dei super-poteri (異能解放軍?, Inō Kaihō-gun) è una potente organizzazione di Villain che segue la filosofia secondo cui i Quirk debbano essere liberalizzati piuttosto che regolamentati, in modo che ognuno possa fare libero uso del proprio Quirk, anche attraverso attentati terroristici. Venne fondata da Destro che, prima della sua cattura, rese l'organizzazione abbastanza grande e abbastanza potente da opporsi ai governi di più paesi per diversi anni prima della sua definitiva sconfitta. Prima dello scontro con l'Unione dei Villain, contava più di centosedicimila membri, tutti capeggiati dal figlio di Destro, Rikiya Yotsubashi alias Ri-Destro. Sebbene in vantaggio numerico e con soldati dai Quirk molto potenti, vengono sconfitti dall'Unione, quando i membri rivelano il loro pieno potenziale, Gigantomachia giunge sul campo di battaglia, e soprattutto dopo che Rikiya vede in Tomura la vera incarnazione degli ideali di suo padre. Rikiya quindi ammette la sconfitta e cede il comando sull'Armata a Tomura, il quale poi deciderà di unirla all'Unione per formare il Fronte di liberazione del sovrannaturale.
Chikara Yotsubashi (四ツ橋主税?, Yotsubashi Chikara)
Meglio conosciuto come Destro (デストロ?, Desutoro), è il fondatore dell'Armata di liberazione dei super-poteri, considerato leggendario tra i Villain, al pari di figure come All For One. Dopo essersi opposto per diversi anni ai governi di tutto il mondo con i suoi attentati terroristici, venne infine sconfitto e la sua organizzazione distrutta. Durante la sua incarcerazione, Destro scrisse un'autobiografia che con cui descriveva i suoi ideali dopodiché si suicidò nella sua cella. Tuttavia, all'insaputa del mondo, Destro ebbe un figlio, da cui discende Rikiya, che avrebbe portato avanti la sua eredità. Secondo le parole di quest'ultimo, Destro nacque in un periodo in cui le persone con poteri erano relativamente poche e soggette a discriminazione, ma la madre cercò di proteggere il figlio, presentando all'opinione pubblica il suo potere come un dono, come qualcosa di unico. La madre finì poi per essere uccisa, mentre le sue parole furono poi riprese dall'opinione pubblica e dal governo, che coniarono il termine "Quirk" proprio dalle parole della donna, creando però leggi che limitavano e impedivano di usare liberamente i poteri, ed è per questo che Destro, rancoroso e pieno d'odio per la morte di sua madre e la sua strumentalizzazione, fondò l'Armata e il credo che Ri-Destro continua a comandare ed esercitare.
Rikiya Yotsubashi (四ツ橋力也?, Yotsubashi Rikiya)
Doppiato da: Hiroaki Hirata(ed. giapponese), Alessandro Maria D'Errico (ed. italiana)
L'attuale presidente della Detnerat (デトネラット?, Detoneratto), una società dedicata alla produzione di articoli di supporto personalizzati per le persone con esigenze speciali a causa dei loro Quirk, e discendente di Destro. Dopo la morte del suo antenato, gli successe come capo dell'Armata sotto il nome di Ri-Destro (リ・デストロ?, Ri-Desutoro). All'inizio sembra una persona completamente normale ed equilibrata, ma sotto questa maschera è un devoto seguace degli ideali del padre fondatore. Non esita nemmeno di torturare le persone per raggiungere i suoi obiettivi. Dopo essere stato sconfitto da Tomura, cederà a lui il controllo dell'armata, divenendo uno dei suoi vice nel Fronte di liberazione del sovrannaturale. In seguito a questo fatto, si farà costruire delle gambe artificiali per rimpiazzare quelle perse contro Tomura, e svilupperà un atteggiamento particolarmente servile nei suoi confronti. Durante la guerra fra il Fronte e gli Hero fronteggia Edgeshot, da cui viene sconfitto e arrestato. Il suo Quirk si chiama Stress (ストレス?, Sutoresu), e gli dà la capacità di convertire lo stress e la rabbia in energia per aumentare la sua forza e le sue dimensioni.
Chitose Kizuki (気月置歳?, Hizuki Chitose)
Doppiata da: Takako Honda(ed. giapponese), Jolanda Granato (ed. italiana)
Conosciuta dai suoi sottoposti come Curious (キュリオス?, Kyuriosu), era l'amministratrice della Shueisha Inc. nonché segretamente uno dei capi della moderna Armata di liberazione dei super-poteri. Il suo Quirk, Landmine (地雷?, Jirai, lett. "mina antiuomo"), le permetteva di trasformare tutto ciò che tocca in una bomba, che poteva fare esplodere quando voleva. Nonostante una singola esplosione non sia molto potente, Chitose compensava questa debolezza con il numero, innescando una serie di esplosioni in grado di sopraffare facilmente un avversario. Durante la battaglia contro l'Unione dei Villain, Chitose si scontra con Himiko, mostrando un interesse ossessivo per le circostanze della sua discesa nella follia e desiderando creare un articolo che porti alla luce il suo passato. Viene sconfitta quanto Himiko si trasforma in Ochaco e utilizza su di lei Zero Gravity, il Quirk della ragazza, con il quale la fa fluttuare per poi farla schiantare in caduta libera al suolo, uccidendola.
Tomoyasu Chikazoku (近属友保?, Chikazoku Tomoyasu)
Doppiato da: Tomokazu Sugita(ed. giapponese), Alessandro Rigotti (ed. italiana)
È il direttore della grande azienda informatica Feel Good Inc., nonché segretamente uno dei capi della moderna Armata di liberazione dei super-poteri. I suoi sottoposti lo conoscono anche come Skeptic (スケプティック?, Sukeputikku), il suo nome in codice. In quanto proprietario di una delle più grandi aziende informatiche del Giappone, dispone di ogni possibile mezzo tecnologico, tra cui un satellite con cui è stato in grado di rintracciare l'Unione dei Villain. Sia il suo design sia il nome dell'azienda informatica di cui è direttore sono ispirati alla band musicale britannica dei Gorillaz. Soffre di tripofobia. Il suo Quirk prende il nome di Forma umana (人形?, Hitogata), con cui può trasformare oggetti a grandezza d'uomo in persone reali prive di volontà, che seguiranno ogni suo ordine. Durante lo scontro tra l'Armata di liberazione e l'Unione utilizza il suo Quirk contro Twice, creando diversi suoi cloni e rievocandogli il trauma del suo passato, per provare a minare la sua mente e convincerlo a passare dalla parte di Destro, fallendo quando proprio grazie a Skeptic, Jin capisce di essere l'originale e guarisce dal suo trauma. Viene travolto dalla furia distruttiva di Gigantomachia cercando di raggiungere Twice per poterlo eliminare. Tomoyasu tuttavia riesce a sopravvivere, diventando uno dei vice di Tomura nel Fronte di liberazione del sovrannaturale e comandante insieme a Toga, del reggimento "Carmine", specializzato nel supporto. Durante la guerra fra il Fronte e gli hero è l'unico degli ex capi dell'armata ad evitare l'arresto, e aiuta Dabi a trasmettere il messaggio in cui rivela la sua identità a tutto il paese. Quando il suo nascondiglio viene trovato durante la guerra finale grazie agli sforzi di La Brava, Skeptic viene arrestato dagli hero guidati da Hound Dog.
Koku Hanabata (花畑孔腔?, Hanabata Kōkū)
Doppiato da: Junji Majima(ed. giapponese), Paolo De Santis (ed. italiana)
Capo del "partito dei cerca cuori", e segretamente uno dei capi della moderna Armata di liberazione. Il suo nome in codice all'interno di quest'ultimo è Trumpet (トランペット?, Toranpetto). Durante la battaglia contro l'Unione dei Villain, interviene informando i membri dell'Armata della morte di Curious, potenziandoli poi con il suo Quirk, Incitamento (扇動する?, Sendō suru): questo potere dona alla voce di Hanabata un particolare impulso elettromagnetico che potenzia psicofisicamente chiunque lo consideri il proprio leader solo ascoltandola. Successivamente, inizia un combattimento contro Spinner, interrotto dall'arrivo di Gigantomachia, dopodiché, prova ad aizzare i suoi contro Tomura, ma il ragazzo è abbastanza forte e temuto da bloccare il suo potere. È costretto ad arrendersi assieme agli altri membri dell'Armata davanti a Tomura e alla sua Unione, seguendo Rikiya quando viene fondato il Fronte di liberazione del sovrannaturale e diventando uno dei vice di Tomura. Viene arrestato in seguito alla guerra tra il Fronte e gli Hero.
Geten (外典?, Geten)
Doppiato da: Seiichirō Yamashita(ed. giapponese), Patrizio Prata (ed. italiana)
Misterioso individuo facente parte dell'Armata di liberazione; nonostante non sia uno dei suoi leader, è uno dei suoi membri più potenti. Possiede lunghi capelli chiari e il suo volto ha lineamenti gentili, ma solitamente cela il suo volto col cappuccio del suo parka, lasciando intravedere solo un paio di occhi luminosi. Il suo Quirk è una sorta di criocinesi, che gli permette di controllare il ghiaccio e la sua temperatura, facendolo levitare e usandolo per attaccare, o ghiacciando con esso l'acqua attorno a lui, in modo da generarne altro da poter controllare. Per via del suo potere, viene inizialmente soprannominato "Uomo di ghiaccio" (氷男?, Kо̄riotoko) da Mr. Compress. È un membro della famiglia Himura, e quindi, imparentato da parte di madre con Shoto e i suoi fratelli. Gli Himura erano una famiglia prestigiosa che ha mantenuto la propria ricchezza creando numerosi rami, ma che cadde in disgrazia in seguito all'ascesa dei superpoteri, poiché non volevano diluire la loro linea di sangue, e questo portò il capofamiglia a vendere i propri figli in matrimoni. Di conseguenza, i restanti rami, tra cui quello di Geten, finirono per disperdersi. Durante la battaglia contro l'Unione dei Villain ingaggia un violento scontro con Dabi, interrotto dall'arrivo di Gigantomachia. È costretto ad arrendersi assieme agli altri membri dell'Armata davanti a Tomura e alla sua Unione, diventando poi uno dei vice di Tomura nel Fronte di liberazione del sovrannaturale e comandante insieme a Dabi del reggimento "Violet", specializzato nella guerriglia. Durante la guerra fra il Fronte e gli Hero fronteggia Cementoss, da cui viene sconfitto e arrestato.

### Shie Hassaikai
Gli Shie Hassaikai (死穢八斎會? lett. "Otto Precetti della Morte") sono un gruppo di Villain che opera indipendentemente dall'Unione nonché ultimi membri della yakuza, la mafia giapponese caduta in disgrazia con la comparsa dei Quirk e degli eroi, in particolare di All Might. Sono coinvolti in varie attività illegali, soprattutto lo spaccio di droghe che aumentano la potenza dei Quirk o li distruggono. Molti dei membri dell'organizzazione indossano della maschere simili a quelle dei medici della peste. Dell'organizzazione fa parte inoltre un gruppo di Villain chiamato gli Otto Sacrificabili (鉄砲玉 八斎衆?, Teppōdama Hassaishū), i cui membri sono costituiti da uomini che hanno perso la loro dignità e la ragione per vivere, quindi, si sono uniti a Overhaul per trovare uno scopo nella vita.
Kai Chisaki (治崎 廻?, Chisaki Kai)
Doppiato da: Kenjirō Tsuda (ed. giapponese) e Massimo Triggiani (ed. italiana)
Leader del gruppo e uno degli Yakuza originali, definito come una "specie morente". Come Villain, viene chiamato con il nome del suo Quirk Overhaul (オーバーホール?, Ōbāhōru, lett. "ristrutturazione"), che gli permette di assemblare e disassemblare qualunque cosa a suo piacimento tramite il semplice contatto con le mani. Con esso può anche curare ferite, "riportare in vita" persone che lui stesso ha ucciso con il suo potere e distruggere sé stesso e altre persone per assemblarsi con loro e diventare più forte. È misofobico, il che si nota qualora ci sia un eccessivo spargimento di sangue a causa dell'uso del Quirk ed è per questo che, quando non deve usare il suo Quirk, indossa guanti in lattice. Chisaki è un sociopatico misterioso e antisociale, ossessionato dal ritorno al mondo per come era prima del fenomeno dei Quirk, a causa di una vecchia teoria che sostiene che i Quirk derivino da ratti, combinata con il suo disturbo. Egli perciò crede che i Quirk siano in realtà una piaga per l'umanità e che abbiano infettato la società, ed è determinato a sradicarli dal mondo per riportarlo nel suo stato precedente, con la yakuza al potere. Questa sua devozione all'organizzazione è dovuta al suo debito nei confronti del precedente capo dello Shie Hassaikai, che lo accolse da giovane, senza però percorrere un percorso onorevole. Tenta di realizzare i suoi obiettivi creando un farmaco che distrugge i Quirk dal sangue di Eri e poi monopolizzandolo sul mercato nero. Nonostante la sua lealtà e il suo debito verso il suo superiore, Kai non poteva accettare il rifiuto del suo capo sul suo piano, attaccandolo e lasciandolo in coma per lavorare al suo piano senza impedimenti. Kai prese il controllo dello Shie Hassaikai con la distorta convinzione che tutto ciò che stava facendo fosse per il bene del suo capo e dell'organizzazione, con l'intenzione di far uscire il suo capo dal coma dopo aver completato il suo piano. Tuttavia, prima che sia in grado di commercializzare la droga, viene sconfitto da Izuku, e imprigionato nel Tartarus per i suoi crimini. Mentre è in viaggio verso la prigione, l'Unione dei Villain intercetta il trasporto carcerario in cui si trovava e Tomura e Compress gli amputano entrambe le mani in modo che non possa più usare il suo Quirk. Dopo essere fuggito durante l'evasione del Tartarus, Overhaul diventa il partner di Lady Nagant e la conduce da Izuku a patto che lo conduca dal suo ex capo in modo che possa implorare il suo perdono. Sebbene odi ancora Izuku (nonostante quest'ultimo gli abbia salvato la vita) e non provi alcun rimorso per il modo in cui ha trattato Eri, accetta di fare ammenda con la bambina, ma solo per salvare il suo capo, sebbene alla fine questo non accada, per risparmiare a Eri di rivivere il suo trauma passato. Dopo la guerra, Kai si riunisce finalmente al suo capo, che era stato risvegliato tramite oggetti di supporto avanzati. Di fronte al suo ex capo, che lo ammonisce per i suoi crimini e per aver causato così tanto dolore a Eri, Kai scoppia a piangere, rendendosi conto che le sue azioni disumane che hanno condannato sia se stesso che l'organizzazione che aveva giurato di far rivivere.
Hari Kurono (玄野 針?, Kurono Hari)
Doppiato da: Takumi Asahina (ed. giapponese), ? (ed. italiana)
Il braccio destro di Overhaul (nonché suo amico d'infanzia) e membro degli Shie Hassaikai. Come Chisaki, anche lui è noto con il nome del suo Quirk, Chronostasis (クロノスタシス?, Kuronosutashisu), che gli dona capelli a forma di lancette di orologio, affilate e che può allungare in linea retta, ma solo quando è fermo; chiunque venga tagliato o solo ferito dalle sue lancette avrà i suoi movimenti rallentati per un certo periodo di tempo, periodo legato alla lancetta (delle ore o dei minuti) usata da Hari: la lancetta dei minuti è composta dei capelli che ha sopra la fronte, quella delle ore di quelli della nuca. Durante l'incursione degli Hero riesce a catturare Aizawa, ma prima che possa ucciderlo viene fermato da Suneater e in seguito arrestato.
Joi Irinaka (入中 常衣?, Irinaka Jōi)
Doppiato da: Yasuhiro Mamiya (ed. giapponese), Matteo Brusamonti (ed. italiana)
Conosciuto come Mimic (ミミック?, Mimikku), è il direttore generale degli Shie Hassaikai. Si tratta di un uomo alto e muscoloso, che però preferisce camuffarsi in un piccolo fantoccio simile a un medico della peste usando il suo Quirk, Mimicry (擬態?, Gitai, lett. "mimica"/"imitazione"), che gli consente di trasferire la propria mente e il proprio corpo in un oggetto solido e manipolarlo come se fosse parte di lui; normalmente può controllare però oggetti grandi al massimo quanto un frigorifero. Dopo avere amplificato il suo Quirk con una droga usa i suoi poteri per manipolare la struttura sotterranea del covo degli Shie Hassaikai e disperdere gli Hero. Viene tuttavia sconfitto da Midoriya, Aizawa e Nighteye dopo avere abbassato la guardia a causa di Toga e Twice.
Toya Setsuno (窃野 トウヤ?, Setsuno Tōya)
Doppiato da: Kenn (ed. giapponese), Luca Sandri (ed. italiana)
Uno degli Otto Sacrificabili. Il suo Quirk si chiama Furto (窃盗?, Settō) e gli permette di spostare nelle sue mani qualunque oggetto presente sul corpo avversario, comprese le manifestazioni di altri Quirk. In passato, a seguito del tradimento da parte di un'amante, fini sul lastrico per via di un debito e tentò anche il suicidio, ma venne salvato da un hero. Trovato da Chisaki in mezzo a una strada, accettò di unirsi a lui. Combatte insieme a Yu e Soramitsu contro Suneater, da cui viene sconfitto dopo un duro scontro.
Yu Hojo (宝生 結?, Hōjō Yu)
Doppiato da: Kenichiro Matsuda (ed. giapponese), Matteo De Mojana (ed. italiana)
Uno degli Otto Sacrificabili. Il suo Quirk si chiama Cristallo (結晶?, Kesshō), che gli permette di fare crescere sul suo corpo dei cristalli che possono essere usati sia per difendersi che per attaccare. A un certo punto della sua vita, Yu aveva il compito di produrre gemme per un individuo non specificato, che progettava di vendere i minerali per ottenere grandi profitti. Tuttavia, le gemme si rivelarono prive di valore, causando l'abbandono di Yu. Combatte insieme a Toya e Soramitsu contro Suneater, da cui viene sconfitto dopo un duro scontro.
Soramitsu Tabe (多部 空満?, Tabe Soramitsu)
Doppiato da: Kengo Tsuji (ed. giapponese)
Uno degli Otto Sacrificabili. Il suo Quirk è noto come Cibo (食?, Shoku) e gli permette di mordere, masticare e digerire all'istante ogni tipo di materiale. A causa di questo Quirk, è sempre affamato e quindi ossessionato dal mangiare. Il suo Quirk e la sua personalità hanno reso difficile per lui conformarsi alla società. Combatte insieme a Toya e Yu contro Suneater, da cui viene sconfitto dopo un duro scontro.
Kendo Rappa (乱波 肩動?, Rappa Kendo)
Doppiato da: Shōhei Kajikawa (ed. giapponese), Diego Baldoin (ed. italiana)
Uno degli Otto Sacrificabili, nonché uno dei più sanguinari. In passato, come mostrato anche in Vigilante: My Hero Academia Illegals, faceva parte di un giro di combattimenti clandestini sotto il nome di Rapper (ザ ラッパー?, Za Rappā), in cui nessuno riusciva a resistere alla potenza del suo Quirk, Spalle forti (強肩?, Kyōken, "Spalla possente"), che gli permette di ruotare e muovere le spalle in modo da aumentare la velocità e la forza dei suoi pugni. È diventato uno dei sottoposti di Chisaki poiché è stato l'unico che sia riuscito a batterlo: infatti è stato ucciso da Chisaki con il suo Overhaul e in seguito ricomposto e riportato in vita. Combatte insieme a Tengai contro Fat Gum e Kirishima, da cui viene sconfitto; alla fine dello scontro però svilupperà un senso di ammirazione per il giovane eroe, riproponendosi di affrontarlo in futuro.
Hekiji Tengai (天蓋 壁慈?, Tengai Hekiji)
Doppiato da: Jun Miyamoto (ed. giapponese), Patrizio Prata (ed. italiana)
Uno degli Otto Sacrificabili. Il suo Quirk, definito "Barriera" (バリア?, Baria), gli permette di creare una barriera quasi indistruttibile in qualsiasi punto desideri. È uno dei membri di più recente acquisizione dello Hassaikai, essendo stato scelto unicamente per frenare gli impulsi omicidi di Rappa. Combatte insieme a Rappa contro Fat Gum e Kirishima, da cui viene sconfitto.
Shin Nemoto (音本 真?, Nemoto Shin)
Doppiato da: Takayuki Masuda (ed. giapponese), Luca Ghignone (ed. italiana)
Uno degli Otto Sacrificabili e l'unico il cui aspetto si avvicina a quello di un vero medico della peste. Il suo Quirk, Confessione (真実吐き?, Makoto Tsuki, lett. "soffio di verità"), costringe alleati e nemici a rispondere alle sue domande con totale sincerità. Prima di unirsi allo Shie Hassaikai, era un truffatore recidivo. Combatte contro Mirio insieme a Deidoro, venendo sconfitto. In seguito, riesce a recarsi sul lugo della battaglia tra Chisaki e Mirio, riuscendo a colpire il giovane hero con un proiettile-distruggi Quirk, per poi venire ucciso da Chisaki quando utilizza il suo Overhaul per distruggerlo e fondersi con lui, ma i due vengono poi separati da Eri, che usa inavvertitamente il suo Quirk.
Deidoro Sakaki (酒木 泥泥?, Sakaki Deidoro)
Doppiato da: Kouji Takahashi (ed. giapponese) Francesco Mei (ed. italiana)
Uno degli Otto Sacrificabili. Il suo Quirk si chiama Ubriachezza molesta (泥酔?, Deisui, lett. "ubriachezza") ed è capace di alterare il senso dell'equilibrio di chi gli sta intorno, compreso sé stesso. Combatte contro Mirio insieme a Shin, venendo sconfitto.
Rikiya Katsukame (活瓶 力也?, Katsukame Rikiya)
Doppiato da: Hiroaki Okuda (ed. giapponese)
Uno degli Otto Sacrificabili, il più grande fisicamente del gruppo. Il suo Quirk viene definito Assorbimento della resistenza (活力を奪う?, Katsuryoku wo ubau), e gli consente di assorbire l'energia vitale delle persone inalandola mentre le tocca, aumentando così la sua forza e le sue dimensioni. Combatte contro il gruppo di Uraraka e Asui, venendo sconfitto, anche se poi riesce a riprendersi, cominciando un secondo scontro. Dopo essere stato sconfitto una seconda volta, viene usato da Chisaki che, con il suo Overhaul, lo uccide per fondersi a lui trasformandosi in un imponente essere, sia organico sia composto di detriti e cemento, simile a una viverna. I due vengono poi separati da una Eri senza alcun controllo sul suo Quirk.

### Altri Villain
Chizome Akaguro (赤黒 血染?, Akaguro Chizome)
Doppiato da: Go Inoue (ed. giapponese), Francesco Rizzi (ed. italiana)
Originariamente un aspirante eroe, Chizome cadde nella disperazione dopo avere realizzato che un gran numero di studenti suoi compagni volevano diventare Hero per soldi e fama piuttosto che per fare del bene, cose che lo spinse a rinunciare al suo sogno diventando inizialmente un Vigilante, iniziando a farsi chiamare Stendhal (スタンダール?, Sutandāru) e dando la caccia ai criminali per "espiare le colpe degli eroi"; la storia viene raccontata nello spin-off Vigilante: My Hero Academia Illegals. Durante questo periodo divenne totalmente disilluso dalla società e arrivò a identificare chiunque non fosse un "vero eroe" come un problema della società, trasformandosi infine nel famigerato Stain, lo Stermina eroi (ヒーロー殺し ステイン?, Hīrō Goroshi Sutein, lett. "Stain l'assassino di eroi"), iniziando a eliminare gli Hero risparmiando solo quelli che considera "veri eroi" (elenco che conta esclusivamente All Might e Izuku). Chizome è pienamente cosciente che le sue azioni sono errate e aborrisce i Villain, ma ritiene che sia necessario agire in questa maniera affinché il cambiamento nella società che lui agogna possa verificarsi. Dopo il suo arresto, Izuku ammette che a un certo livello ammira e capisce la passione e l'idealismo di Stain, ma disapprova i suoi metodi. Dopo essere stato sconfitto e imprigionato, i suoi ideali si sono trasmessi in maniera corrotta facendo nascere nuovi giovani Villain ispirati a lui. Evade insieme agli altri villain in seguito all'attacco di Tomura e gli High End al Tartarus, riuscendo ad entrare in possesso di un disco di dati riguardanti i registri di sicurezza del carcere. Stain consegna il disco ad All Might un mese dopo, aiutando l'ex hero a realizzare l'eredità che ha trasmesso alle altre persone. Successivamente assiste All Might nella sua battaglia contro All For One, con il risultato che All For One lo uccide e gli ruba il Quirk. Il suo Quirk si chiama Coagulazione (凝血?, Gyōketsu, lett. "coagulo"), tramite il quale può paralizzare una persona leccandone il sangue, paralisi che permane a seconda del gruppo sanguigno. Possiede inoltre una grande forza, velocità e resistenza. In battaglia usa molte armi da taglio per ferire l'avversario e usare il suo Quirk, prediligendo due spade piuttosto rovinate. Il suo alias in giapponese è un gioco di parole con le parole "assassino" (人殺し?, hitogoroshi) e "eroe" (ヒーロー?, hīrō).
Kagerō Okuta (憶田 影朧?, Okuta Kagerō)
Doppiato da: Seirou Ogino (ed. giapponese), Matteo De Mojana (stagione 3), Valerio Amoruso (stagione 5), Andrea Moretti (stagione 6) (ed. italiana)
Un broker e malvivente, molto noto nel mondo criminale con il nome di Giran (義爛?). Non fa parte dell'Unione dei Villain ma vi è legato, dando loro una mano a cercare nuove forze con cui ampliare i loro ranghi. Giran è un uomo di mezz'età molto sicuro di sé, tanto che va in giro con un sogghigno stampato in volto, ma che al contempo è indifferente ed estremamente freddo verso i suoi "clienti". In seguito viene catturato dall'armata di liberazione dei super-poteri e usato come ostaggio per attirare l'Unione dei Villain. Compare anche in Vigilante: My Hero Academia Illegals come colui che fornisce a Knuckleduster i suoi gadget per la lotta al crimine. Il suo Quirk si chiama Torbidezza (混濁?, Kondaku) e gli consente, toccando la testa di qualcuno, di rendere vaghi i suoi ricordi dei cinque minuti antecedenti e dei cinque minuti successivi al tocco.
Danjuro Tobita (飛田 弾柔郎?, Tobita Danjūrō)
Doppiato da: Kōichi Yamadera (ed. giapponese), Marco Balzarotti (ed. italiana)
Un uomo conosciuto in rete come Gentle Criminal (ジェントル・クリミナル?, Jentoru Kuriminaru), o più semplicemente Gentle. È un villain poco interessato al denaro e agli oggetti di valore, preferendo a loro la fama e la notorietà, che mira a ottenere filmando le sue imprese criminali e diffondendole in rete; mira a scrivere il suo nome nella storia. È molto legato a La Brava, sua aiutante, che cerca di proteggere e sollevare in ogni modo dalla responsabilità dei suoi atti criminosi. Da giovane, Tobita provò a diventare Hero nonostante i suoi continui fallimenti scolastici. Anni dopo, quando un suo vecchio compagno di classe non lo riconobbe, decise di diventare un criminale. Per aumentare la sua popolarità, decide di infiltrarsi durante il Festival culturale dello Yuei, ma nel tentativo finisce per lottare con Midoriya in uno scontro sia fisico che di ideali. Sconfitto dal ragazzo, Gentle viene preso in custodia da Hound Dog ed Ectoplasm, e in seguito arrestato. In seguito agli eventi della guerra contro il fronte, durante le evasioni scatenate da All For One, Danjuro aiuta a impedire a molti prigionieri della sua prigione di fuggire e si unisce alla parte degli hero durante la guerra finale. Il suo Quirk, Elasticity (弾性?, Erasutishiti), rende automaticamente elastica qualsiasi cosa tocchi per un breve tempo, anche l'aria; usa questo potere principalmente in maniera difensiva, adoperandolo per spostarsi più velocemente e fuggire, intralciare i movimenti degli avversari o riflettere i loro attacchi.
Manami Aiba (相場愛美?, Aiba Manami)
Doppiata da: Yui Horie (ed. giapponese), Katia Sorrentino (ed. italiana):
L'aiutante e fan numero uno di Gentle, conosciuta come La Brava (ラブラバ?, Raburaba). Abile hacker, si occupa di riprendere e pubblicare i video delle sue imprese criminali in modo da accrescere la sua fama. Era una ragazza che si era chiusa in sé stessa e isolata dopo essere stata respinta e umiliata da un ragazzo che le piaceva. Navigando in internet, è incappata in un video di Gentle, trovando il coraggio di lasciare la sua stanza attraverso di lui. Lei e Gentle vengono sconfitti da Izuku e consegnati alla polizia, dove La Brava viene interrogata da due detective. Successivamente si unisce alla parte degli eroi durante la guerra finale. Il suo Quirk, Love (愛?, Ai, lett. "amore"), le consente di potenziare fisicamente la persona che ama dicendole parole d'amore: più forte sarà l'amore provato, maggiore sarà il potenziamento, ma può darlo solo una volta al giorno.
Ending (エンディング?, Endingu)
Doppiato da: Kishō Taniyama(ed. giapponese), Matteo De Mojana (ed. italiana)
Un detenuto recentemente rilasciato con una profonda ammirazione per Endeavor. Attacca questi durante il tirocinio di Midoriya, Bakugo e Todoroki. Il suo Quirk, "Linea bianca", gli permette di manipolare le linee di corsia dipinte sulla strada.
Kaina Tsutsumi (筒つつ美み火か伊い那な?, Tsutsumi Kaina)
Doppiata da: Atsumi Tanezaki (ed. giapponese), Giuliana Atepi (ed. italiana)
Nota come Lady Nagant (レディ・ナガン?, Redi Nagan), è una ex Pro Hero che ha lavorato come assassina per la Commissione per la sicurezza pubblica, uccidendo sia i villain che gli eroi corrotti. Disillusa dalla società degli hero, uccise il presidente della commissione, e venne imprigionata nel Tartarus, da cui fugge durante l'attacco di Tomura e gli High End alla prigione, aiutando Chisaki nel processo. È stata poi inviata da All For One per catturare Izuku. Dopo che Kaina è stata sconfitta da Izuku, All For One attiva una bomba infusa nel suo corpo per punire il suo fallimento, ma riesce a sopravvivere. Anche se si sta ancora riprendendo dalle ferite, si unisce alla parte degli eroi durante la guerra finale. Nell'epilogo, Kaina decide di rimanere in prigione nonostante Hawks le abbia offerto la grazia, poiché non ha ancora riacquistato la fiducia nella società degli eroi, ma continua a riporre la sua fiducia in Izuku perché crede che mostrerà il meglio nella società attuale. Il suo Quirk Rifle ( ラ イ フ ル?, Raifuru) le concede la capacità di trasformare a piacimento il suo avambraccio destro in un fucile e di trasformare i suoi capelli bicolori in una sostanza malleabile, che usa per creare i suoi proiettili. Grazie alla sua abilità e al suo Quirk può colpire con precisione qualsiasi bersaglio in un raggio di 3 km. Da All For One inoltre, ha ricevuto come pagamento il Quirk Air Walk (エアウォーク?, Ea Wōku), che le permette di levitare a mezz'aria.

## Altre scuole

### Liceo Shiketsu
Il Liceo Shiketsu (士し傑けつ高こう校こう?, Shiketsu Kōkō) è la migliore scuola di hero del Giappone occidentale, rivaleggiando in prestigio con lo Yuei, che si trova nel Giappone orientale. La scuola ha regole molto più severe rispetto a quelle della Yuei e ha un ambiente più militaristico.
Inasa Yoarashi (夜嵐 イナサ?, Yoarashi Inasa)
Doppiato da: Ryōta Iwasaki (ed. giapponese), Patrizio Prata (ed. italiana)
Uno studente del primo anno con un atteggiamento energico ed entusiasta. Era uno degli studenti raccomandati della Yuei, ma ha ritirato la domanda. Durante l'esame per la licenza provvisoria, entra in una disputa con Todoroki, causata da un episodio della sua infanzia in cui Endeavor gli negò un autografo, cosa che porta i due a fallire la seconda prova dell'esame. Tuttavia, si scusa con Shoto dopo l'esame, dimostrando che il suo odio si è attenuato un po'. Durante l'esame di riparazione, il rapporto tra i due sembra essere migliorato parecchio, anche se le loro diverse personalità e gusti si scontrano ancora di tanto in tanto. Il suo Quirk, Turbine (旋風?, Senpū), gli consente generare e manipolare il vento, generando cosi correnti e trombe d'aria di intensità variabile, permettendogli così di fare levitare persone e oggetti o colpire i nemici con raffiche affilate come rasoi; grazie al suo costume da eroe, può anche volare sfruttando le correnti che genera. Il suo nome da Hero è Gale Force (レップウ?, Reppū).
Camie Utsushimi (現見 ケミィ?, Utsushimi Kemii)
Doppiata da: Minori Chihara (ed. giapponese), Laura Cherubelli ( st. 3), Gea Riva (st. 4) (ed. italiana)
Una studentessa curiosa e loquace del secondo anno il cui Quirk Glamour (幻惑?, Genwaku, lett. incanto) le permette, soffiando una specie di nebbia dalla bocca, di creare illusioni visivo-uditive per un breve tempo. Prima dell'esame per la licenza provvisoria viene presa di mira da Toga, che la neutralizza e ne assume le sembianze per infiltrarsi all'esame, avvicinarsi a Midoriya e prelevargli un campione di sangue. Riappare durante l'esame di riparazione insieme a Todoroki, Bakugo e Inasa. Camie sembra meno seria della maggior parte dei suoi compagni di classe, ma a dispetto del suo aspetto ingenuo, dimostra di essere piuttosto intelligente. Durante il corso di recupero, ha suggerito l'idea che gli studenti usino i loro Quirk per impressionare i bambini piuttosto che combattere la violenza con la violenza. È anche sincera e, fino a un certo punto, perspicace, dicendo a Bakugo che se la cava bene quando mette da parte il suo atteggiamento rumoroso e aggressivo. Il suo nome da Hero è Maboromicamie (マボロミカミィ?, Maboromikemyi).
Seiji Shishikura (肉倉 精児?, Shishikura Seiji)
Doppiato da: Makoto Furukawa (ed. giapponese), Matteo De Mojana (ed. italiana)
Studente del secondo anno dal carattere fiero e orgoglioso, che guarda dall'alto quelli che considera indegni e inferiori. Il suo Quirk Meatball (精肉?, Seiniku, lett. carne) gli permette di manipolare la carne umana a suo piacimento, compresa la sua, per attaccare o bloccare e rendere inoffensivi i nemici. Prende di mira il gruppo di Bakugo, Kirishima e Denki durante l'esame provvisorio per la licenza da Hero, per poi essere sconfitto da loro mentre eliminano gli altri esaminandi che ha immobilizzato in precedenza. Suo padre era una guardia del Tartarus ed ha perso la vita durante la fuga di All For One dalla prigione, per questo Seiji nutriva il desiderio di ucciderlo e vendicare suo padre. Il suo nome da Hero è Sisicross (シシクロス?, Shishikurosu).
Nagamasa Mora (毛原 長昌?, Mōra Nagamasa)
Doppiato da: Volcano Ōta (ed. giapponese)
Uno studente del secondo anno il cui corpo è interamente ricoperto di peli. Ha una personalità educata e ragionevole, apprezza molto la reputazione della Shiketsu e non tollera che venga infangata; si dimostra uno dei pochissimi cordiali e aperti al dialogo con gli studenti della Yuei. Il suo Quirk Hair Extension (伸毛?, Shinmō) gli consente di manipolare i suoi peli, allungandoli e muovendoli a piacimento per attaccare e trattenere i nemici. Il suo nome da Hero è Chewyee (チューイー?, Chūī).

### Liceo Ketsubutsu
Il Liceo Ketsubutsu (傑物 学園高校?, Ketsubutsu Gakuen Kōkō) è un'accademia di hero di alto rango che rivendica una rivalità con la Yuei, sebbene sia molto più unilaterale della rivalità con la Shiketsu.
Yō Shindō (真堂 揺?, Shindō Yō)
Doppiato da: Yūta Kasuya (ed. giapponese), Renato Novara (ed. italiana)
Uno studente del secondo anno che nasconde la sua vera personalità dietro un atteggiamento allegro ed entusiasta. Tuttavia, questa è una facciata che fa in modo che gli altri abbassino la guardia. Yo è in realtà una persona molto subdola e calcolatrice la cui personalità può cambiare in un istante, cosa che accade quando è arrabbiato. Ha una relazione sentimentale con la sua compagna di classe Tatami Nakagame. Il suo Quirk Vibrate (揺ちす?, Yuchisu) gli permette di provocare vibrazioni in qualsiasi cosa tocchi decidendo l'intensità delle stesse e l'intervallo tra una e l'altra; tuttavia può provocarle solo fintanto tocca l'oggetto o la superficie rimanendo così suscettibile alle sue stesse scosse, anche se vi è oramai abituato. Riappare poco dopo l'arco della guerra, quando, insieme a Tatami, cerca inutilmente di far evacuare alcuni abitanti della zona in cui era stato avvistato Muscular, finendo poi per scontrarsi con quest'ultimo. Il suo nome da Hero è Grand (グランド?, Gurando).
Tatami Nakagame (中瓶 畳?, Nakagame Tatami)
Doppiata da: Megumi Han (ed. giapponese), Francesca Bielli (ed. italiana)
Una studentessa del secondo anno, fanatica delle imprese della 1-A dello Yuei (in particolare di Shoto), il cui Quirk Telescopic (折りたたみ?, Oritatami) le permette di ritrarre le proprie parti del corpo in modo simile a come una tartaruga si ritira nel proprio guscio. Ha una relazione sentimentale con il suo compagno di classe Yo Shindo. Riappare poco dopo l'arco della guerra, quando, insieme a Shindō, cerca inutilmente di far evacuare alcuni abitanti della zona in cui era stato avvistato Muscular. Il suo nome da Hero è Turtle Neck (タートルネック?, Tātorunekku).
Shikkui Makabe (真壁 漆喰?, Makabe Shikkui)
Doppiato da: Hiromichi Kogami (ed. giapponese)
Uno studente del secondo anno dotato di bocca zannuta e di pelle blu che sembra fatta di roccia. Il suo Quirk Irrigidimento (硬質化?,  Kōshitsu-ka) gli permette di indurire qualunque oggetto inanimato strofinandolo con entrambe le mani. Il suo nome da Hero è Mr. Smith (Mr. スミス?, Misutā Sumisu).
Itejiro Toteki (投擲 射手次郎?, Tōteki Itejirō)
Doppiato da: Kenta Ōkuma (ed. giapponese), Marcello Moronesi (ed. italiana)
Uno studente del secondo anno il cui Quirk Boomerang (ブーメラン?, Būmeran) gli permette di controllare la traiettoria degli oggetti che lancia attraverso qualsiasi mezzo, anche solido. Il suo nome da Hero è Boomerang Man (ブーメランマン?, Būmeranman).
Emi Fukukado (福門 笑?, Fukukado Emi)
Doppiata da: Mariko Nagai (ed. giapponese), Beatrice Caggiula (ed. italiana)
Una giovane donna allegra e estroversa che insegna alla Ketsubutsu, conosciuta anche con il suo nome da Hero Ms. Joke (Ms.ジョーク?, Misu Jōku). Spesso racconta barzellette e prende in giro Aizawa, che conosce da molto tempo, talvolta quasi flirtando con lui. Nonostante questo, ha dimostrato di avere un lato più maturo, dimostrandosi molto critica nei confronti dell'elitarismo creato dal prestigio dello Yuei, dai metodi di insegnamento ivi applicati e dal metodo di selezione degli studenti. Il suo Quirk, Outburst (爆笑?, Bakushō), le permette di costringere gli altri intorno a lei a scoppiare in intense risate, rendendo difficile muoversi e pensare chiaramente.

## Altri personaggi

### Civili
Inko Midoriya (緑谷 インコ?, Midoriya Inko)
Doppiata da: Aya Kawakami (ed. giapponese), Debora Magnaghi, Tania De Domenico (My Hero Academia: Two Heroes e My Hero Academia: Heroes Rising) (ed. italiana)
La madre di Izuku Midoriya, molto orgogliosa e protettiva nei confronti del figlio. Sostiene i sogni di Izuku, ma la preoccupazione per i suoi continui traumi fisici nonché l'ansia per i pericolosi scontri che gli Hero hanno con i Villain la portano, dopo gli eventi di Kamino, a prendere la decisione di non fare tornare il figlio allo Yuei; tuttavia, dopo che All Might si è scusato personalmente con lei, ha deciso di continuare a sostenere Izuku nonostante non sia ancora del tutto serena. Quando era più giovane era una donna piuttosto slanciata ma, sentendosi in colpa per il fatto che Izuku fosse senza Quirk, con gli anni si è lasciata andare trascurando la sua figura, accusando l'avanzare dell'età e ingrassando un po'. Il suo Quirk le consente di attirare piccoli oggetti grazie a brevi movimenti delle mani. All Might dice che nell'aspetto le ricorda Nana Shimura, la sua maestra.
Naomasa Tsukauchi (塚内 直正?, Tsukauchi Naomasa)
Doppiato da: Tokuyoshi Kawashima (ed. giapponese), Alessandro Zurla (ed. italiana)
È il contatto di All Might presso la polizia ed è uno dei pochi a essere a conoscenza del segreto del suo Quirk e del suo legame con Midoriya. Aiuta spesso gli hero a indagare sulle origini e la natura dell'Unione dei Villain. È anche un personaggio ricorrente del prequel Vigilante: My Hero Academia Illegals, dove viene rivelato che è il fratello maggiore di Makoto Tsukauchi, nonostante le loro diverse opinioni sui vigilanti di Naruhata abbiano creato tensione tra loro.
Kota Izumi (出水洸汰?, Izumi Kōta)
Doppiato da: Michiru Yamazaki (ed. giapponese), Patrizia Mottola (ed. italiana)
Nipote di Mandalay e figlio della coppia di Hero un tempo nota come Water Hose (ウォーターホース?, Wōtā Hōsu). Perse i genitori per via di Muscular. Sentendosi abbandonato da loro (li incolpava di avere messo il loro lavoro prima di lui), diventò cinico verso gli Hero, provando verso di loro e gli aspiranti eroi un astio viscerale. Dopo che Midoriya gli salva la vita proprio dall'attacco di Muscular, durante l'assalto dell'Unione dei Villains al campo estivo, cambia idea, scrivendo una lettera di ringraziamento a Midoriya e iniziando ad ammirarlo. Possiede un Quirk che gli consente di manipolare l'acqua definito "Creazione d'acqua".
Eri (壊理?)
Doppiata da: Seiran Kobayashi (ed. giapponese), Sabrina Bonfitto (ed. italiana)
Eri è la fonte chiave dell'operazione di Chisaki per la produzione di proiettili distruttori di Quirk. È la nipote dell'ex capo degli Shie Hassaikai ed è stata effettivamente adottata da Chisaki dopo che suo nonno si ammalò gravemente. Il suo Quirk Rewind (巻き戻す?, Maki Modosu) le permette di riportare un essere vivente a uno stato precedente. Questo Quirk è il risultato di una mutazione estremamente rara e non assomiglia a nessun Quirk di entrambi i lati della discendenza della sua famiglia. Quelli che sono in contatto o vicino a Eri al momento dell'attivazione iniziano a fare riavvolgere i loro corpi negli stati precedenti, annullando anche eventuali ferite. È in grado di riportare le persone fino a prima ancora che esistessero, effettivamente uccidendole. Chisaki implica che, con sufficiente padronanza, Eri potrebbe persino fare de-evolvere l'umanità in uno stato primordiale. Attraverso diversi esperimenti Chisaki è stato in grado di utilizzare gli effetti di questo Quirk per colpire il "fattore Quirk" di una persona al fine di creare proiettili che distruggono i Quirk. A causa della sua giovane età e inesperienza, Eri non è in grado di controllare correttamente la sua capacità, essendo in grado di attivarla, ma non di fermarla. A detta di Aizawa, il suo potere è talmente potente che, a parte Midoriya, ben poche persone sarebbero in grado di controbilanciare l'effetto. Il suo Quirk inoltre è legato al corno che la bambina ha in testa: quando è calma, il corno ha dimensioni un po' più grandi di un bernoccolo, crescendo quando usa il suo potere o è sotto stress; Neito inoltre ha affermato che questo potere necessiti l'accumulo o l'utilizzo di qualche "elemento" per poter funzionare, ed eventuali alterazioni legate al proprio Quirk sono percepite da Eri, che solitamente descrive come "una strana sensazione" provenire proprio dal corno. Era timorosa e accondiscendente a causa del suo stato, per questo preferiva sacrificarsi e rimanere con Chisaki pur di salvare le persone che provavano a salvarla; tuttavia la determinazione di Mirio e di Izuku si è fatta largo tra le sue emozioni, facendo germogliare nella bambina la "volontà di essere salvata", rendendola una bambina solare e vivace seppur ancora insicura. Dopo essere stata dimessa, è stata ospitata allo Yuei sotto la tutela di Aizawa per proteggerla e aiutarla a controllare i propri poteri: i loro sforzi e la determinazione della bambina riusciranno infine a farle controllare (sebbene in un primo stadio) i propri poteri, permettendo il ripristino del Quirk di Mirio e il suo ritorno come eroe.
Rei Todoroki (轟とどろき冷れい?, Todoroki Rei)
Doppiata da: Michiko Neya (ed. giapponese), Emanuela Pacotto, Patrizia Mottola (st.4) (ed. italiana)
Madre di Shoto e dei suoi fratelli, nonché moglie di Endeavor. Nata come Rei Himura (緋村玲?, Himura Rei), è stata essenzialmente venduta a Endeavor dalla sua famiglia per motivi economici e ha deciso di generare più di un figlio con lui come un modo per incoraggiarsi a vicenda. Sebbene la loro relazione fosse in realtà abbastanza sana durante i primi anni del loro matrimonio, iniziò a inasprirsi quando Endeavor si perse nella sua ossessione di superare All Might. L'abuso a cui l'ha sottoposta ha finito per farla diventare mentalmente instabile, spingendola a lanciare acqua bollente sul lato sinistro della faccia di Shoto in un impeto di follia, cosa che ha spinto Endeavor a mandarla in un ospedale psichiatrico. Col passare del tempo, recupera la sua sanità mentale e il rapporto con i suoi figli ed è arrivata a guardare oltre le colpe di suo marito, poiché è consapevole dei suoi tentativi di affrontare il suo passato e di espiare i suoi errori. Viene dimessa poco dopo la fine della guerra fra gli Hero e il Fronte di liberazione del sovrannaturale. Shoto ha ereditato i suoi poteri di ghiaccio da lei.
Fuyumi Todoroki (轟 冬美?, Todoroki Fuyumi)
Doppiata da: Kei Shindo (ed. giapponese), Martina Felli (ed. italiana)
La sorella maggiore di Shoto, lavora come insegnante di scuola elementare e ha un Quirk legato al ghiaccio, come sua madre. Spera che suo padre cambi e vuole avere una famiglia normale. Di tutti i figli di Enji, lei è l'unica che ha perdonato suo padre per i suoi errori e sostiene i suoi tentativi di espiare e riparare i suoi rapporti con la sua famiglia.
Natsuo Todoroki (轟 夏雄?, Todoroki Natsuo)
Doppiato da: Yūki Shin (ed. giapponese), Tommaso Zalone e Federica Valenti (da bambino) (ed. italiana)
Il fratello maggiore di Shoto, è uno studente di medicina. A differenza di sua sorella, è apertamente ostile a suo padre per i suoi abusi nei confronti di sua madre e per aver causato la morte apparente di Toya e fa fatica persino a parlargli senza perdere la calma anche quando lo ha salvato da Ending. Natsuo è tra coloro che hanno appreso che Dabi è suo fratello Toya, scomparso da tempo, ed è rimasto gravemente scioccato da questa rivelazione. Pur ritenendo suo padre responsabile della discesa di Toya nella malvagità, Natsuo si incolpa per non aver parlato contro suo padre si dall'inizio, altrimenti Toya non sarebbe diventato un criminale.

### Portatori di One For All
Yoichi Shigaraki (信楽陽一?, Shigaraki Yōichi)
Doppiato da: Sōichirō Hoshi (ed.giapponese), Luca Ghignone (st. 4, st. 6 ep. 5 ), Matteo Garofalo (st. 5+) (ed. italiana)
È stato il primo portatore dell'One For All e il fratello minore di All For One. Inizialmente si credeva che fosse nato senza quirk, ma in realtà ne aveva uno apparentemente inutile, la cui unica abilità era quella di poter essere trasferito a un'altra persona. Il One For All è stato formato dalla fusione del suo quirk e da un Quirk di accumulo di potere che suo fratello gli aveva imposto. Sebbene fragile e malaticcio, aveva un forte senso di giustizia e non si tirò indietro per opporsi ai crimini di suo fratello, ma non aveva un livello di potenza sufficiente per farlo. Prima di essere ucciso da All For One, ha passato One For All a Kudo, nella speranza che qualcuno in futuro alla fine avrebbe fermato il fratello una volta per tutte, un ciclo che è continuato fino al presente. Anche molto tempo dopo la sua morte, Yoichi è consapevole che Izuku è il nono detentore di One For All, a causa della sua coscienza incorporata nel Quirk, e ha mostrato a Izuku gli eventi che hanno portato alla creazione dell'One For All. Il suo nome contiene il carattere per "uno" (一?, ichi), in riferimento al fatto che è stato il primo portatore dell'One For All.
Toshitsugu Kudo (駆藤 敏次?, Kudō Toshitsugu)
Doppiato da: Daisuke Ono (ed.giapponese), Giuseppe Palasciano (ed. italiana)
Il secondo portatore dell'One For All. Condivideva una forte somiglianza con Bakugo, con una grande cicatrice sul viso, che aveva ricevuto poco prima della sua morte per mano di All For One durante la loro battaglia finale. In passato era il leader di un gruppo di ribelli che si era opposto al dominio di All For One durante la sua scalata al potere. Lui e Bruce hanno salvato Yoichi dalla sua prigionia, per diventarne poi il successore in seguito alla sua morte. Inizialmente rifiutava di accettare Izuku come successore a causa della sua natura ottimistica, ma alla fine viene convinto da Yoichi. Il suo Quirk, Gearshift (変へん速そく?, Hensoku), gli permetteva di cambiare la velocità con cui le cose accelerano nello spazio, potendo persino ignorare le leggi dell'inerzia. Inizialmente, questo potere era in grado di funzionare solo su piccoli oggetti, tuttavia, dopo la fusione con One For All, il suo potere si è notevolmente evoluto, al punto che lo sforzo derivante dall'uso del Quirk può durare solo cinque minuti prima che gli effetti collaterali si manifestino.
Bruce Lee (ブルース・リー?, Burūsu Rī)
Doppiato da: Ryōta Suzuki (ed.giapponese), Edoardo Lomazzi (ed. italiana)
Il terzo portatore dell'One For All. Era un uomo con i capelli grigio chiaro legati in una coda di cavallo appuntita, una bandana nera che gli copriva la fronte e una giacca da combattimento con piccoli tubi di fuga che gli uscivano dalle spalle. Faceva parte della resistenza che combatteva contro All For One insieme a Toshitsugu, con il quale ha preso parte al salvataggio di Yoichi. Come Toshitsugu, anche lui inizialmente rifiutava di accettare Izuku come successore, per poi cambiare idea grazie a Yoichi. Il suo Quirk, Fa Jin ( 発はっ勁けい?, Hakkei), gli consentiva di accumulare e immagazzinare l'energia cinetica tramite i movimenti del corpo. Questa energia immagazzinata poteva poi essere rilasciata con la conseguenza di un grande aumento di velocità e potenza.
Hikage Shinomori (四乃森 避影?, Shinomori Hikage)
Doppiato da: Toshiyuki Morikawa (ed. giapponese), Ezio Vivolo (ed. italiana)
Il quarto portatore dell'One For All. Era un uomo alto con una cicatrice che gli scendeva sul viso. A differenza degli altri portatori, ha scelto di nascondersi da All for One e allenare il potere di One for All per rafforzarlo. È morto all'età di 40 anni, a causa dello stress causato dall'aver avuto molteplici Quirk per un lungo periodo di tempo, cosa che ha messo a dura prova il suo corpo. Per questo ritiene che Izuku sarà probabilmente l'ultimo possessore del One For All, non avendo mai avuto un Quirk suo. Il suo Quirk, Danger Sense (危き機き感かん知ち?, Kiki Kanchi), gli permetteva di percepire cose o eventi pericolosi, percepiti sotto forma di dolori acuti alla testa.
Daigorō Banjyō (万縄 大悟郎?, Banjyō Daigorō)
Doppiato da: Hiroki Yasumoto (ed. giapponese), Francesco Mei (ed. italiana)
È stato un Pro Hero noto come Lariat (ラリアット?, Rariatto, lett. "laccio, lasso") e il quinto possessore del One For All; il suo Quirk è chiamato Frusta nera (黒鞭?, Kuromuchi), il quale gli consente per qualche secondo di emanare dalle braccia e controllare tentacoli di energia oscura: il potere, a sua detta, è legato alla rabbia, alla frustrazione e alla volontà di catturare/afferrare qualcuno o qualcosa. È apparso per la prima volta durante gli scontri d'allenamento tra 1-A e 1-B, dopo che Izuku ha iniziato improvvisamente a manifestare il potere in maniera incontrollata: è stato grazie anche all'intervento e al potere di Hitoshi che Daigorō è riuscito a entrare in contatto con Izuku nel subconscio del ragazzo, illustrandogli brevemente il suo Quirk, dicendogli come controllarlo e informandolo inoltre che dentro al One For All risiedono dormienti anche altri cinque Quirk appartenuti ad altrettanti precedenti possessori, e che eventualmente manifesterà anche loro.
En Tayutai (揺蕩井 煙?, Tayutai En)
Doppiato da: Tetsuya Kakihara (ed. giapponese), Lorenzo Briganti (ed. italiana)
Il sesto portatore dell'One For All ed ex Pro Hero noto come Smoke-Eater (ガエン ?, Gaen). En era un uomo con i capelli scuri che indossava una giacca dal collo alto. Poco si sa delle sue abilità, a parte il fatto che non sia stato in grado di abbattere All For One e il fatto che questi ha tentato di rubargli One For All in passato, ma ha fallito. Ha dato a Nana il One For All dandole alcuni dei suoi capelli durante la sua battaglia finale con All For One. Il suo Quirk, Smokescreen (煙えん幕まく?, Enmaku), gli consentiva di generare spesse nuvole di fumo dal proprio corpo, che potevano oscurare la vista dell'avversario.
Nana Shimura (志村 菜奈?, Shimura Nana)
Doppiata da: Mie Sonozaki (ed. giapponese), Beatrice Caggiula (ed. italiana)
La Hero che usava il potere del One For All prima che lo passasse a Toshinori, allora senza Quirk; assieme al One For All aveva il Quirk Float (浮く?, Uku), che le consentiva di librarsi in aria e fluttuare. Viene descritta come una donna dal gran senso del dovere e di giustizia, ferma nell'idea che un eroe dovesse sorridere sempre per instillare coraggio e speranza nella gente; era anche grande amica di Gran Torino. Durante la sua vita, Nana si è sposata e ha avuto un figlio di nome Kotaro. Dopo che suo marito fu ucciso da All For One, Nana ha lasciato il figlio alle cure di una famiglia affidataria, dicendo a Gran Torino e Toshinori di non entrare mai in contatto con lui in nessuna circostanza, malgrado il dolore della separazione. Tuttavia, fu mantenendo questa promessa che Tenko, suo nipote, alla fine divenne un villain sotto la tutela di All For One poiché il figlio di Nana crebbe odiando gli eroi e il loro mondo proprio a causa della madre che ritenne colpevole di averlo abbandonato. Dopo avere scelto Toshinori come erede, Nana venne uccisa da All For One.
Il suo nome, in giapponese, è omofono del numero sette (七?, nana), in riferimento al fatto che lei fosse la settima portatrice del One For All.